# Ворохта
Воро́хта — селище в Україні, адміністративний центр Ворохтянської селищної громади Надвірнянського району Івано-Франківської області. До складу Ворохтянської селищної громади також входить і село Татарів.

## Географія
Ворохта розташована за 90 км від обласного центру та 52 км від районного центру, на висоті 850 метрів над рівнем моря, на берегах річки Прут. Майже з усіх сторін селище оточене горами й лісами.
Через селище течуть потоки Гаврилець Великий, Гаврилець Малий, Арджелюжа, Ворохцель, Пародчин впадають у річку Прут.

## Назва
За легендою назва селища з'явилася у XVII столітті. За переказами, у перших жителів присілка Мочерняків був слуга-втікач із польської армії, якого звали Ворохта. Він був дуже здібним, і до нього часто зверталися за порадами, приказуючи «іду до Ворохти». Звідсіля й пішла в народі назва нового гірського поселення — Ворохта.

## Історія

### Перші поселенці
Поселення було засноване у 1568 році Василем Янюком, який разом зі своєю худобою покинув рідне село Космач. Про це стало відомо у 1960-х роках, коли у центрі селища, після знесення великого гуцульського будинку, викопали однолітрову чотиригранну старовинну пляшку з таким написом: «Lwów, Lemberg, Maison Fodee 1782 J. A. Baczewski». На місці робіт перебувала вдова М. Мочерняк, дружина В. Мочерняка, сина Івана від іншої дружини Мочерняка. Вона підібрала пляшку і пересвідчившись, що окрім напівзотлілих документів у ній нема скарбу (Мочерняки служили у ватазі Довбуша і в тій пляшці могла бути частина золота Довбуша), передала документи М. Санковичу. Папір кришився — все доводилося складати потаємно, оскільки Мочерняка та Санковича могли прив'язати до шпигунства. Ті документи описували історію Ворохти детально (мабуть, Іван Мочерняк склав це все на підставі ще давніших записів). Окремо була картка з частинкою тексту (все інше неможливо було прочитати), напис там був буквально таким:
|  | Існує такий відповідний досвід, що спочатку на перший горбок прибув Василь Янюк з Космача у 1568 році. Михайло Ворохта прибув у 1598 році. А. М. Пабушевич 1/11 1610. |

Ці документи розкрили трохи правди про історію Ворохти, але, на жаль, їх не вдалося зберегти. До того випадку була версія про заснування Ворохти у 1780 році (ця дата і позначена на інформаційному стенді), і звісно 1690-х років, але ці версії не підтверджувались. 1998 року пішли чутки про 400-річчя Ворохти. Та відповідних документів, які підтвердили б достовірність цих чуток, не знайшлося.
Отже Василь Янюк із Космача прийшов у цю місцевість 1568 року. Дійшовши до розлогого поля, він оселився там. Це місце й дотерпер має назву Янівський Діл. Коли худоба випасла пашу, Янюк пішов шукати інші. Пішов лісом західніше і дійшов до вітровалів багатовікових ялин. Тут зупинився, прив'язав коня, вийшов вище по схилу і побачив за буреломом гарне довгосмуге поле. Янюк завагався: галявини важко дістатися, але на пашу, мабуть, дуже багата. Він повернувся до свого Долу. Розповів усе пастухам — і разом вони вирушили до того поля. Продиралися цілий тиждень. Там був хороший ландшафт, багато паші, але на зиму все ж вернулися до Космача. Навесні знову прийшли до нового поля і назвали Ріжа (сьогодні полонина Ріжі). Якось Янюк осідлав коня й пішов до підніжжя гори (Ріжі знаходилася біля вершини); там ялинові праліси переходили в букові прогалини. Янюк знову пішов на захід, побачив великі поля. Повернувся на Ріжу і розповів це всім. За тиждень вся худоба і живність була на тих полях, спорудили для худоби ста́йню й відділили стіною невелику житлову кімнату. Але на зиму Янюк знов повернувся до Космача. Навесні все господарство перегнав на нове поле. Тут і став жити з господарством. На третю весну після прибуття Янюка почали будувати його будинок на рівному місці над скелею. Це був 1568 рік.
У 1598 році на Янівському Груні (там, де були великі поля) в Дедерчуків оселився втікач із польського війська Михайло Ворохта, який не хотів повертатись на Закарпаття; він був талановитим ткачем. Слава про Ворохту швидко розійшлася по всіх околицях, підвладних Янюкові. Свого будинку Ворохта не мав, але познайомився з Янюком і взяв у помічники його доньку Марію, зробивши для неї ткацький верстат. Таким чином Михайло розширив виробництво. Потім у Березові одружився з Марією. У 1598 році (після весілля) цю місцину назвали Ворохта; Янюк мав трьох доньок: Євдокію, Марію й Анну. Марію видав за Ворохту, Євдокію — за Дедерчука, Анну — за Воронюка (засновника села Вороненка).

### Рух опришків
З тих же часів прослідковується історія опришків — національного руху опору державному й панському гніту. Найбільш відомим їх ватажком був Олекса Довбуш. Ці традиції були успадковані Українським визвольним рухом ХХ століття.

### Під правлінням Відня
Наприкінці XIX століття Ворохта розбудовувалася як спортивно-туристичний центр. Цьому сприяло прокладання через Ворохту влітку 1894 року залізниці. У 1895 році був збудований кам'яний арковий міст. При загальній довжині 130 метрів проліт становить 65 метрів. Міст входить до переліку найдовших кам'яних мостів Європи та світу (тепер міст не використовується).
Близько 1910 року серед численних туристів відвідав Ворохту і Жаб’є юний австрійський ергерцог Вільгельм-Франц Льотрінген-Габсбург (1895—1948). Кілька днів інкогніто він прожив у оселі заможного гуцула, батька діяча Української радикальної партії Петра Шекерика. А згодом увійшов в історію українських визвольних змагань як один з керівників Українських січових стрільців, полковник Василь Вишиваний, і був закатований сталінським НКВС у київській Лук’янівській в’язниці.
Ворохта була присілком (хутором) Микуличина до 1 жовтня 1927 року, коли отримала статус села Надвірнянського повіту Станиславівського воєводства.

### Історичні світлини

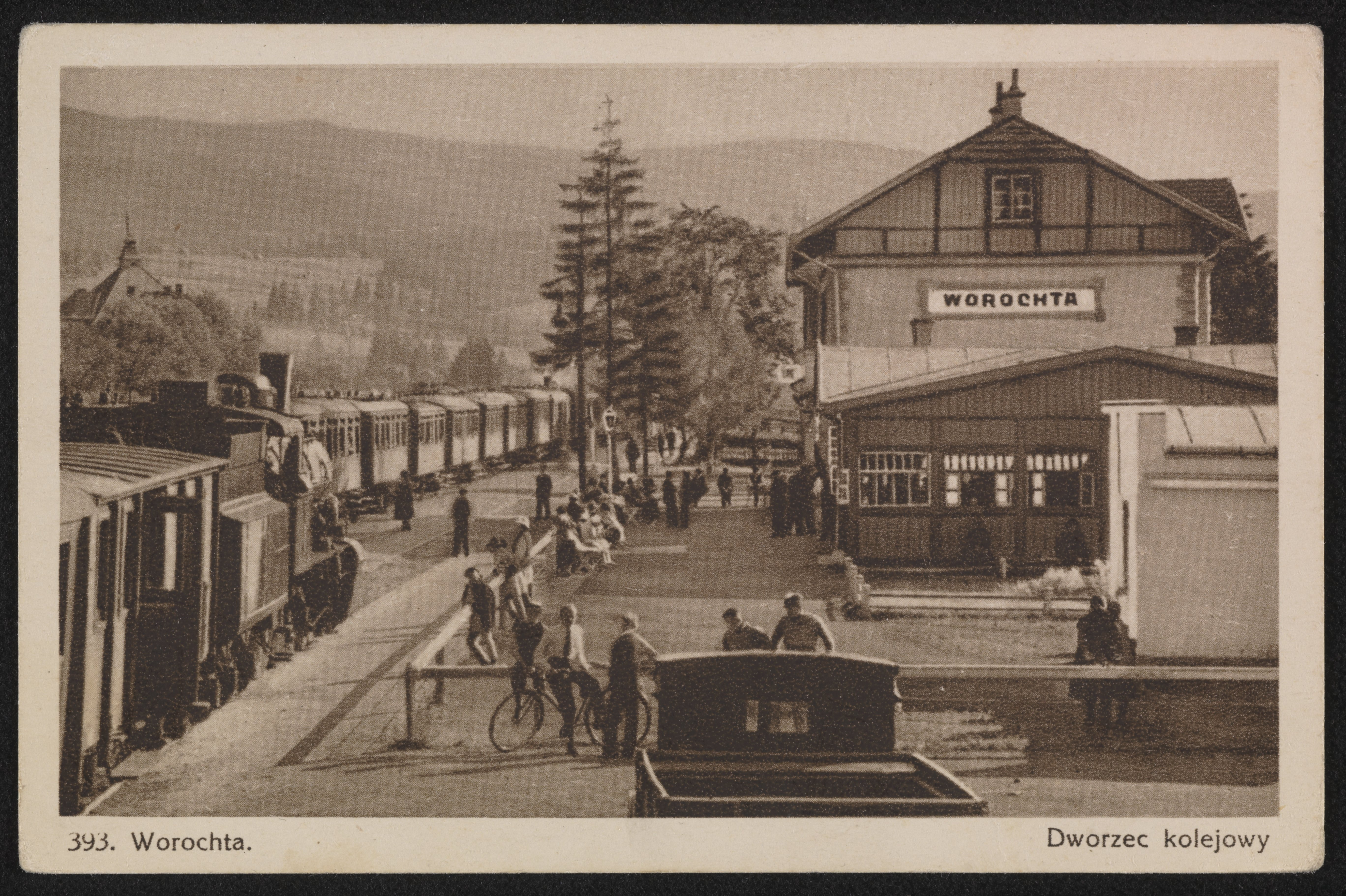
Залізничний вокзал (міжвоєнний час)
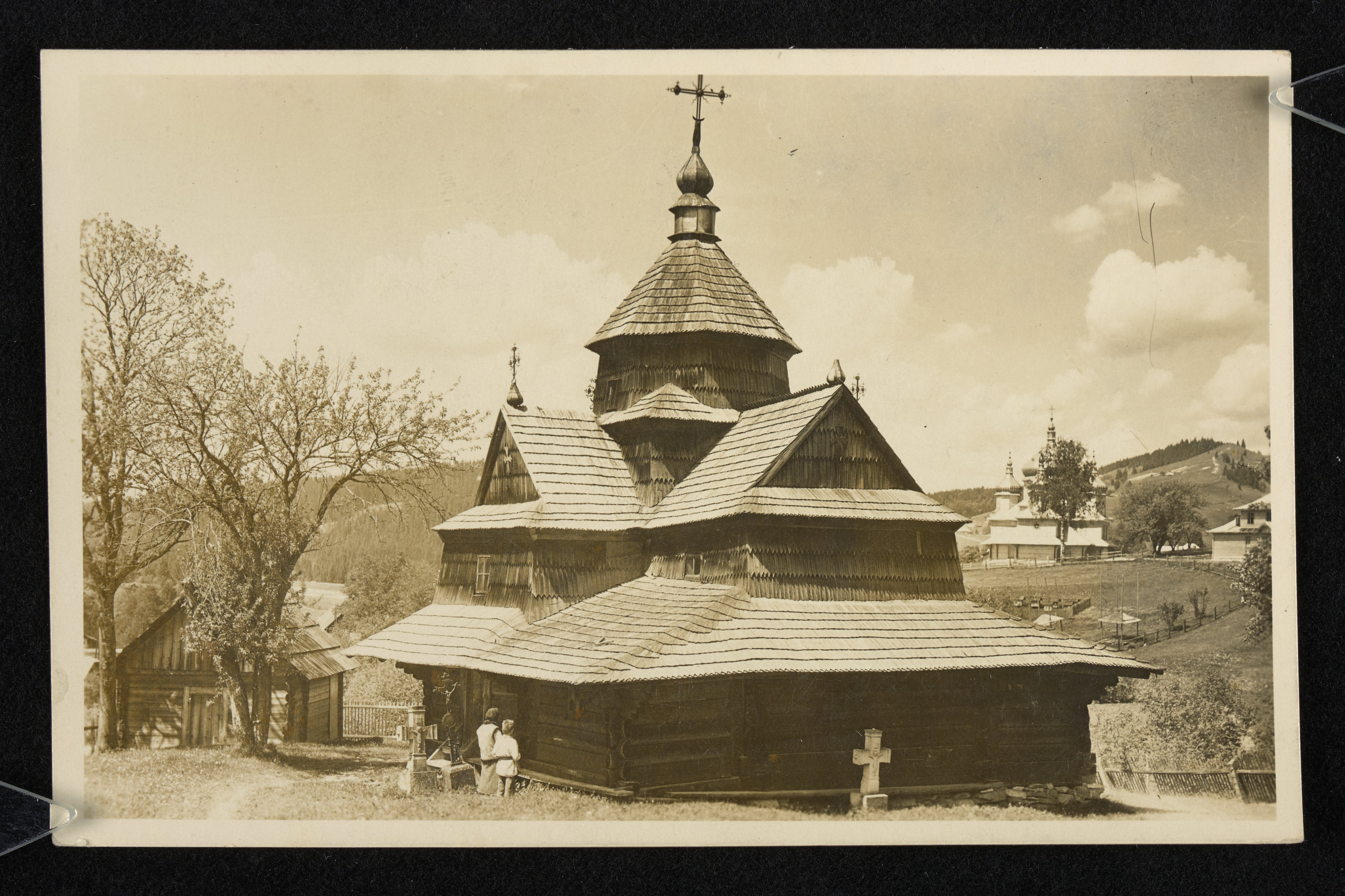
Дерев'яна церква (міжвоєнний період)
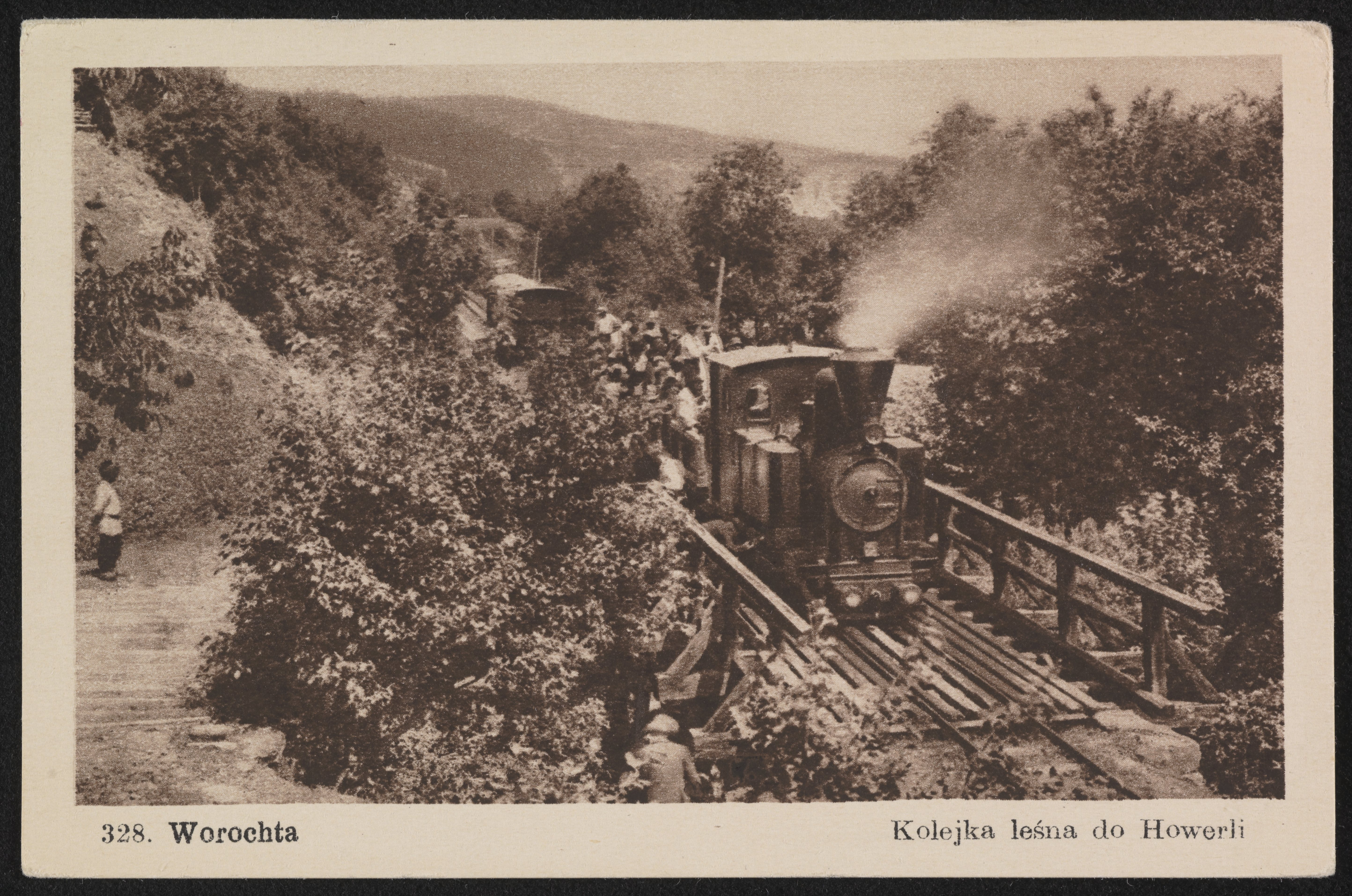
Лісна вузькоколійка (1929)
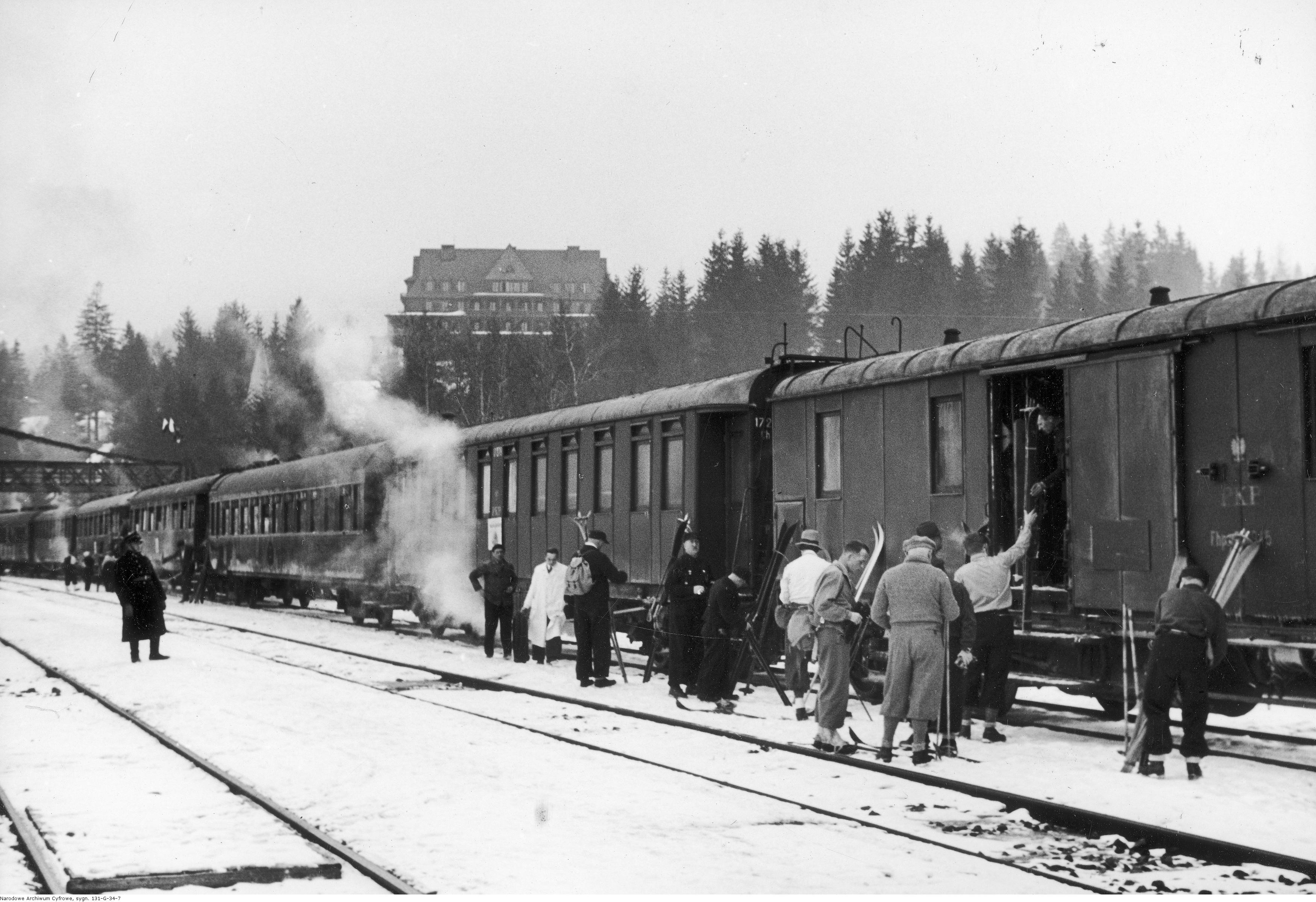
Поїзд у Ворохті
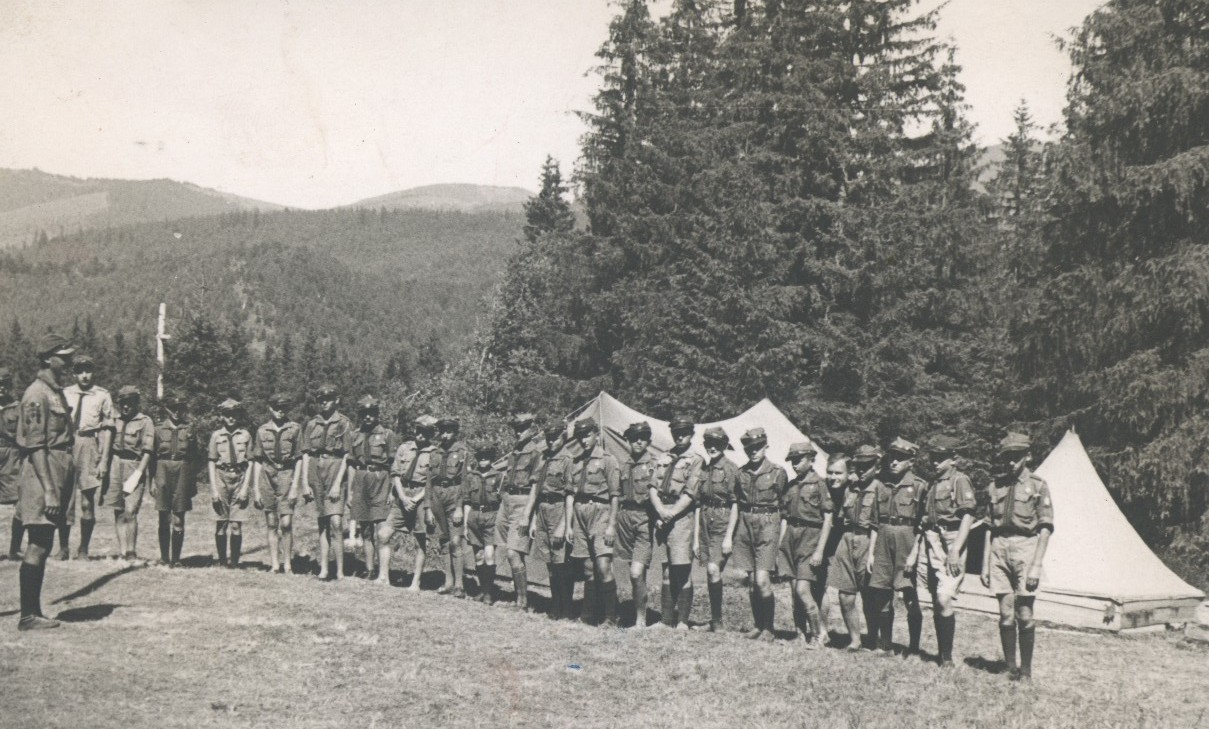
Польські скаути в селищі
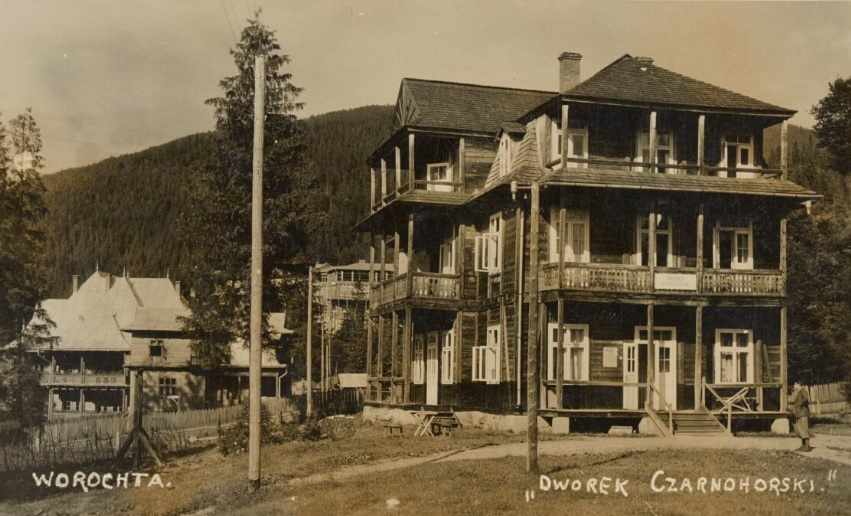
Пансіонат «Чорногірський Дворек»
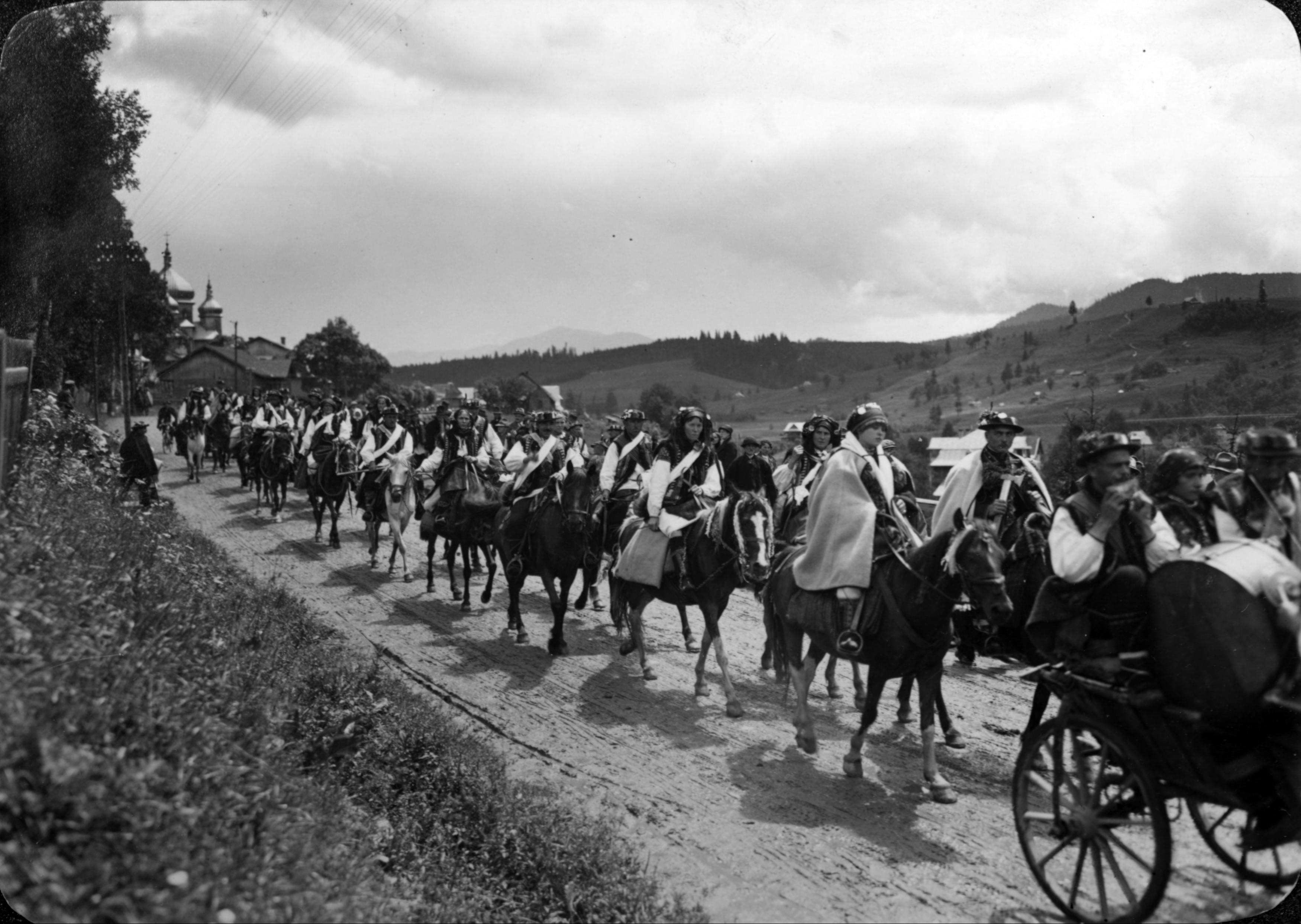
Гуцульське весілля у Ворохті (1934)
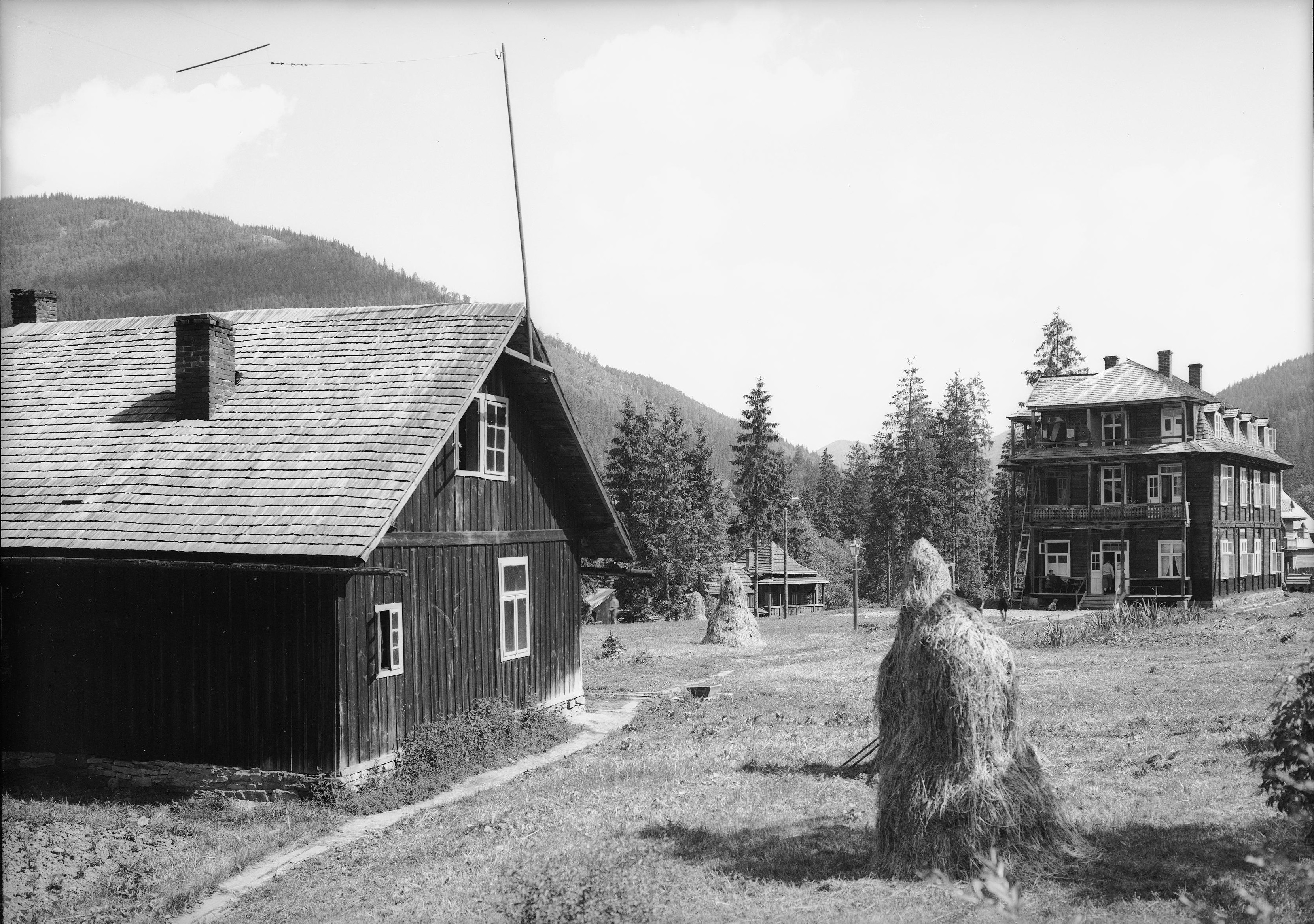
Подвір'я пансіонату «Чорногірський Дворек»
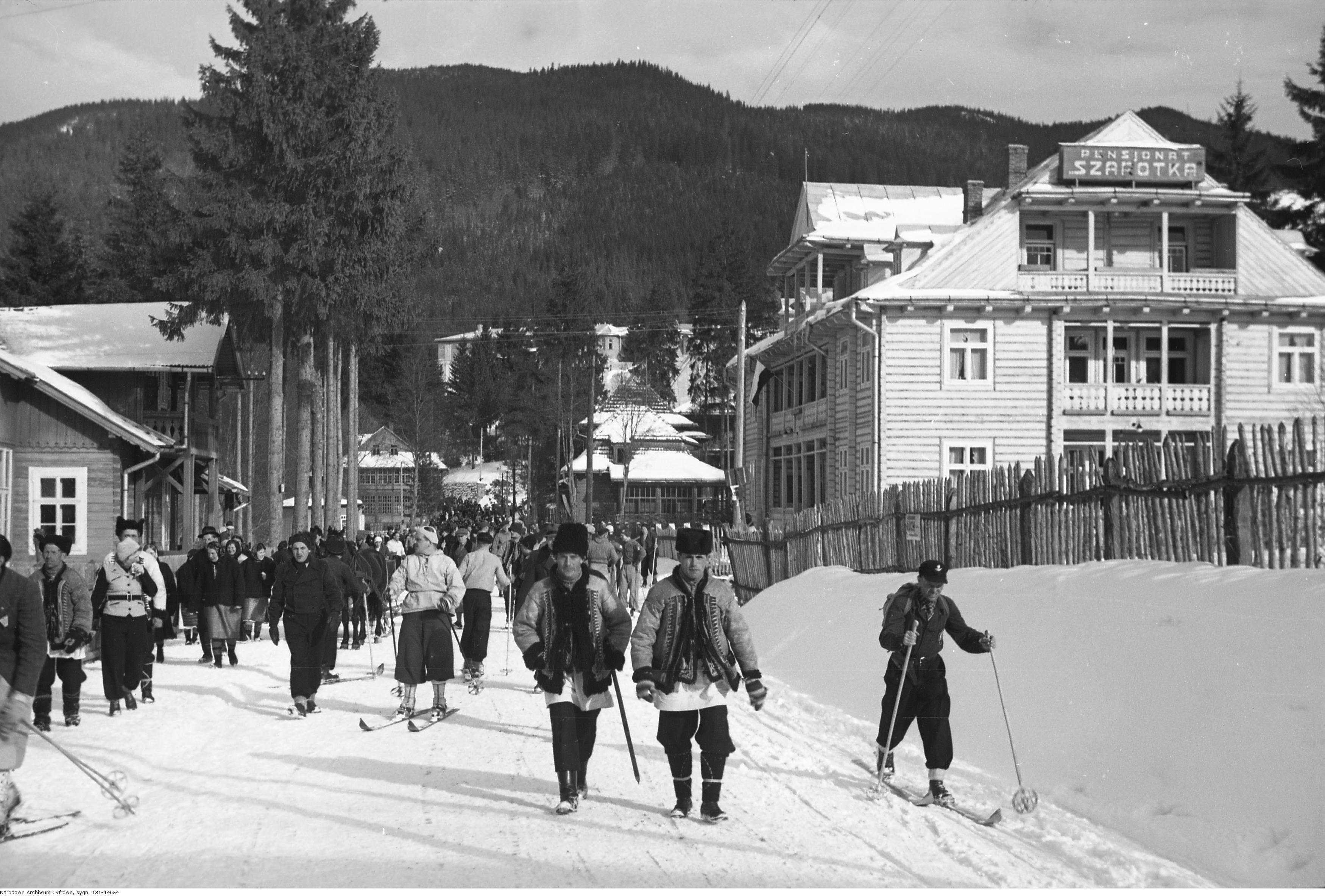
Пансіонат «Szarotka»

### Учасники визвольної боротьби ОУН та УПА

#### Захоплені та засуджені за участь у визвольній боротьбі
- БЕЛЕЙОВИЧ Марія Олексіївна, 1925 р. н., селище Ворохта Надвірнянського району, українка, освіта початкова. Проживала в с-щі Ворохта, старший бухгалтер. Заарештована 04.01.1945. Звинувачення: член ОУН , псевдо — Степанівна, керівниця жіночої сітки підрайонного проводу  ОУН . Військовим трибуналом військ НКВС Станіславської області 02.07.1945 засуджена на 10 років позбавлення волі та 5 років пораження в правах із конфіскацією майна. Реабілітована 03.06.1992.
- БОЙЧУК Дем’ян, 1921 р. н., селище Ворохта Надвірнянського району, українець, освіта початкова. Рядовий 178-го СП. Заарештований 19.10.1944. Звинувачення: член ОУН. Військовим трибуналом 8-ї СД 02.11.1944 засуджений на 10 років позбавлення волі та 5 років пораження в правах із конфіскацією майна. Реабілітований 23.01.1992.
- БОЙЧУК Микола Юрійович, 1913 р. н., селище Ворохта Надвірнянського району, українець, освіта початкова. Проживав у селищі Ворохта, селянин. Заарештований 24.04.1941. Звинувачення: член ОУН, станичний ОУН. Військовим трибуналом військ НКВС Станіславської області 20.06.1941 засуджений на 10 років позбавлення волі та 3 роки пораження в правах із конфіскацією майна. Реабілітований 28.10.1994.
- БУДЗУЛЯК Іван Юрійович, 1922 р. н., селище Ворохта Надвірнянського району, українець, освіта початкова. Проживав у селищі Ворохта, робітник лісопильного заводу. Заарештований 19.10.1944. Звинувачення: член ОУН, псевдо — Черемош, зв’язковий станичної ОУН, збирав зброю для УПА. Військовим трибуналом 8-ї СД 08.11.1944 засуджений на 10 років позбавлення волі та 5 років пораження в правах із конфіскацією майна. Реабілітований 12.02.1992.
- БУДЗУЛЯК Олексій Юрійович, 1920 р. н., селище Ворохта Надвірнянського району, українець, освіта неповна середня. Проживав у с-щі Ворохта, робітник лісопильного заводу. Заарештований 19.10.1944. Звинувачення: член ОУН, псевдо — Батурин. Військовим трибуналом 8-ї СД 02.11.1944 засуджений на 10 років позбавлення волі та 5 років пораження в правах із конфіскацією майна. Реабілітований 03.06.1992.
- ГАВРИЩУК Кароліна Михайлівна, 1928 р. н., селище Ворохта Надвірнянського району, українка, освіта неповна середня. Проживала в с-щі Ворохта, завідувач карткового бюро лісокомбінату. Заарештована 26.08.1947. Звинувачення: матеріально допомагала УПА. Військовим трибуналом військ МВС Станіславської області 03.10.1947 засуджена на 10 років позбавлення волі та 5 років пораження в правах із конфіскацією майна. Реабілітована 17.02.1992.
- ГРИНЬКО Юрій Ілліч, 1924 р. н., селище Ворохта Надвірнянського району, українець, освіта початкова. Рядовий 178-го ФЗСП. Заарештований 20.10.1944. Звинувачення: член ОУН. Військовим трибуналом 8-їСД 02.11.1944 засуджений на 10 років позбавлення волі та 5 років пораження в правах із конфіскацією майна. Реабілітований 12.02.1992.
- ДЕДЕРЧУК Нестор Іванович, 1923 р. н., селище Ворохта Надвірнянського району, українець, освіта початкова. Дизертирував з радянської армії і проживав нелегально. Заарештований 28.12.1944. Звинувачення: член ОУН (псевдо — Нечай). Військовим трибуналом військ НКВС Станіславської області 20.04.1945 засуджений на 15 років позбавлення волі та 5 років пораження в правах із конфіскацією майна. Реабілітований 03.06.1992.
- ДИЛО Микола Федорович, 1929 р. н., селище Ворохта Надвірнянського району, українець, освіта початкова. Проживав у м. Яремча, бухгалтер кооперації. Заарештований 13.06.1946. Звинувачення: під час німецької окупації служив в українській поліції. Військовим трибуналом військ МВС Станіславської області 06.09.1946 засуджений на 15-років позбавлення волі та 5 років пораження в правах. Реабілітований 12.02.1992.
- МОЧЕРНЯК Григорій Іванович, 1903 р. н., селище Ворохта Надвірнянського району, українець, освіта початкова. Проживав у с-щі Ворохта, заступник начальника районного відділу робітничої гвардії. Заарештований 25,12.1939. Звинувачення: проводив антирадянську агітацію, писав вірші націоналістичного змісту. Особливою нарадою при НКВС СРСР 25.10.1940 засуджений на 8 років позбавлення волі. Реабілітований 15.08.1989.
- НИКОРАК Дмитро Олексійович, 1923 р. н., селище Ворохта Надвірнянського району, українець, освіта початкова. Рядовий 178-го СП. Заарештований 20.10.1944. Звинувачення: член ОУН. Військовим трибуналом 8-ї СД 02.11.1944 засуджений на 10 років позбавлення волі та 5 років пораження в правах із конфіскацією майна. Реабілітований 23.01.1992.
- НІМЧУК Юрій Федорович, 1930 р. н., с. Яблуниця Надвірнянського району, українець, освіта початкова. Проживав у с-щі Ворохта, майстер ліспромкомбінату. Заарештований 27.02.1951. Звинувачення: зібрав для УПА 200 крб. Військовим трибуналом військ МВС Станіславської області 08.05.1951 засуджений на 25 років позбавлення волі та 5 років пораження в правах. Реабілітований 23.08.1991.
- ПАЛІЙЧУК Василь Кузьмич, 1900 р. н., с. Бистрець Верховинського району, українець, малописьменний. Проживав у селищі Ворохта Надвірнянського району, лісоруб. Заарештований 17.03.1945. Звинувачення: вояк УПА (1945), псевдо — Береза. Військовим трибуналом військ НКВС Станіславської області 27.04.1945 засуджений на 10 років позбавлення волі та 5 років пораження в правах із конфіскацією майна. Реабілітований 20.08.1991.
- ПАЛІЙЧУК Микола Михайлович, 1910 р. н., селище Ворохта Надвірнянського району, українець, освіта початкова. Рядовий 178-го ЗСП. Заарештований 19.10.1944. Звинувачення: член ОУН, псевдо — Крук. Військовим трибуналом 8-ї СД 02.11.1944 засуджений на 10 років позбавлення волі та 5 років пораження в правах із конфіскацією майна. Реабілітований 04.06.1992.
- ПЕТРАЩУК Катерина, 1917 р. н., селище Ворохта Надвірнянського району, українка, освіта початкова. Проживала в с-щі Ворохта, селянка. Заарештована 28.12.1944. Звинувачення: член ОУН, псевдо — Лисичка, зв’язкова станичної ОУН. Військовим трибуналом військ НКВС Станіславської області 15.03.1945 засуджена на 10 років позбавлення волі та 2 роки пораження в правах із конфіскацією майна. Реабілітована 27.12.1991.
- ПЕТРАЩУК Юрій Андрійович, 1914 р. н., с. Кваси Закарпатської області, українець, малописьменний. Легалізувався. Проживав у селищі Ворохта Надвірнянського району, селянин. Заарештований 28.12.1944. Звинувачення: вояк УПА (сотня Чорноти), псевдо — Гниличка. Військовим трибуналом військ НКВС Станіславської області 12.04.1945 засуджений на 15 років позбавлення волі та 5 років пораження в правах із конфіскацією майна. Реабілітований 19.09.1991.
- ПРОДАНЮК Василь Юрійович, 1900 р. н., селище Ворохта Надвірнянського району, українець, освіта початкова. Проживав у с-щі Ворохта, лісомайстер ліспромкомбінату. Заарештований 26.04.1947. Звинувачення: збирав продукти для УПА. Особливою нарадою при МДБ СРСР 03.01.1948 засуджений на 7 років позбавлення волі. Реабілітований 08.07.1997.
- РОСИНСЬКИЙ Михайло Дмитрович, 1921 р. н., селище Ворохта Надвірнянського району, українець, освіта початкова. Проживав у с-щі Ворохта, начальник Ворохтянського лісопункту. Заарештований 05.04.1946. Звинувачення: член ОУН, псевдо — Пугач, станичний ОУН. Особливою нарадою при МДБ СРСР 19.04.1947 засуджений на 8 років позбавлення волі. Реабілітований 29.04.1960.
- СКОРЕЦЬКИЙ Василь Андрійович, 1928 р. н., селище Ворохта Надвірнянського району, українець, освіта початкова. Легалізувався. Проживав у с-щі Ворохта, селянин. Заарештований 28.12.1944. Звинувачення: вояк УПА (сотня Чорноти), псевдо — Козак. Військовим трибуналом військ НКВС Станіславської області 14.05.1945 засуджений на 10 років позбавлення волі. Реабілітований 03.12.1991.
- СОРОХМАНЮК Іван Олексійович, 1901 р. н., селище Ворохта Надвірнянського району, українець, освіта початкова. Проживав у с-щі Ворохта, вантажник Ворохтянського ліспромкомбінату. Заарештований 06.02.1949. Звинувачення: член ОУН, псевдо — Лев, станичний ОУН. Військовим трибуналом військ МВС Станіславської області 21.05.1949 засуджений на 25 років позбавлення волі та 5 років пораження в правах із конфіскацією майна. Реабілітований 05.02.1955.
- СТЕФАК Дмитро Олексійович, 1923 р. н., селище Ворохта Надвірнянського району, українець, освіта початкова. Проживав у с-щі Ворохта, начальник лісопункту. Заарештований 31.01.1948. Звинувачення: член ОУН, псевдо — Форт, зв’язковий станичної ОУН. Особливою нарадою при МДБ СРСР 10.07.1948 засуджений на 8 років позбавлення волі. Реабілітований 20.12.1991.
- ТИСЯЧНИЙ Танасій Васильович, 1921 р. н., селище Ворохта Надвірнянського району, українець, освіта початкова. Проживав у с-щі Ворохта, робітник на будівництві мостів. Заарештований 30.11.1944. Звинувачення: служив у дивізії «СС-Галичина». Військовим трибуналом військ НКВС Станіславської області 16.01.1945 засуджений на 10 років позбавлення волі та 3 роки пораження в правах із конфіскацією майна. Реабілітований 23.11.1992.
- ТКАЧУК Олексій Іванович, 1908 р. н., селище Ворохта Надвірнянського  району, українець, освіта початкова. Проживав у с-щі Ворохта, лісник. Заарештований 23.05.1946. Звинувачення: під час окупації мав зв’язок з українською поліцією. Військовим трибуналом військ МВС Станіславської області 12.11.1946 засуджений на 10 років позбавлення волі та 5 років пораження в правах із конфіскацією майна. Реабілітований 18.03.1992.
- ХОМИН Михайло Васильович, 1927 р. н., селище Ворохта Надвірнянського району, українець, освіта початкова. Проживав у селищі Ворохта, селянин. Заарештований 26.12.1945. Звинувачення: член ОУН, псевдо — Грінченко. Військовим трибуналом військ НКВС Станіславської області 15.02.1946 засуджений на 10 років позбавлення волі та 5 років пораження в правах із конфіскацією майна. Реабілітований 15.03.1994.
- ХОМИН Олексій Юрійович, 1929 р. н., селище Ворохта Надвірнянського району, українець, освіта початкова. Проживав у селищі Ворохта, майстер лісокомбінату. Заарештований 22.02.1951. Звинувачення: допомагав УПА матеріально. Військовим трибуналом військ МВС Станіславської області 30.03.1951 засуджений на 25 років позбавлення волі та 5 років пораження в правах із конфіскацією майна. Реабілітований 23.12.1991.
- ЮРАЩУК Юрій Григорович, 1921 р. н., селище Ворохта Надвірнянського району, українець, освіта початкова. Легалізувався. Проживав у селищі Ворохта, столяр. Заарештований 28.12.1944. Звинувачення: вояк УПА (сотня Чорноти), псевдо — Розважний. Військовим трибуналом військ НКВС Станіславської області 20.04.1945 засуджений на 10 років позбавлення волі та 5 років пораження в правах із конфіскацією майна. Реабілітований 03.06.1992.

#### Загинули в збройній боротьбі
- МОЧЕРНЯК Василь Дмитрович, 1910 р. н., с-ще Ворохта Надвірнянського району, українець, освіта неповна середня. Проживав у с-щі Ворохта, садівник санаторію. Заарештований 27.05.1941. Звинувачення: член ОУН. Загинув 10.08.1942 в тюрмі м. Златоуст Челябінської області (Росія), місце поховання невідоме. 07.10.1942 справу припинено.
- РОСИНСЬКИЙ Ілля, 1913 р. н., с-ще Ворохта Надвірнянського району, українець, малописьменний. Рядовий 178-го ЗСП. Заарештований 20.10.1944. Звинувачення: член ОУН. Військовим трибуналом 8-ї СД 02.11.1944 засуджений на 10 років позбавлення волі та 5 років пораження в правах із конфіскацією майна. Загинув 29.12.1944 у самбірській тюрмі, місце поховання невідоме. Реабілітований 11.02.1992.
- ХОМИН Федір, 1920 р. н., с-ще Ворохта Надвірнянського району, українець, освіта початкова Проживав у с-щі Ворохта, завідувач магазину. Заарештований 24.04.1941. Звинувачення: член ОУН. Військовим трибуналом військ НКВС Станіславської області 20.06.1941 засуджений на 3 роки позбавлення волі та 2 роки пораження в правах. Загинув в ув’язненні, дата смерті й місце поховання невідомі. Реабілітований 28.10.1994.
- ХОМИН Андрій Васильович, 1915 р. н., с-ще Ворохта Надвірнянського району, заступник керівника боївки райпроводу ОУН, псевдоніми — «Арсен», «Купа», загинув 05.06.1950 р., с. Підвисоке Снятинського району.
- ХОМИН Василь Юрійович, 1927 р. н., с-ще Ворохта Надвірнянського району, стрілець боївки кущової ОУН, псевдонім — «Скеля», загинув 1949 р., невідомо.
- ГРИДЖУК Дмитро Степанович, 1922 р. н, с-ще Ворохта Надвірнянського району, станичний ОУН, псевдонім — «Черемош», загинув 24.10.1951, біля с. Чорні Ослави Надвірнянського району.
- КУЛЬБ’ЯК Іван Юрійович, 1927, с-ще Ворохта Надвірнянського району, керівник кущової ОУН, псевдонім — «Грім», загинув 1951 р., тодішній Яремчанський район.
- ОЛЕКСЮК Іван Олексійович, 1922 р. н., с-ще Ворохта Надвірнянського району, член референтури пропаганди Надвірнянського надрайпроводу ОУН, псевдо: Богун, Довбуш, загинув 18.03.1952, с. Яблуниця Надвірнянського району.
- ПРИБИЛОВСЬКИЙ Юрій Володимирович, с-ще Ворохта Надвірнянського району, охоронець кущової ОУН «Остапа», загинув 1945 р., невідомо.
- СКОРЕЦЬКА-ПРИБИЛОВСЬКА Ганна Володимирівна, 1918 р. н., с-ще Ворохта Надвірнянського району, зв’язкова надрайпроводу ОУН, загинула 18.03.1952 р., с. Яблуниця Надвірнянського району.
- СКОРЕЦЬКИЙ Юрій Андрійович, 1924 р. н., с-ще Ворохта Надвірнянського району, стрілець боївки кущової ОУН, псевдонім — «Андрій», загинув 1947 р., невідомо.

#### Загинули на території села
- ЖОЛОБЧУК Василина Олексіївна, с. Зелена Надвірнянського району, член кущової ОУН, загинула 12.08.1947 в с-щі Ворохта Надвірнянського району.
- КЛИМПУШ Юрій Миколайович, 1932, с-ще Ворохта Надвірнянського району, стрілець боївки кущової ОУН, загинув 11.09.1949, біля с-ща Ворохта.
- ПАЛІЙЧУК Юрій Михайлович, с-ще Ворохта Надвірнянського району, станичний ОУН, стрілець боївки Остапа, псевдонім — «Сова», загинув 1946 року, біля с-ща Ворохта.
- ПРИБИЛОВСЬКИЙ Володимир Володимирович, 1924 р. н., с-ще Ворохта Надвірнянського району, охоронець кущової ОУН, псевдонім — «Черемшина», загинув 10.09.1949, с-ще Ворохта.
- ФЕДОРЧУК Дмитро Михайович, 1921 р. н., тодішній Яремчанський район, охоронець кущової ОУН, загинув 12.08.1947 р., с-ще Ворохта Надвірнянського району.
- ХОМИН Антон Васильович, 1907 р. н., с. Новошин Долинського району, член ОУН, псевдонім — «Чорногора», загинув 12.08.1947 р., с-ще Ворохта Надвірнянського району[6].

## Населення

### Мова
Розподіл населення за рідною мовою за даними перепису 2001 року:
| Мова            | Кількість | Відсоток |
| --------------- | --------- | -------- |
| українська      | 3742      | 98.81%   |
| російська       | 39        | 1.03%    |
| білоруська      | 3         | 0.08%    |
| румунська       | 2         | 0.05%    |
| інші/не вказали | 1         | 0.03%    |
| Усього          | 3787      | 100%     |

## Культура
В селищі Ворохта був заснований родинний колектив «Петровичі». Також у селищі заснований і проживає гурт «Петрос» та гурт Джараб.

## Туризм та гірськолижний спорт

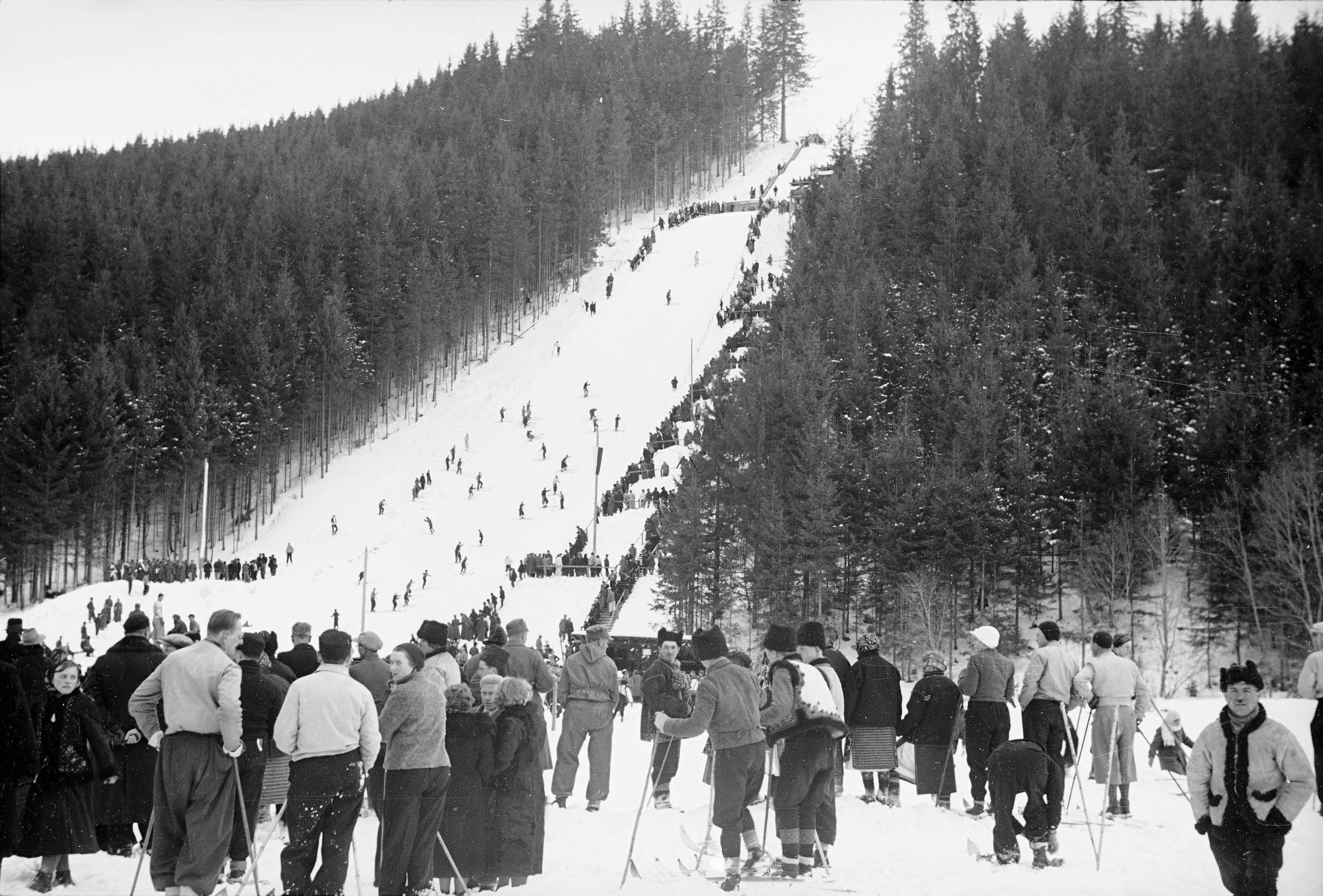
Гірськолижний трамплін (1938)

У 1930-х роках тут зведено декілька пансіонатів для заможних туристів, у 1957 році відкрили гірськолижну школу. Сьогодні Ворохта є одним з основних центрів туризму Івано-Франківської області як влітку, так і взимку. Для шанувальників лижного спорту тут діє декілька підйомників. Біля бази «Авангард» — бугель 300-метровий і крісельний двокілометровий підйомник. На Маківку — 250-метровий (бугель). Під час зимового сезону встановлюють ще два 100-метрові підйомники. Неподалік від селища розташована спортивно-туристична база «Заросляк», звідки починається маршрут сходження на найвищу вершину України — Говерлу.
Курорт Ворохта — є центром підготовки українських спортсменів зі стрибків із трампліна. Це був перший професійний трамплін на теренах Польщі у 1922 році.
Лижний трамплін був побудований у 1922 роках за ініціативою лижної секції Польського Татранського товариства в Станіславові (Івано-Франківськ). Він був розташований на схилах Ребровача (1292 м над рівнем моря).
4-6 березня 1922 року у Ворохті проведено Чемпіонат Польщі зі стрибків з трампліну. Їх переміг Олександр Розмус, але в історію польського лижного спорту вони увійшли тим, що змагання у 2-й категорії старших перемогла жінка – Ельжбета Міхалевська-Зенткевичова.
У наступні роки цим об’єктом опікувались, члени спортивного клубу «Strzelec — Raz, Dwa, Trzy» зі Станіславова (Івано-Франківська).
Близько 1931 року трамплін був перебудований та розширений.
У 2024 році селище вперше потрапило до списку The Best Tourism Villages за версією ООН з туризму.

## Охорона природи
Ворохта входить до складу Карпатського національного природного парку.

## Віадуки
За часів Австро-Угорщини, у 1894–1895 роках полоненими італійцями було збудовано чотири залізничні арочні мости-віадуки:
- віадук неподалік від бази Авангард, його довжина складає 130 метрів, а довжина найбільшої арки (через р. Прут) — 23 метри;
- мвст через річку Прут на 500 м на Захід від Церкви Різдва Пресвятої Богородиці. Його загальна довжина складає 200 метрів, а довжина основної арки — 30 метрів. Це найбільший міст Ворохтянської селищної громади, і один з найбільших у Європі на той час;
- міст через струмок Параджин по вул. Височана. Загальна довжина цього моста — 185 метрів;
- міст неподалік в'їзду до села Вороненка, завдовжки 170 метрів.

Задля збереження двох найбільших мостів (мосту через Прут і через Парочин) у 2000 році біля них було зведено по одному сучасному. Зараз обидва мости не функціонують, інші два працюють і далі.

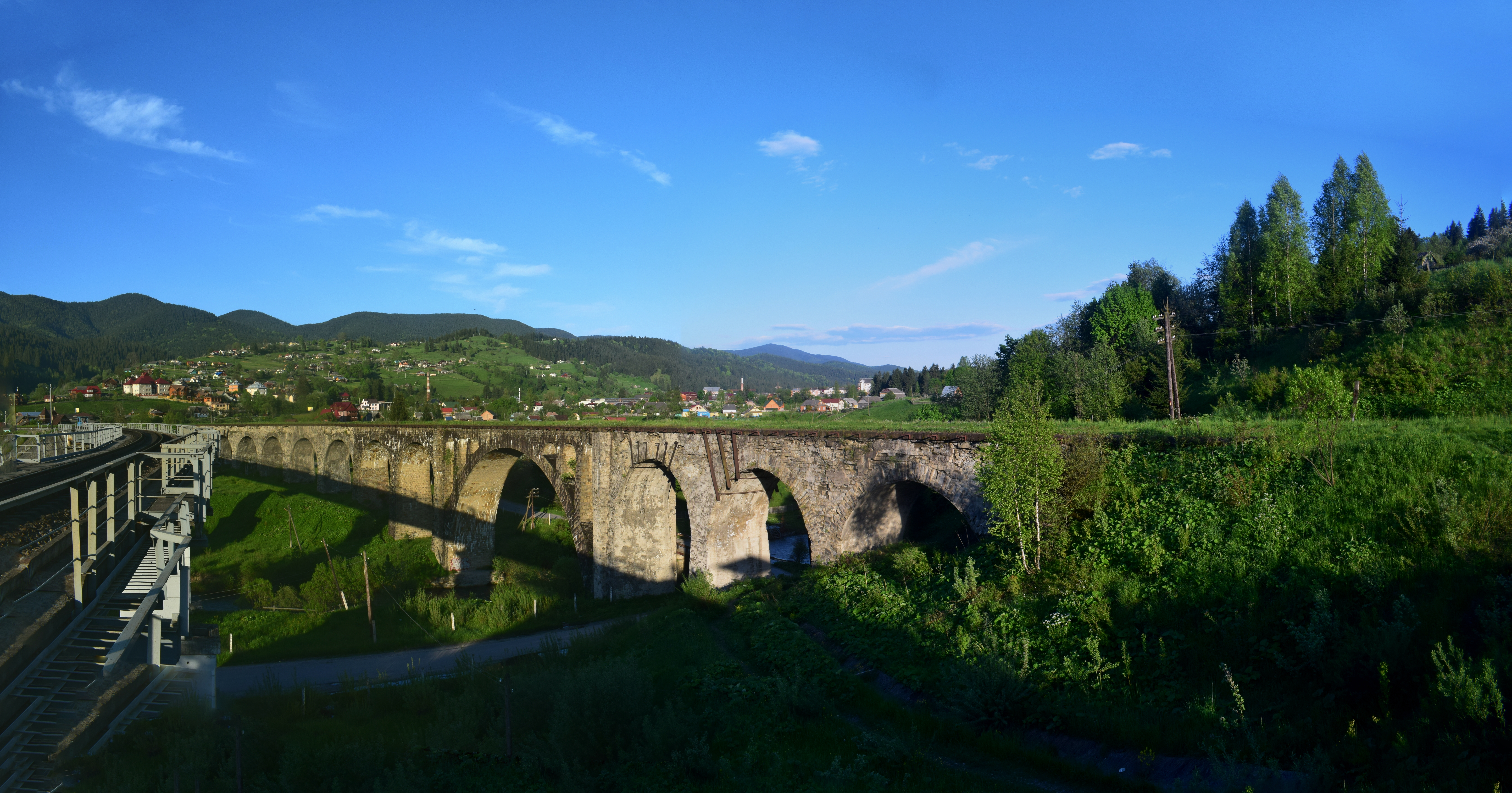
Центральний віадук
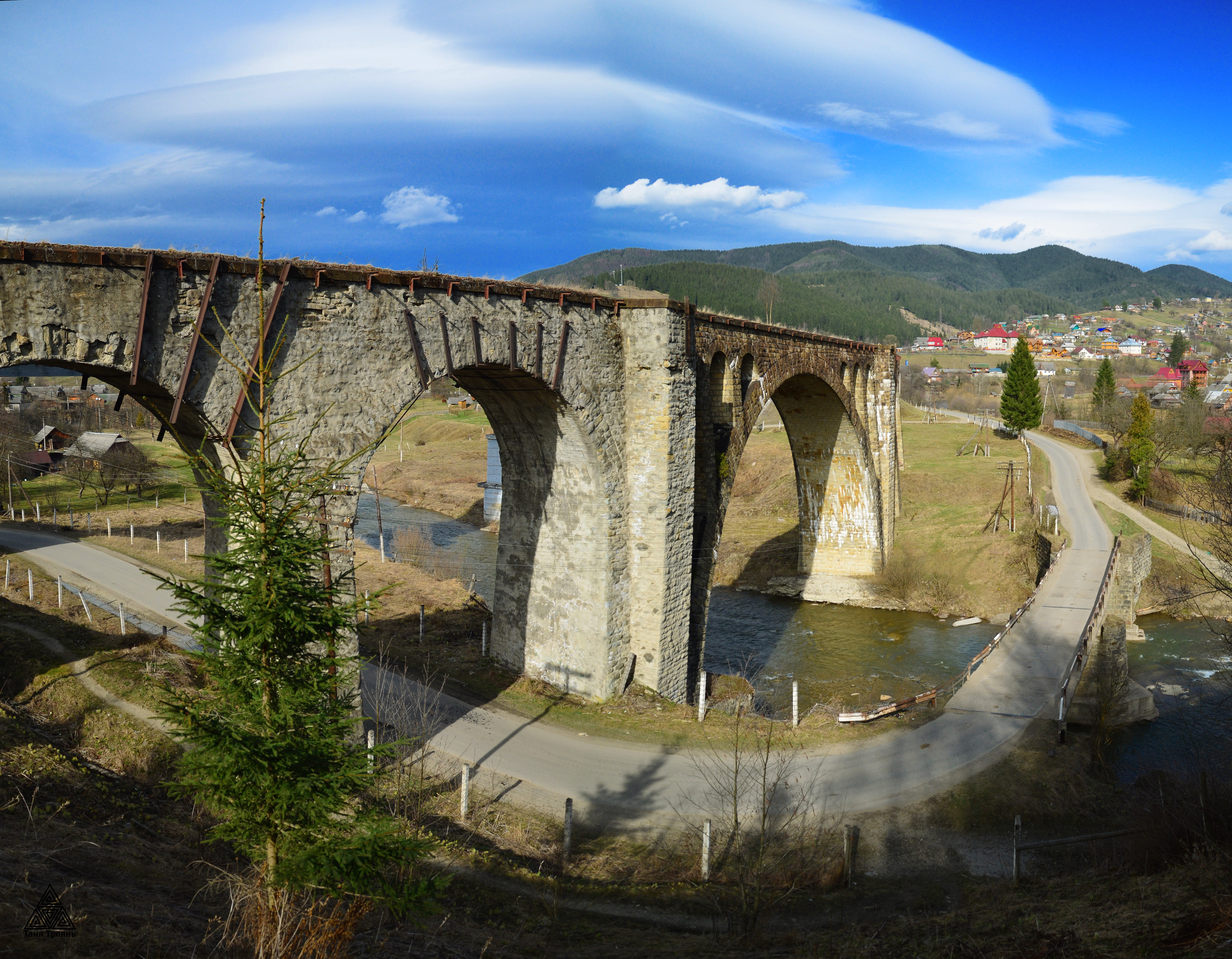
Найдовший кам'яний віадук у Ворохті
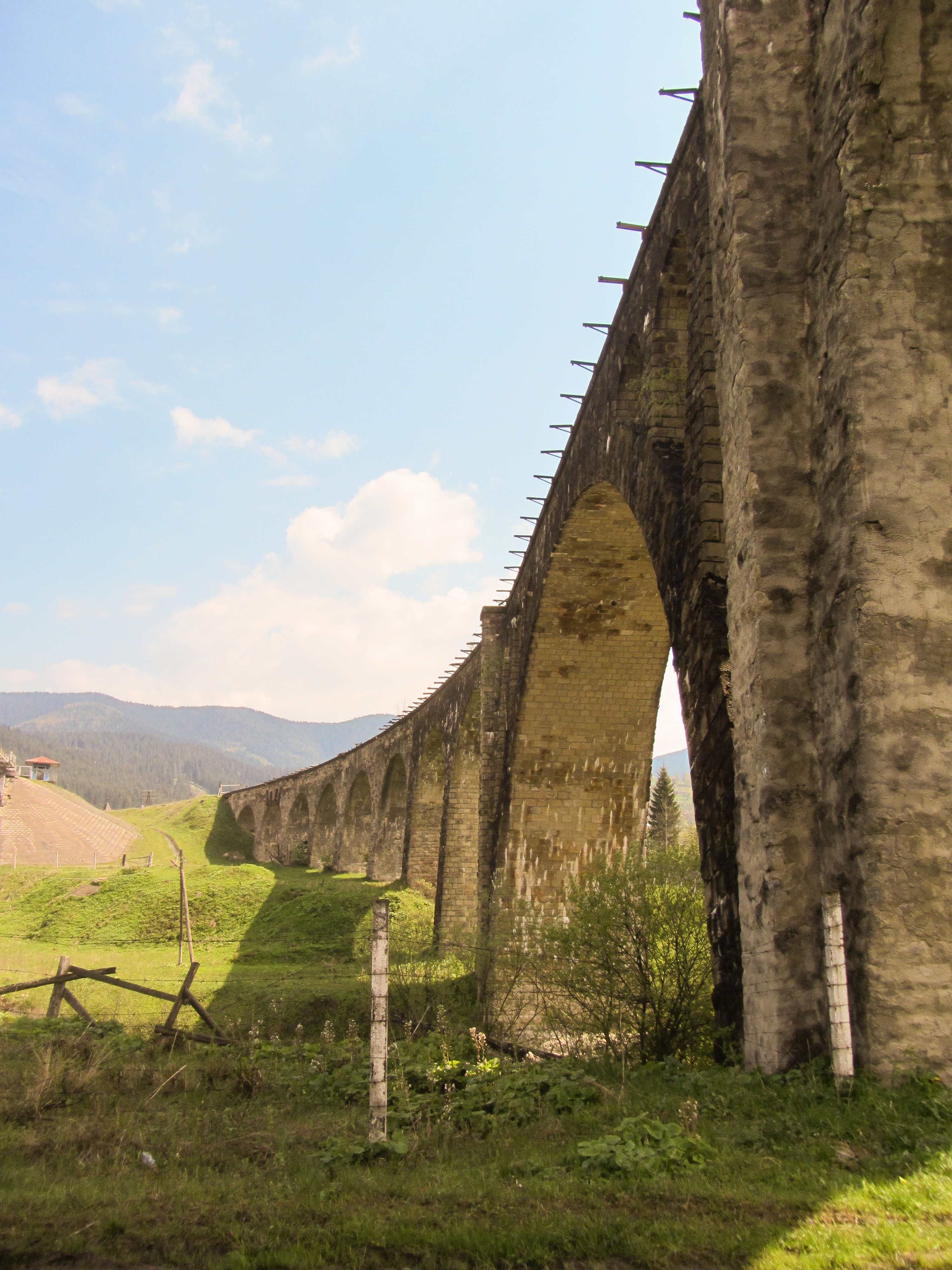
Центральна арка
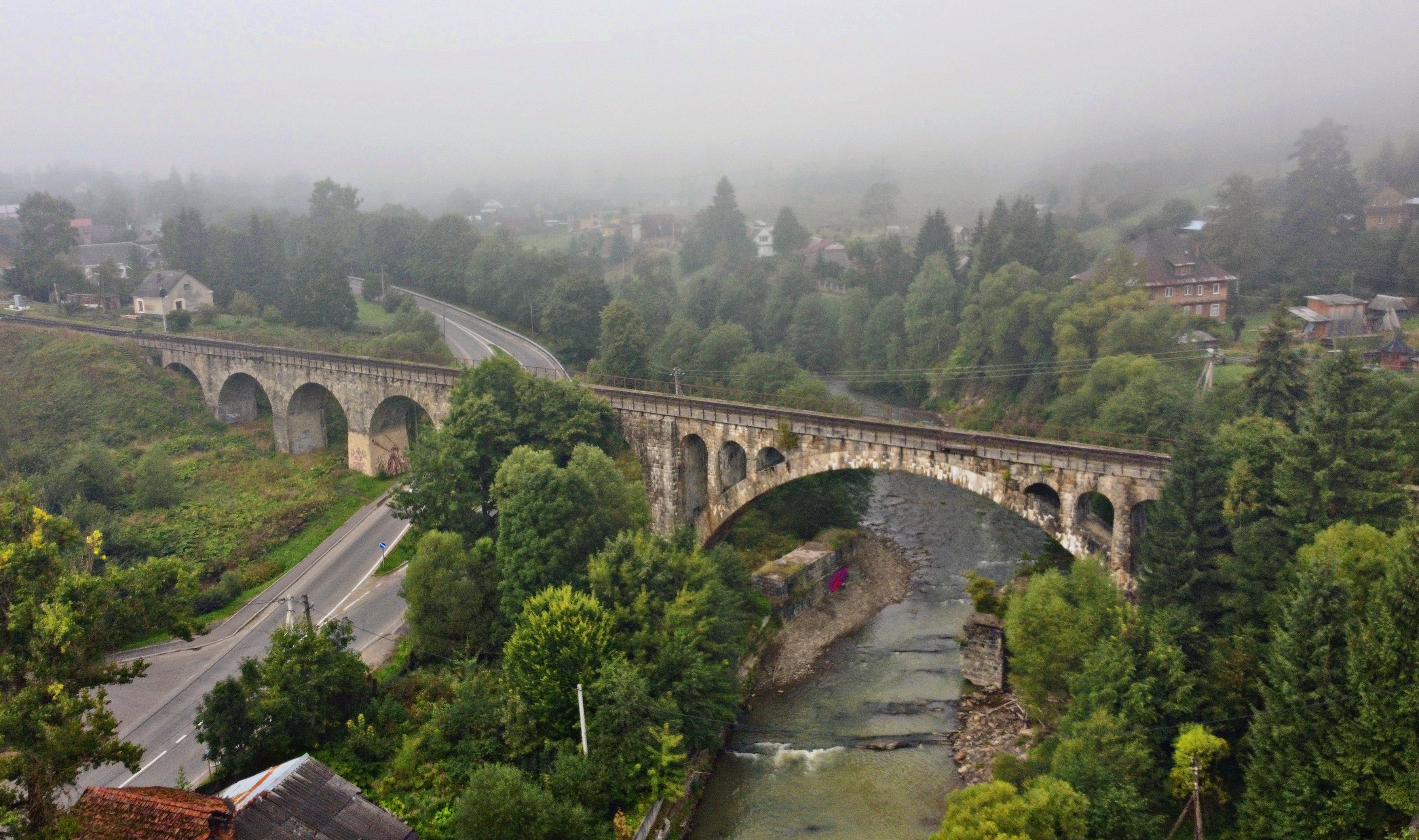
Залізничні кам'яні мости у Ворохті
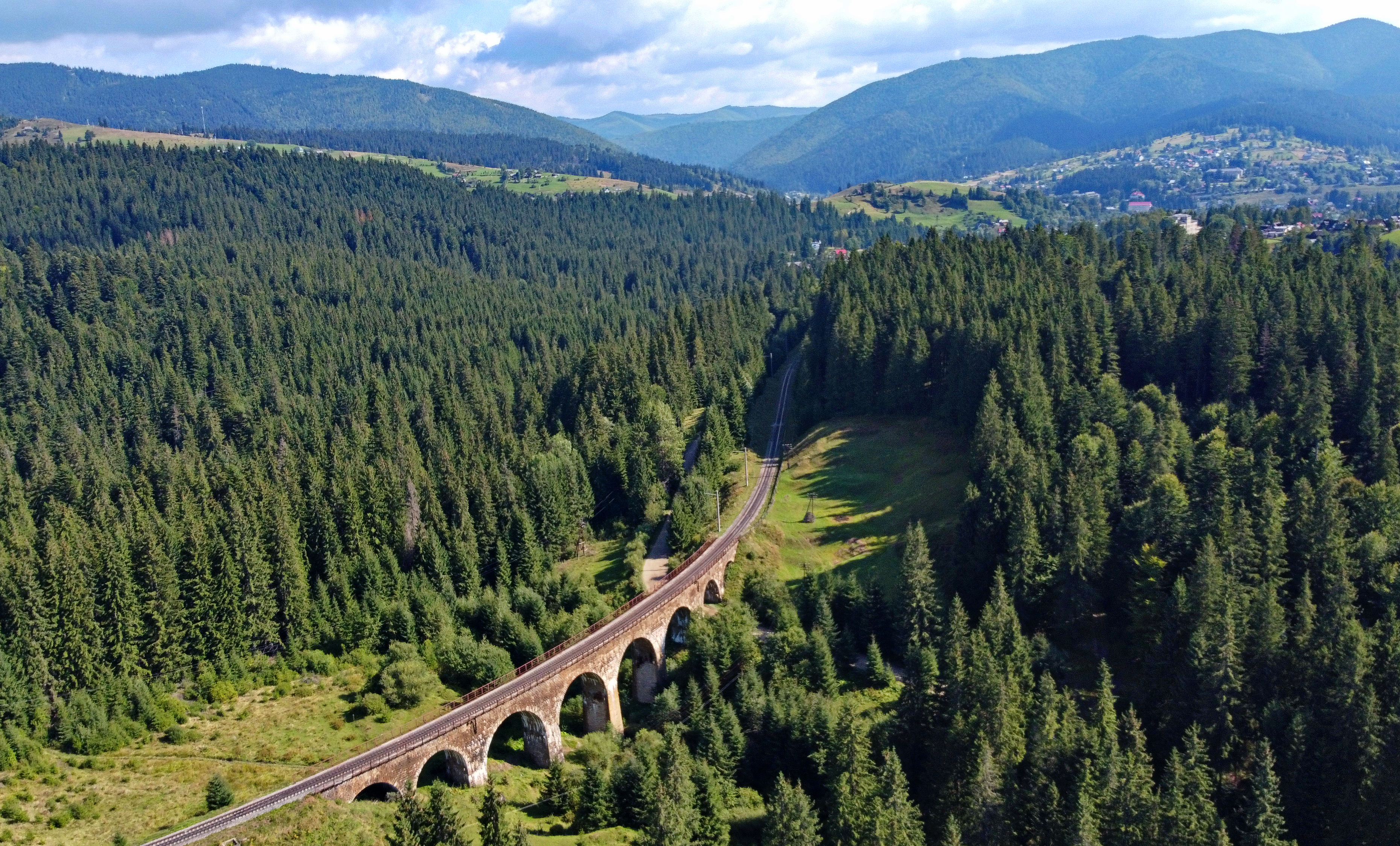
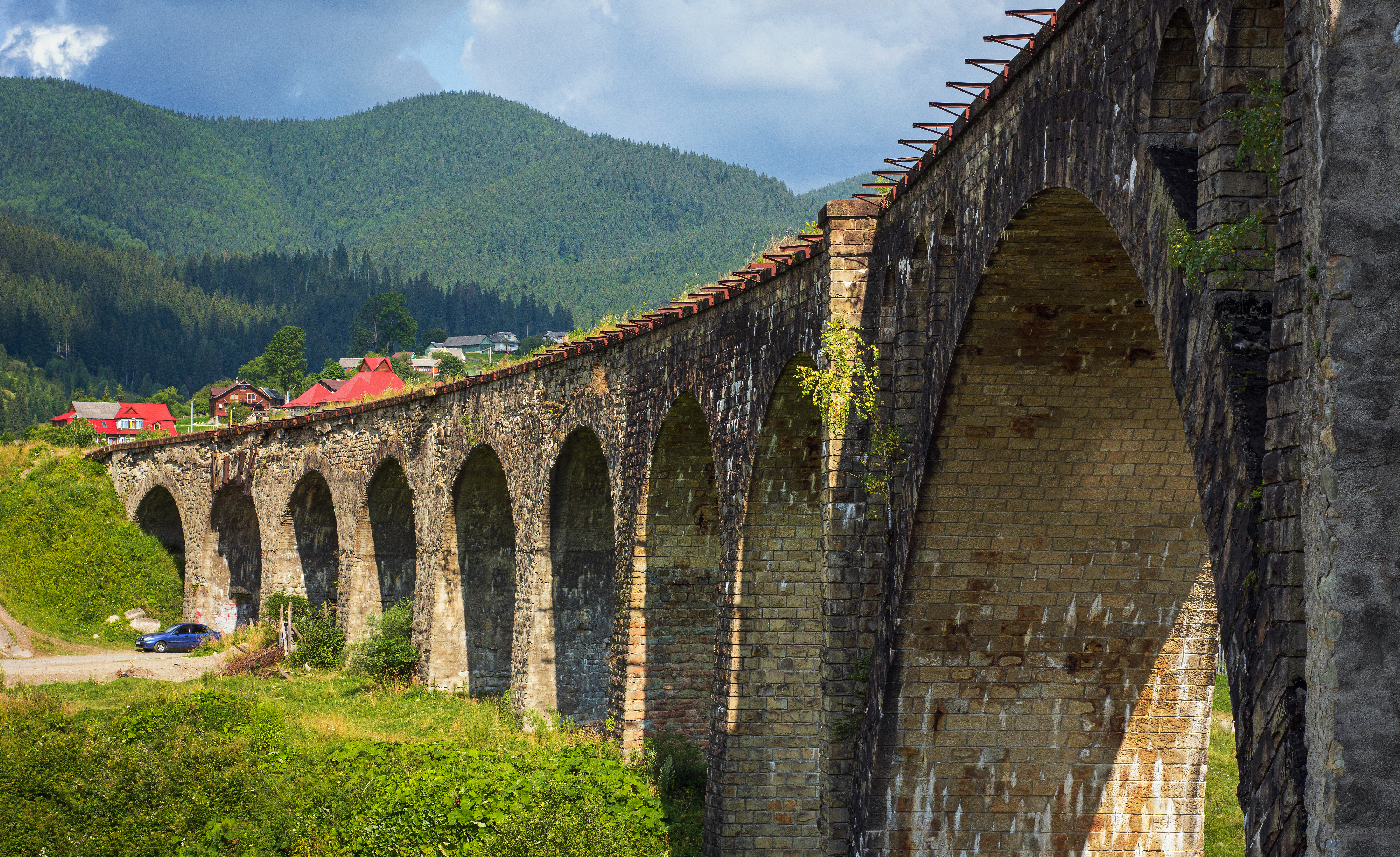
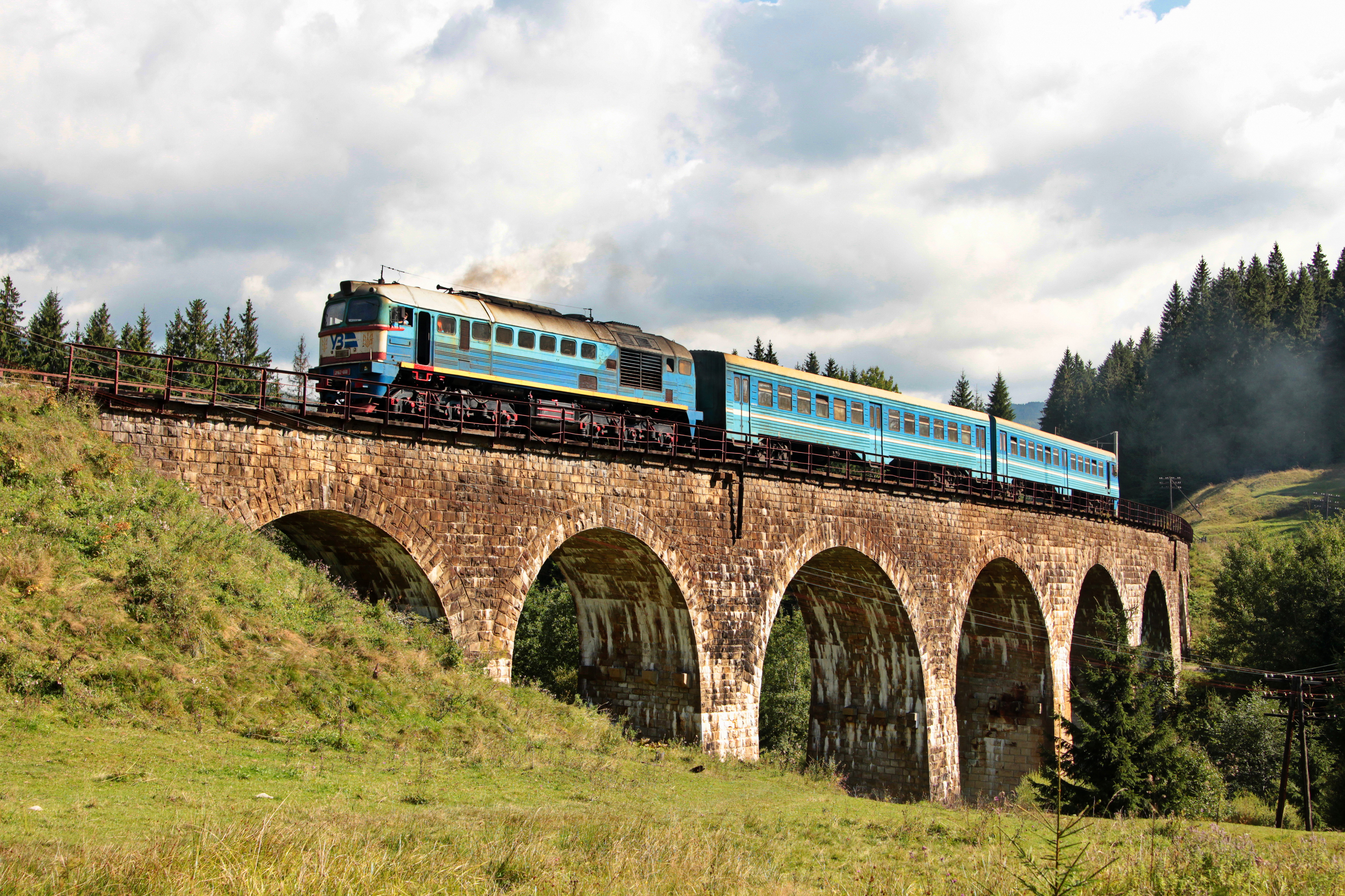
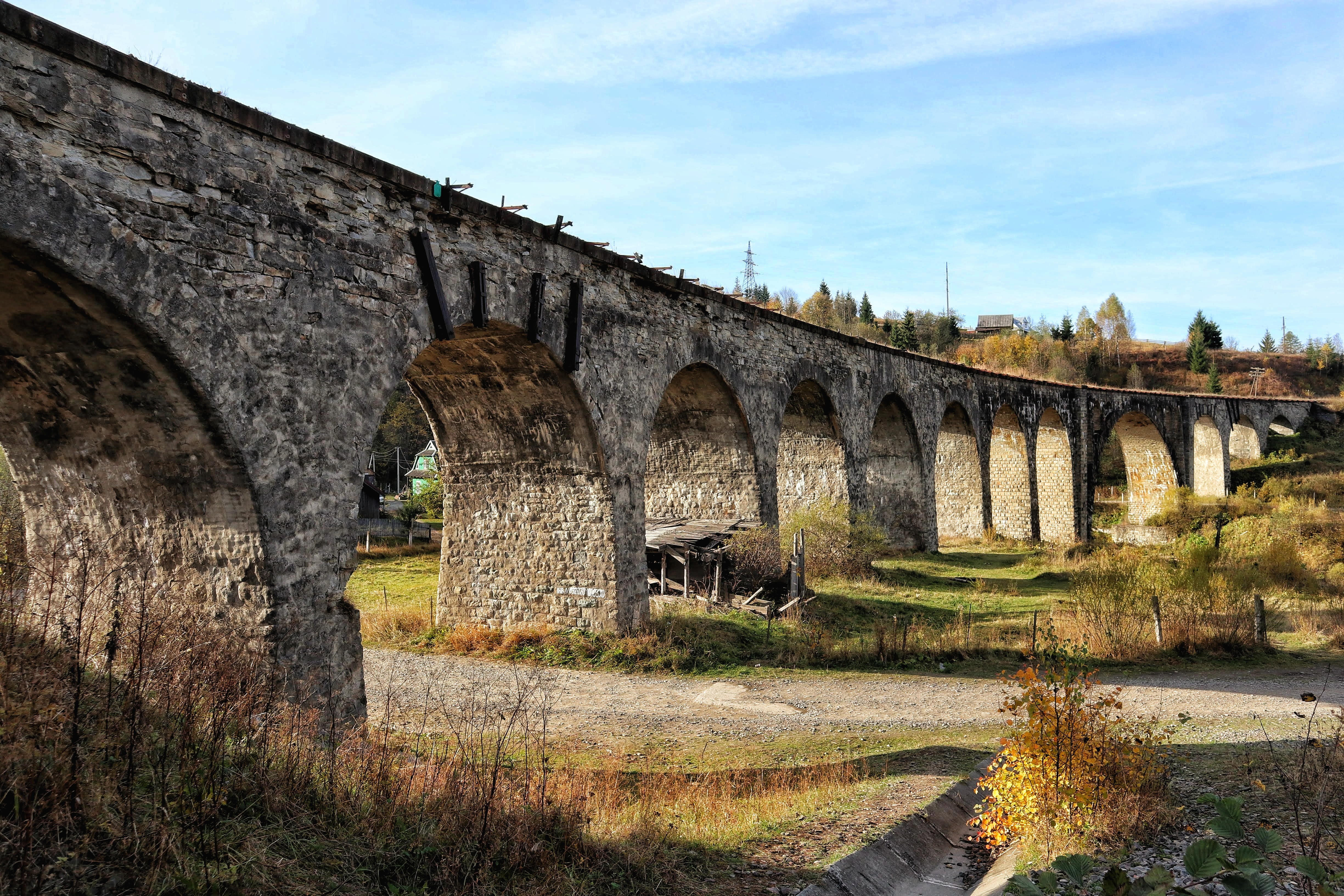
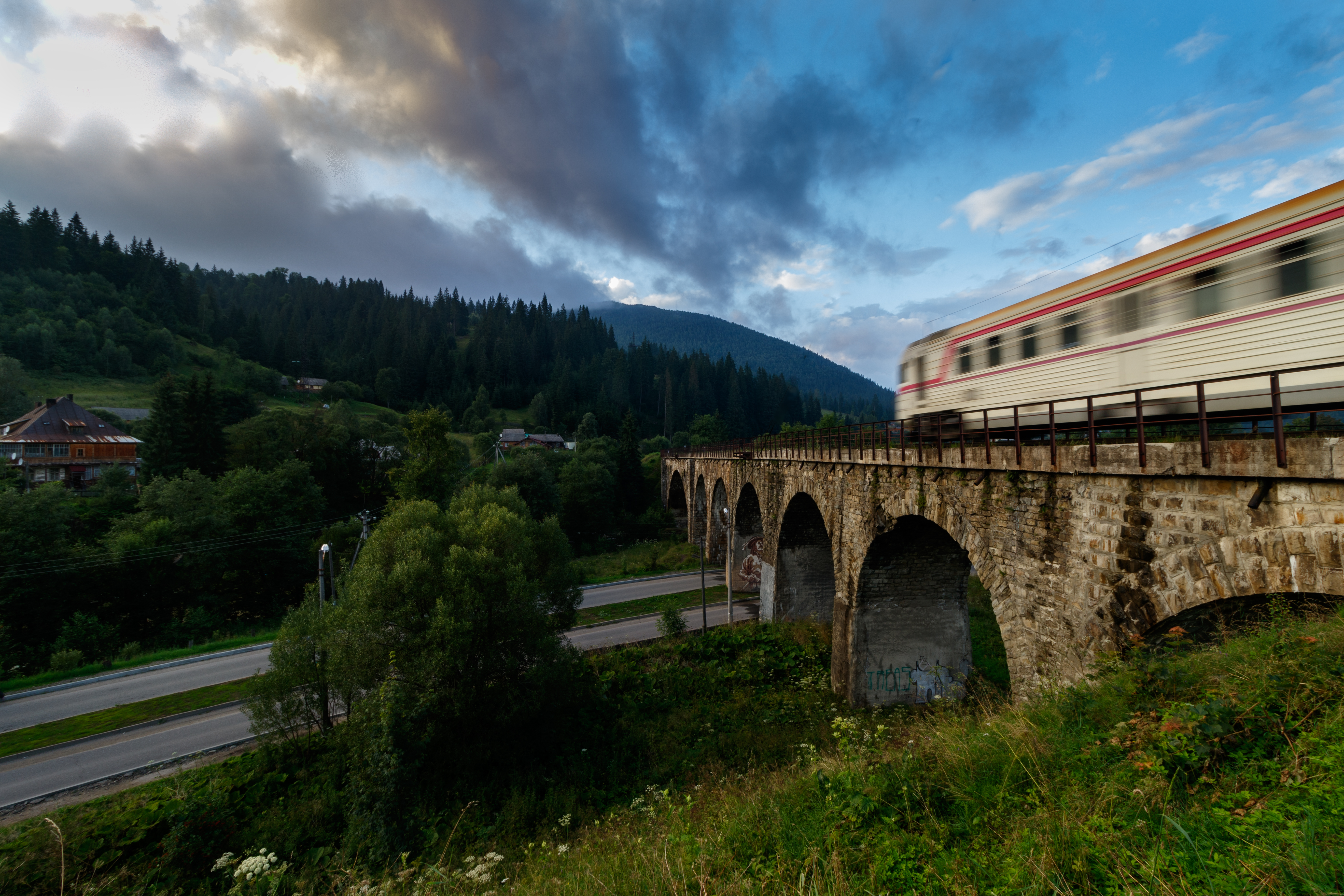
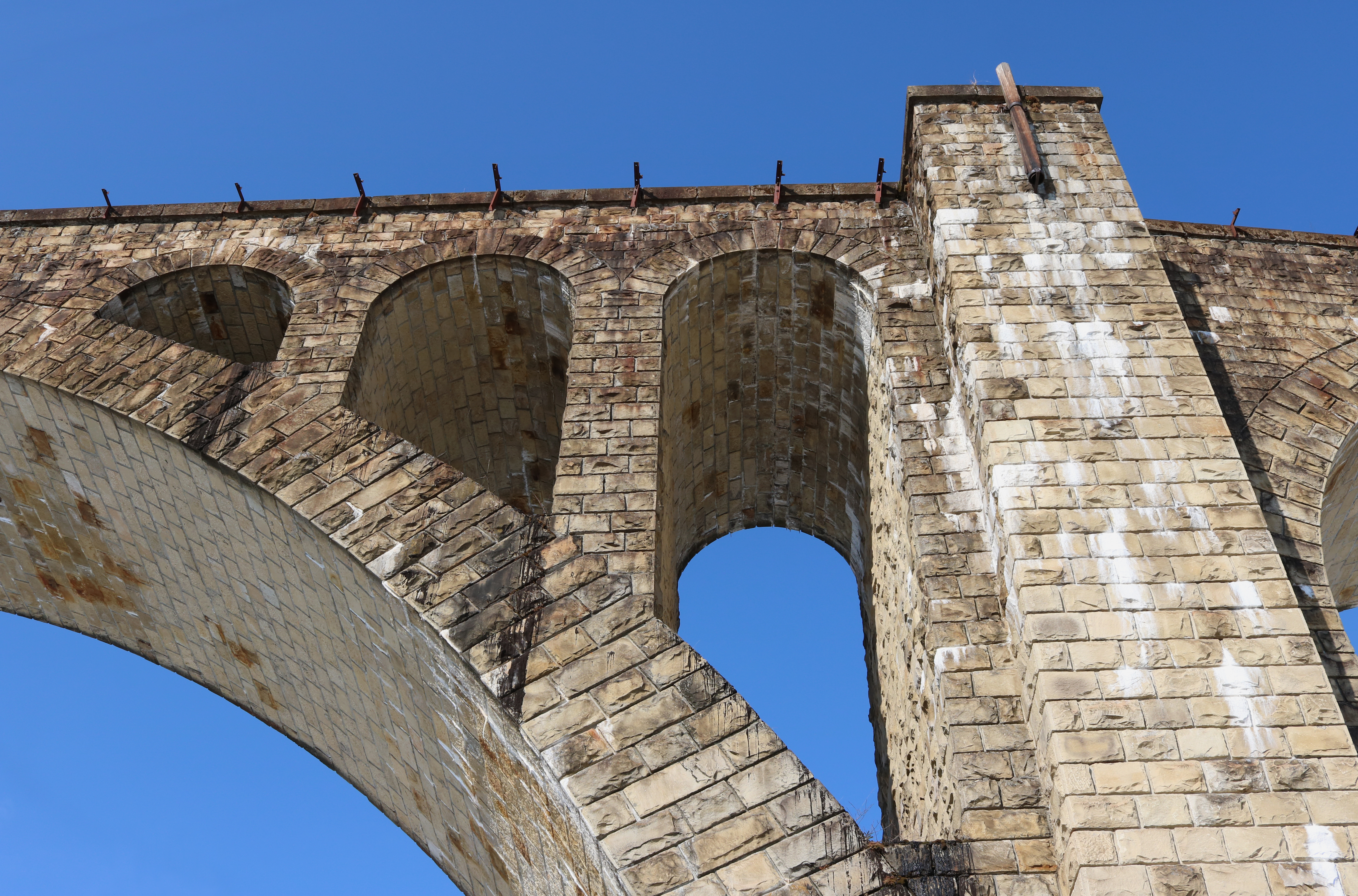
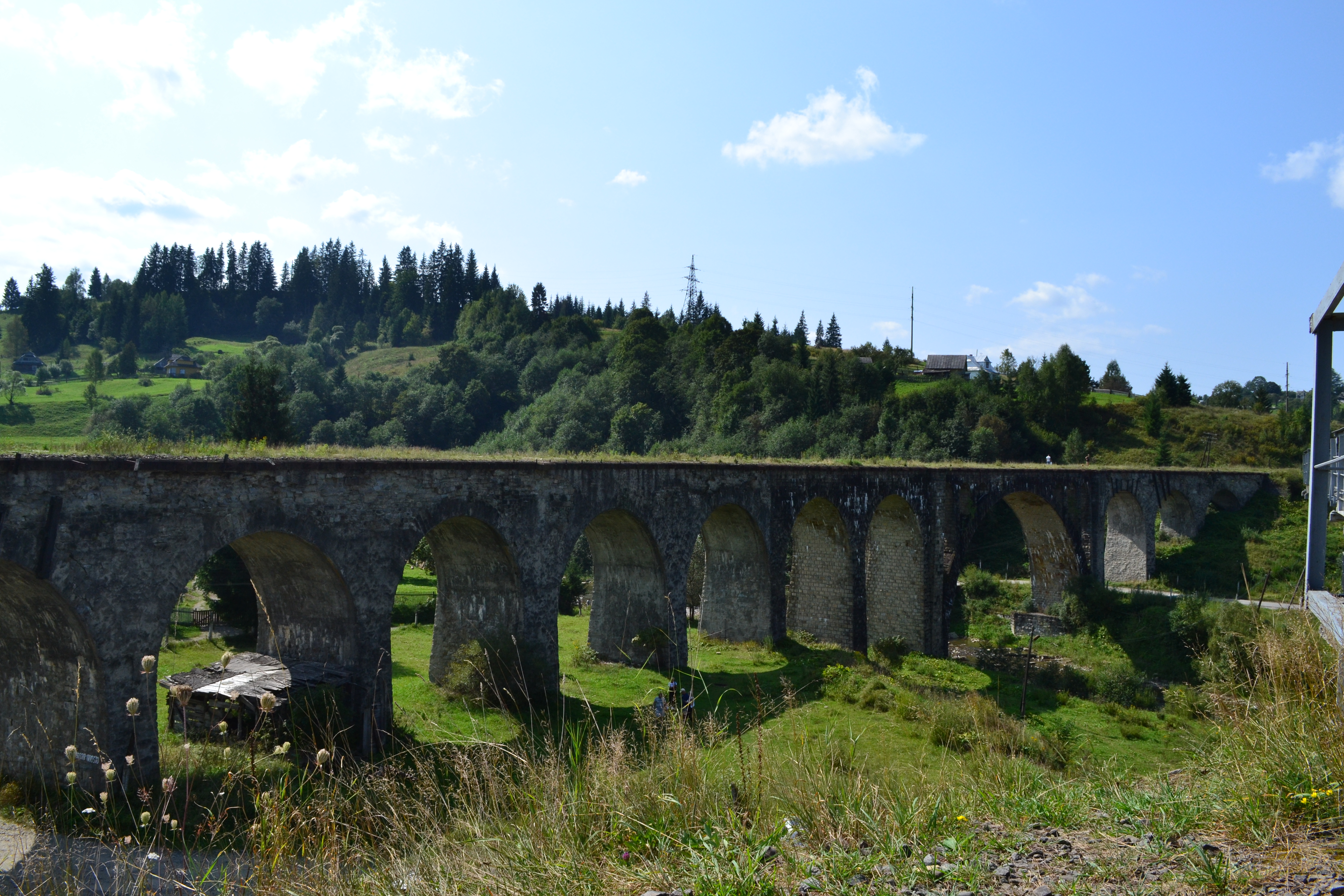
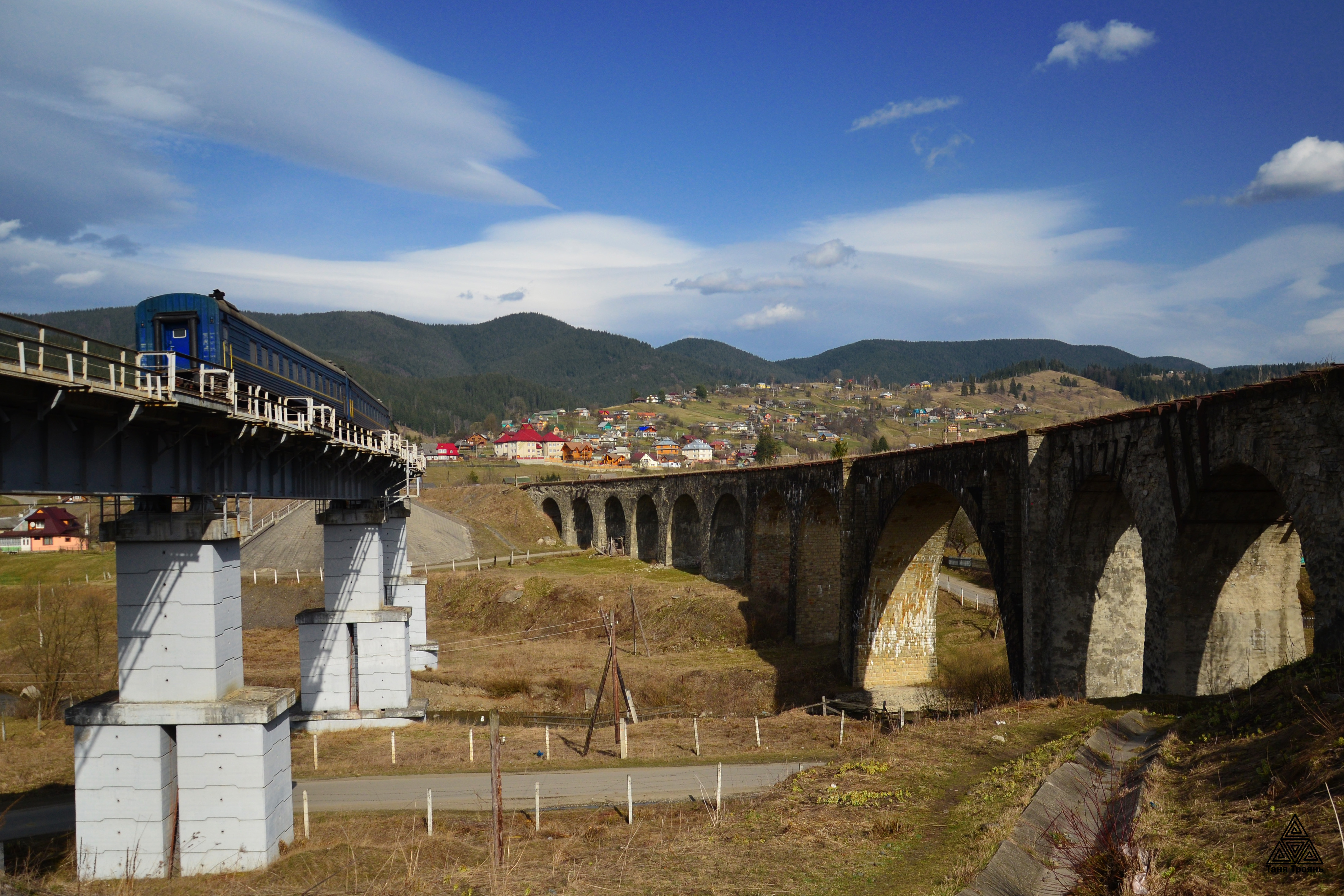
Старий і новий залізничні мости в Ворохті
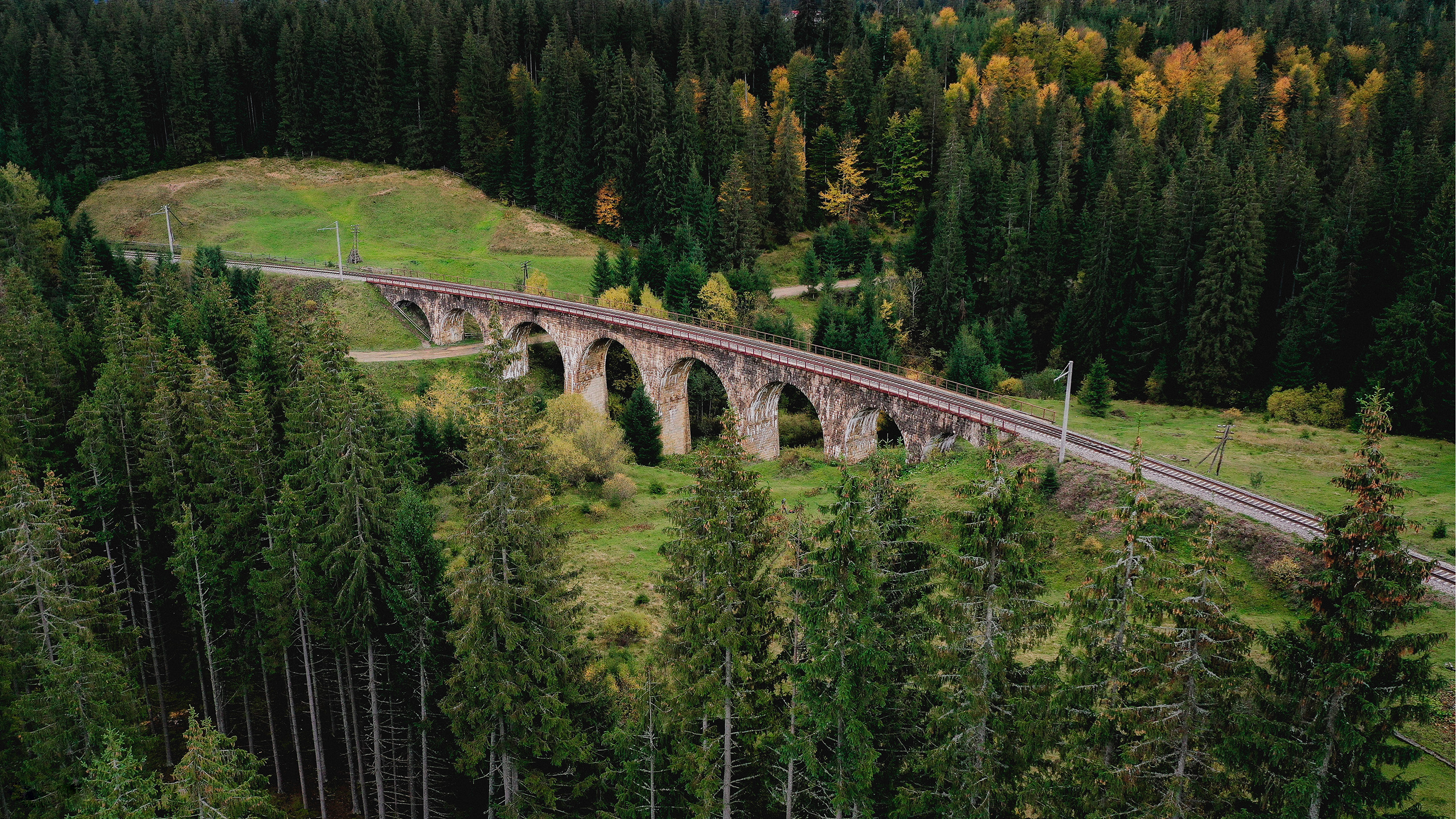

## Храми
Пам'яткою гуцульської дерев'яної архітектури 1615 є церква Різдва Пресвятої Богородиці, перевезена з села Яблуниці 1780 року. 1925 року, під час будівництва нової церкви, дзвіницю, всі коштовності та ікони винесли з церкви Різдва Богородиці й перенесли до церкви святих апостолів Петра і Павла. Будівля руйнувалася ще з 1931 року. На Пасху у 1994 році церкву після реставрації урочисто освятив Єпископ-ординарій Коломийсько-Чернівецької єпархії УГКЦ Павло Василик.
З 1600 року Ворохта могла користуватися Вороненківською церквою, яка була далеко (за 8 км), тож у 1602 (або 1603) тут, на роздоріжжі біля нинішнього будинку культури звели богослужебну каплицю. За яких обставин вона зруйнована — невідомо. За Австро-Угорщини каплицю відновили у зменшеному вигляді. За радянської влади, у 1940 році, каплицю знищили, а церкву Різдва Богородиці перетворили на конюшню. У 1997 році каплицю відновив В. Паневник.
У 1924—1929 (1930) роках на пагорбі біля будинку культури зведено церкву святих апостолів Петра і Павла. З церкви Різдва Богородиці все, разом з дзвіницею та церковним музеєм перенесли до цієї церкви. Поруч є невелике кладовище. Ця церква зараз є парафіяльною.
У 1904—1906 році біля залізничної станції  зведено костел Успіння Пресвятої Богородиці, де була резиденція ксьондзів. Невеликий, але дуже гарний ззовні і всередині. З 1940 року костел не діяв. У 2000-х роках будову відреставрували й використовують за призначенням.

## Особистості
- Іванюк Ганна Іванівна — доктор педагогічних наук, професор, завідувач кафедри педагогіки та психології Педагогічного інституту Київського університету імені Бориса Грінченка;
- Сказків Петро Петрович — український музикант-цимбаліст;
- Лазарович Олександр Петрович — український стрибун з трампліна, учасник Олімпійських ігор у Ванкувері;
- Савчук Михайло Васильович — український гірський рятувальник, стрибун з трампліна;
- Калініченко Віталій Олегович — український стрибун з трампліна, учасник зимових Олімпійських ігор 2022 року;
- Палійчук Микола Васильович — український політик, Голова Івано-Франківської обласної державної адміністрації у 2007—2010 роках;
- Рибак Іван Петрович — український політик, Народний депутат України 8-го скликання.

### Пов'язані з селищем
- ПОЛОТНЮК Євген Володимир (псевдо Ойґен) — учасник українського національно-визвольного руху, чоловік Ірини Вільде.

## Місто-побратим
Чугуд, Румунія

## Архітектура селища

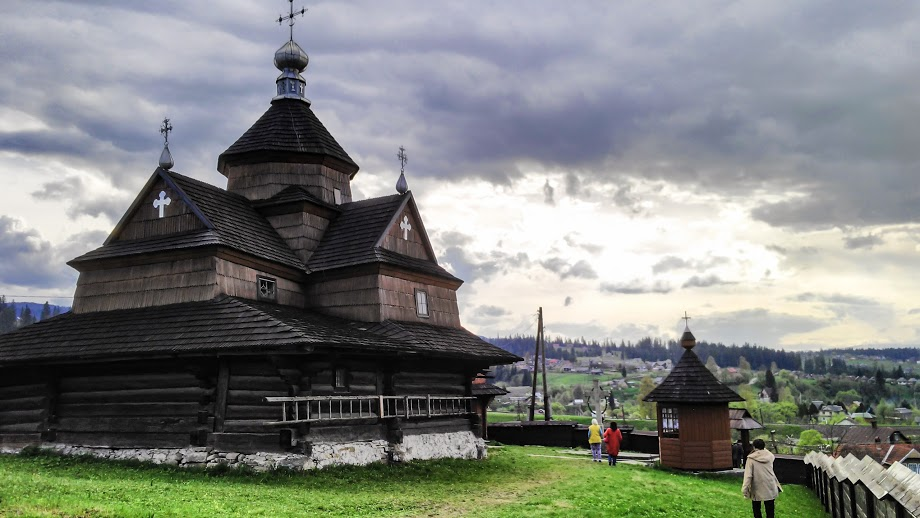
Дерев'яна церква Різдва Пресвятої Богородиці (XVIII ст.)
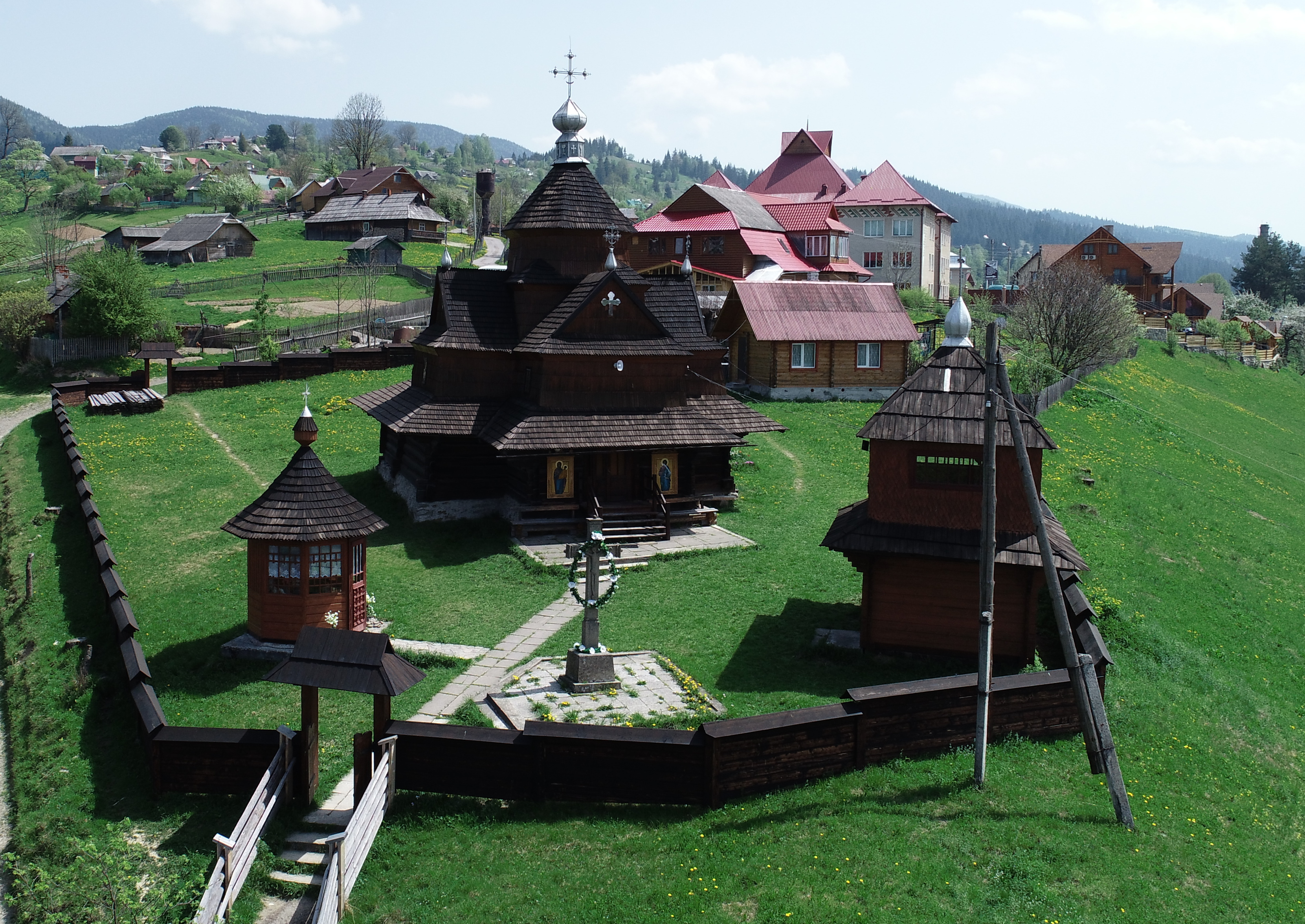
Дерев'яна церква Різдва Пресвятої Богородиці (XVIII ст.)
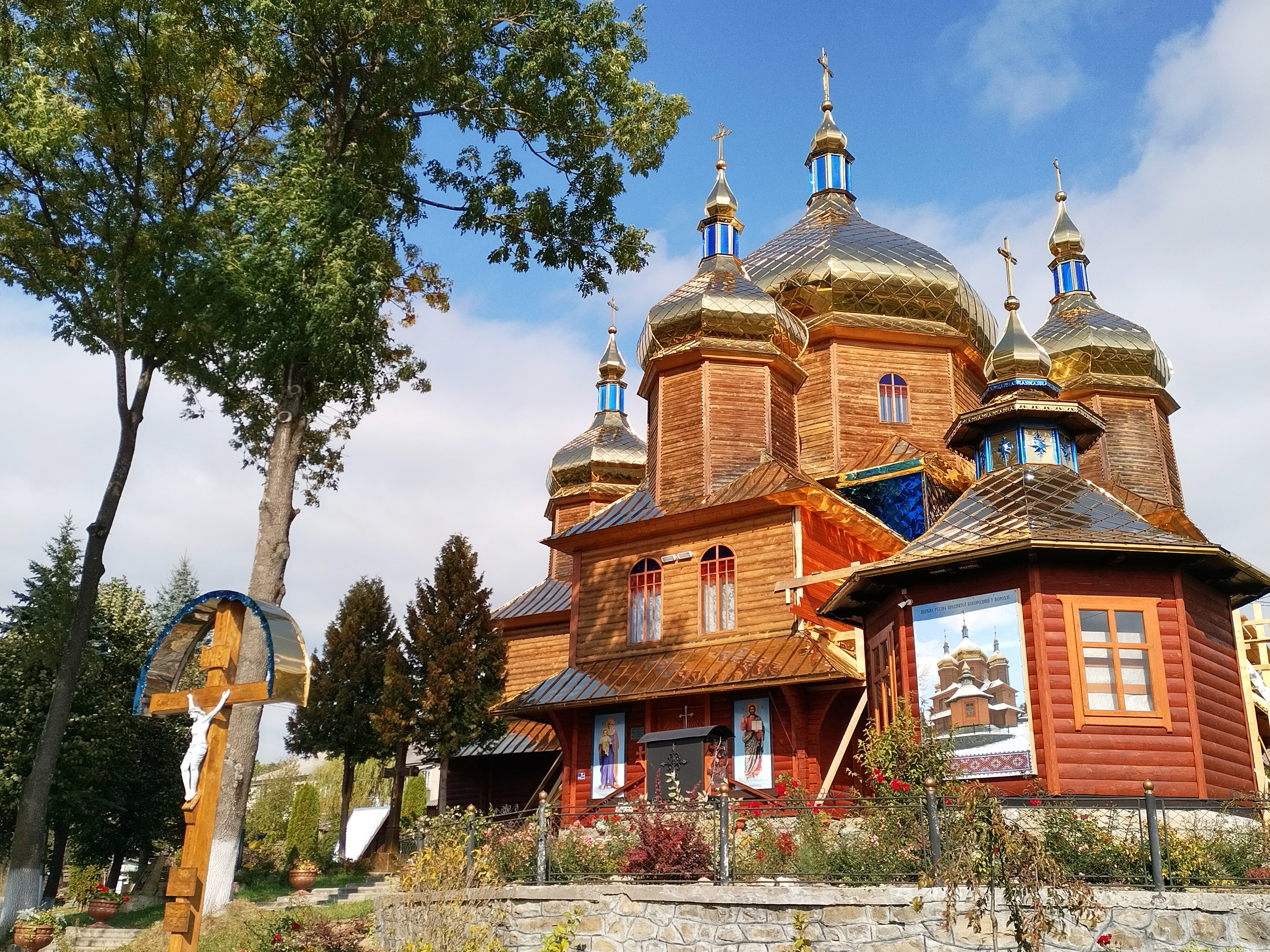
Церква Святих апостолів Петра і Павла (1930-ті роки)
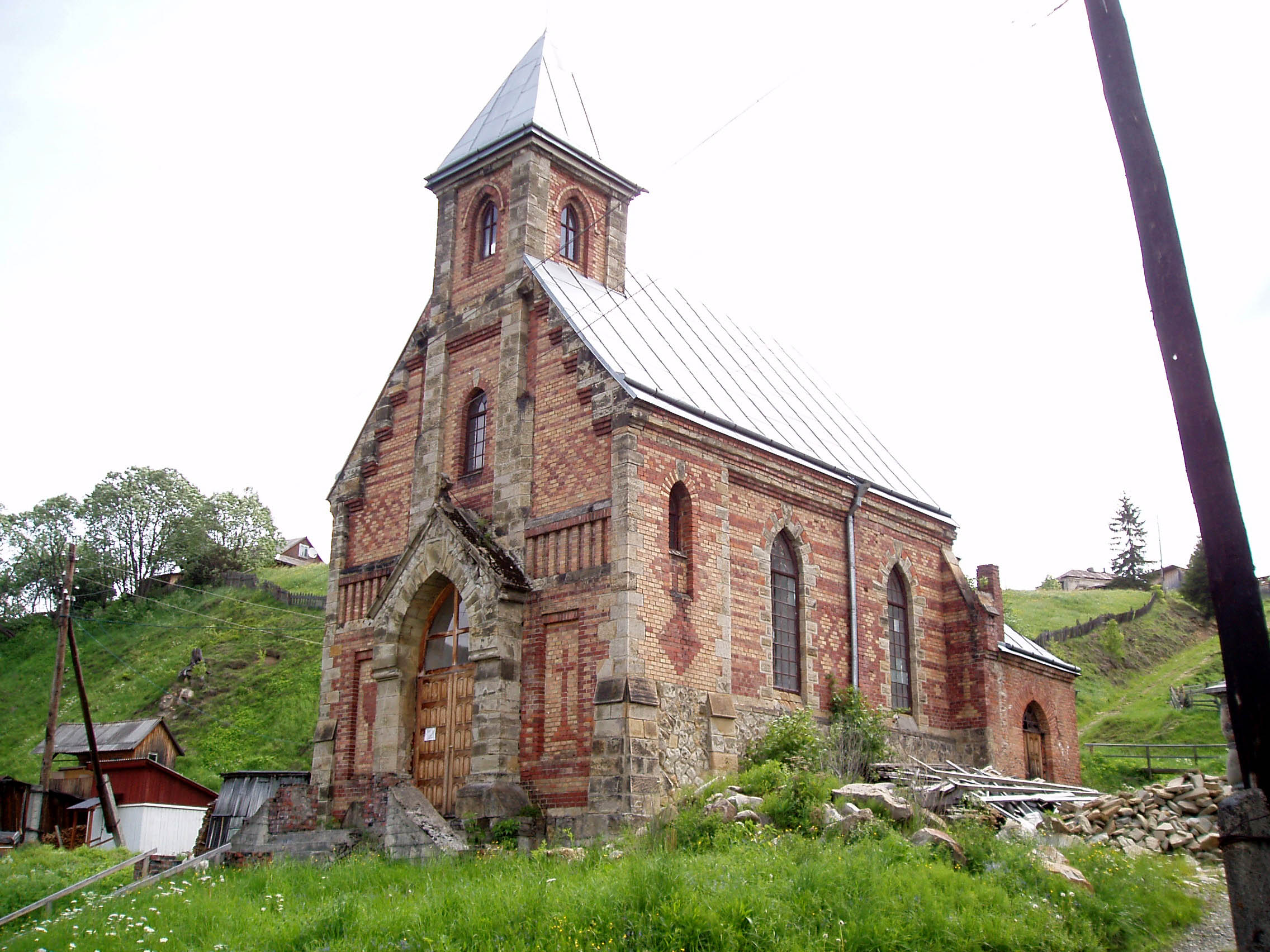
Костел Успіння Пресвятої Богородиці
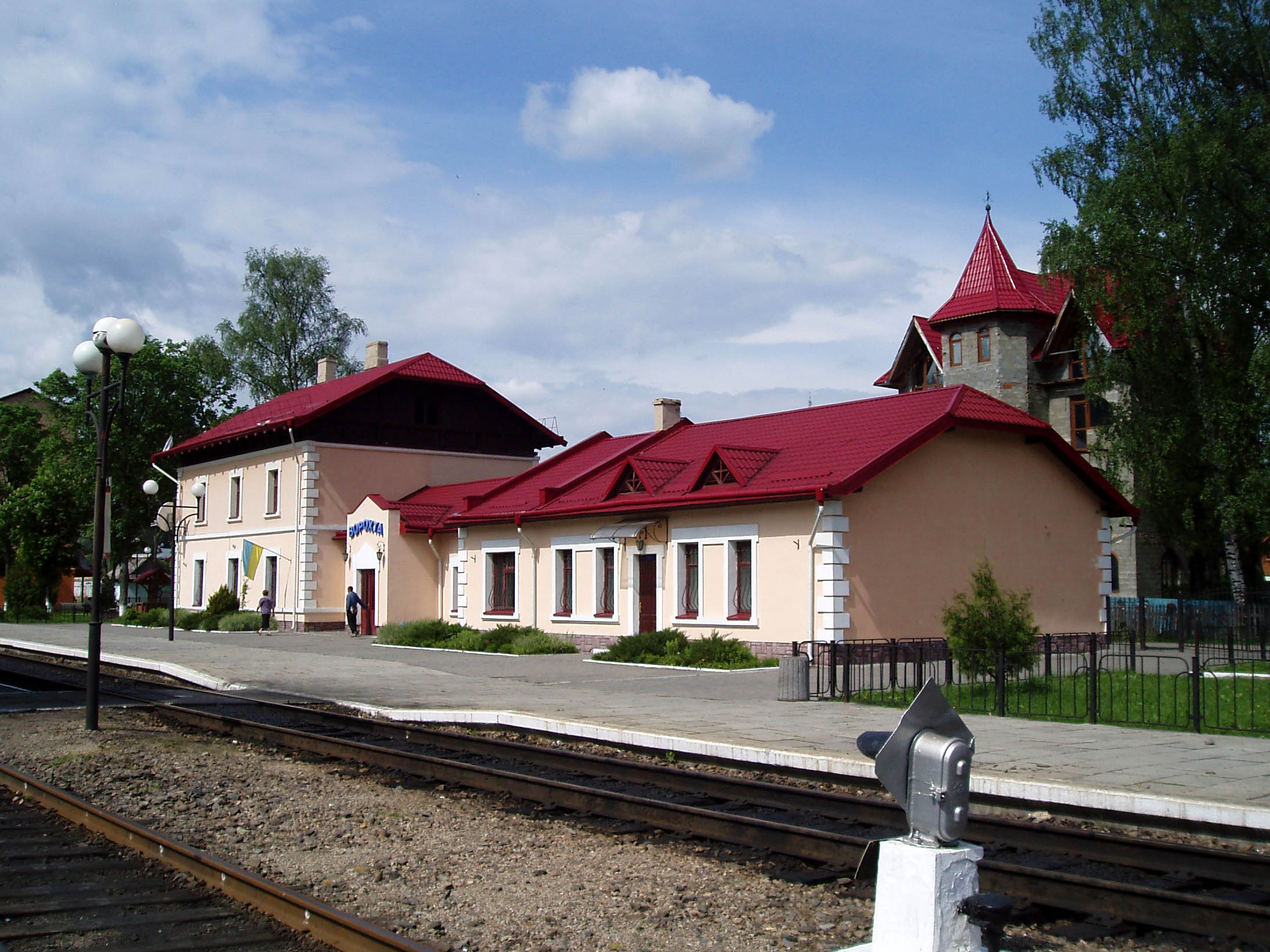
Залізнична станція
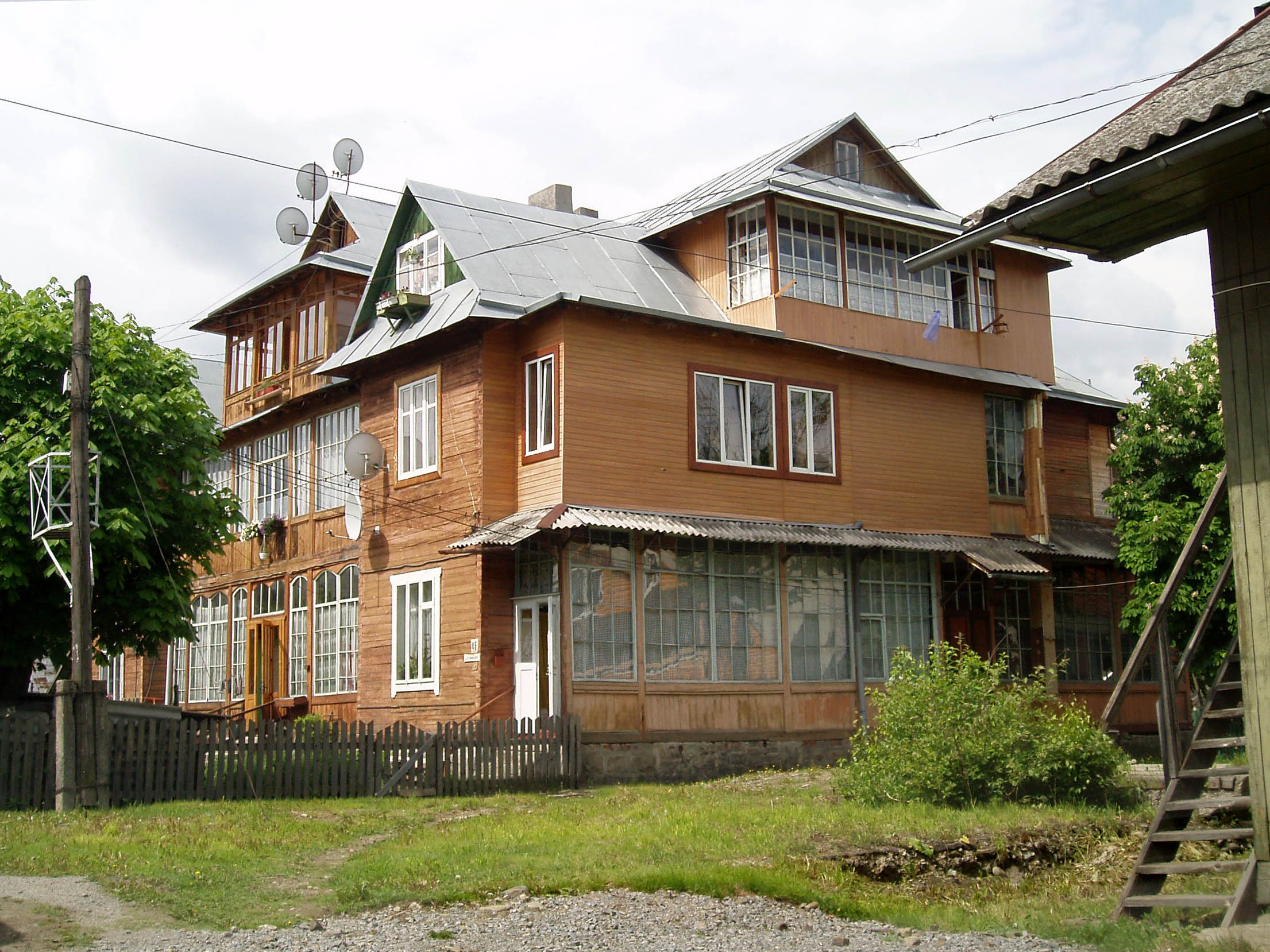
Дерев’яний будинок на вул. Данила Галицького
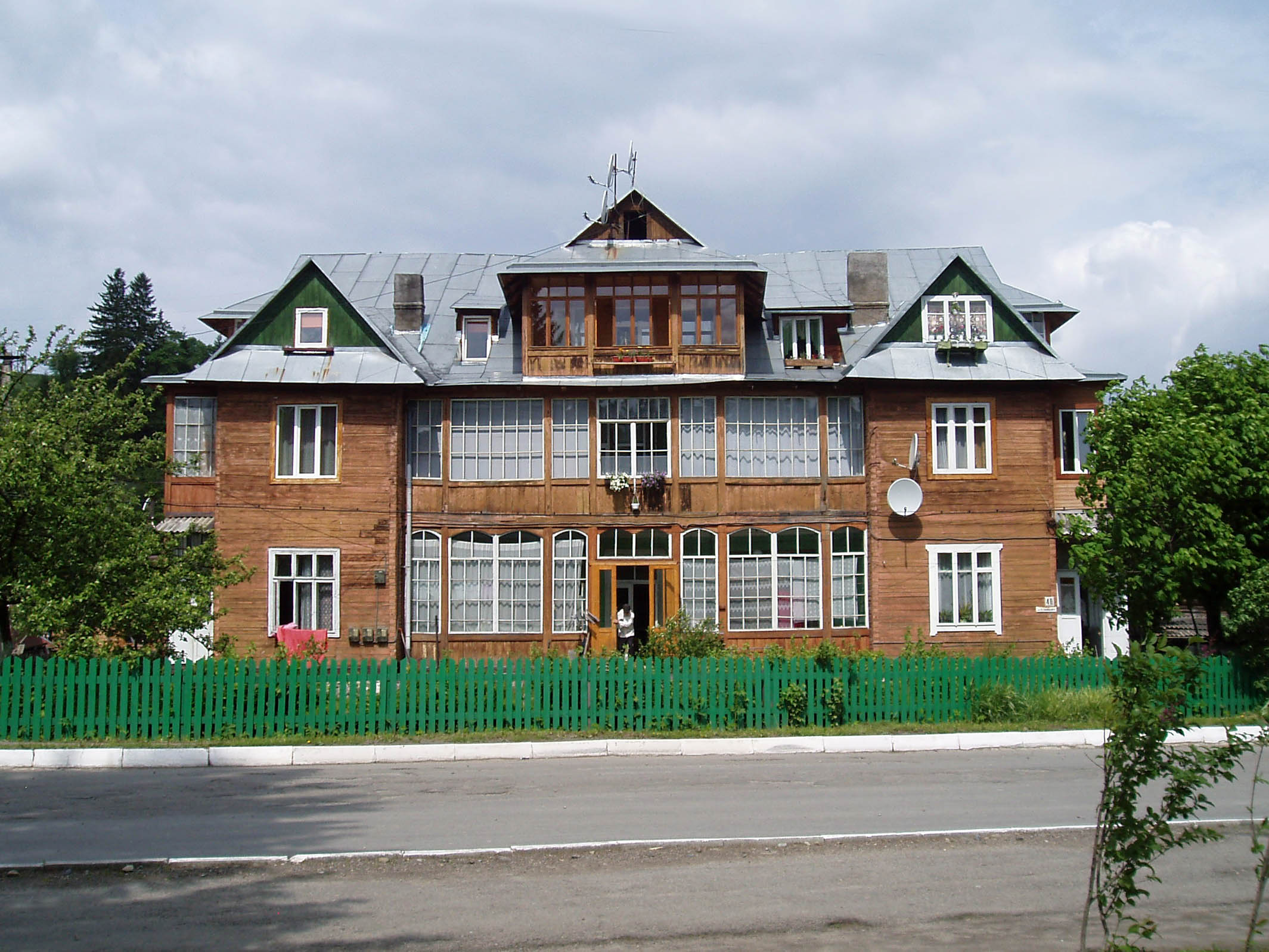
Дерев’яний будинок на вул. Данила Галицького
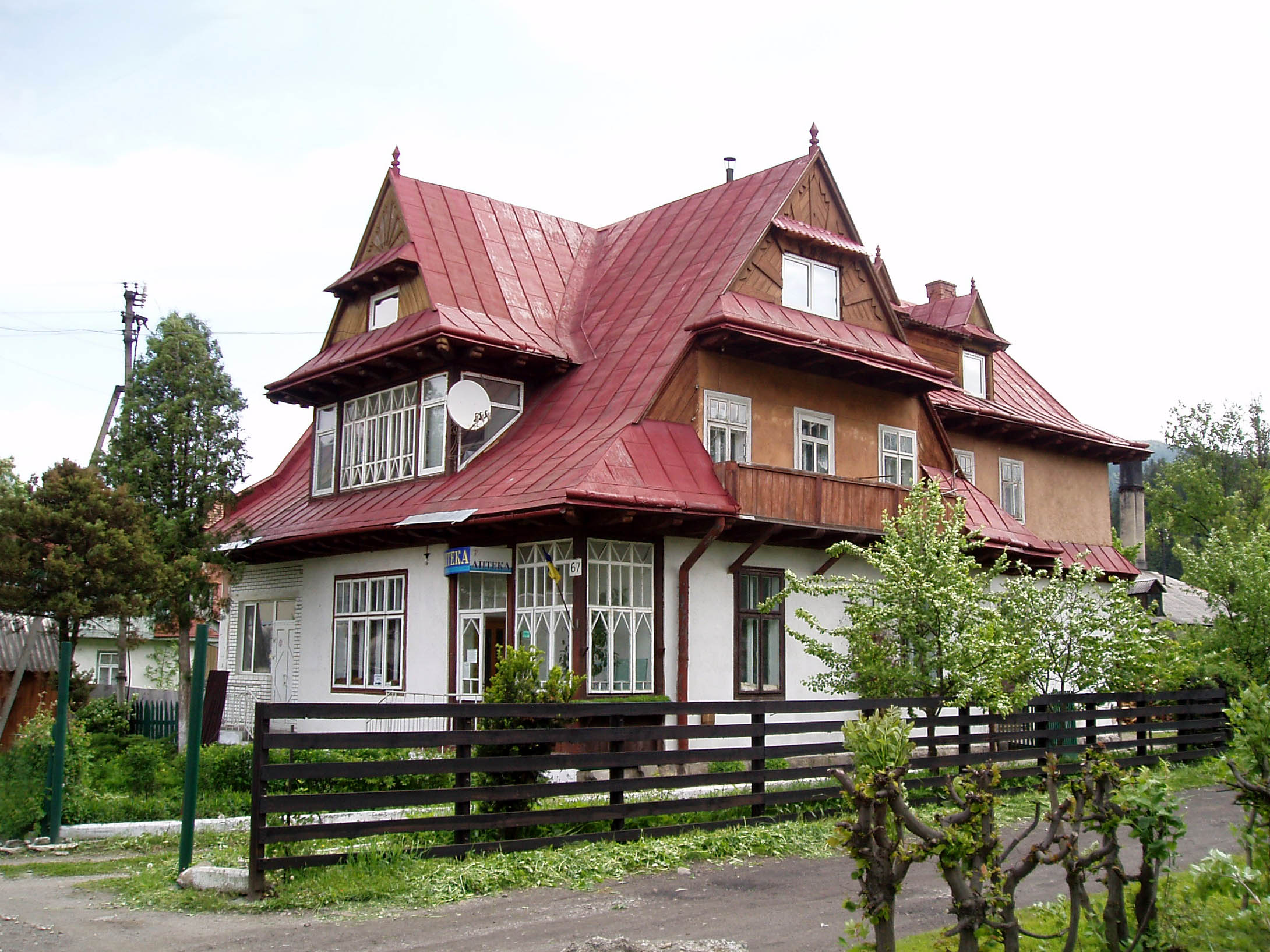
Будинок на вул. Данила Галицького
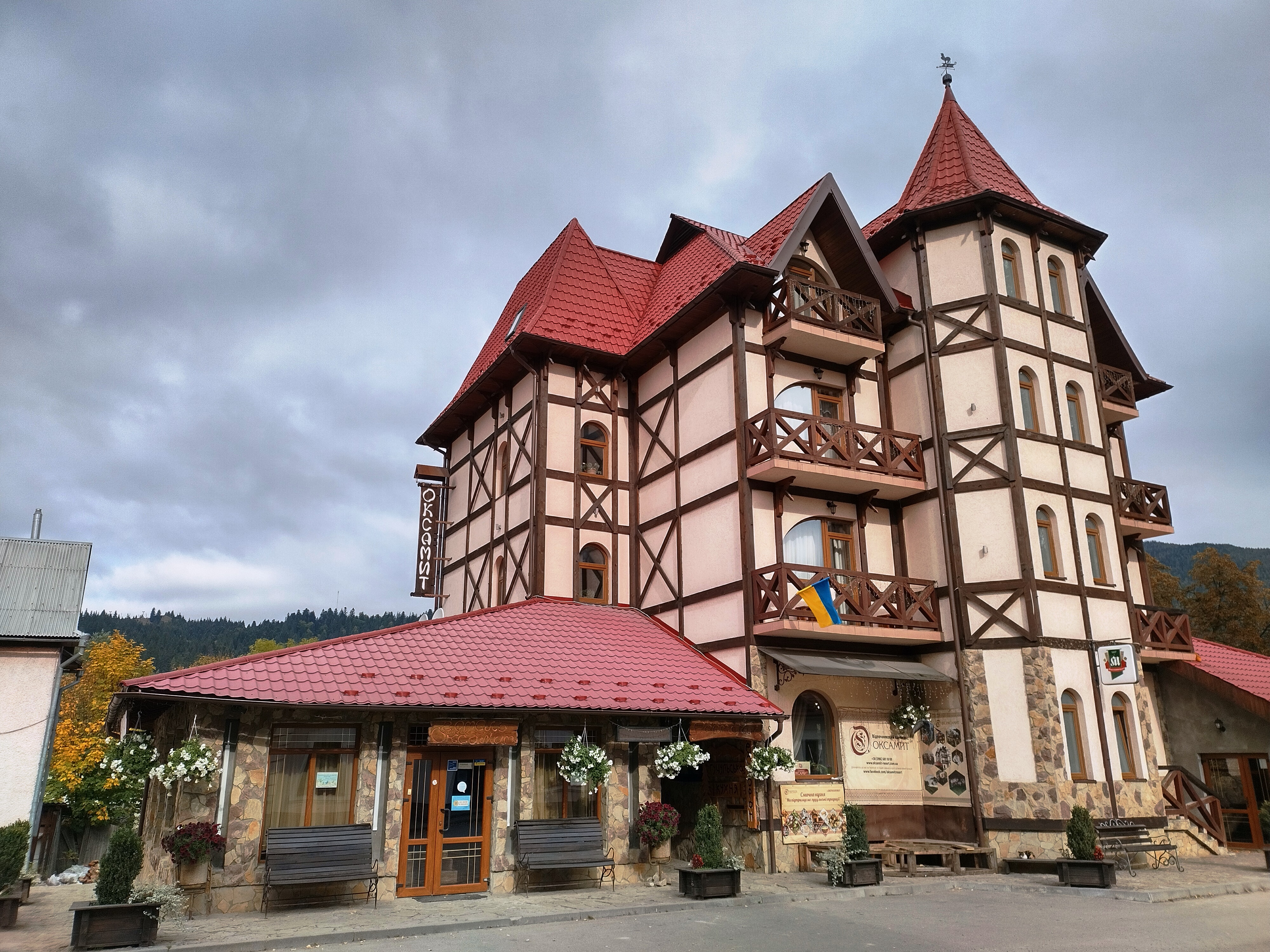
Будівля по вул. Данила Галицького
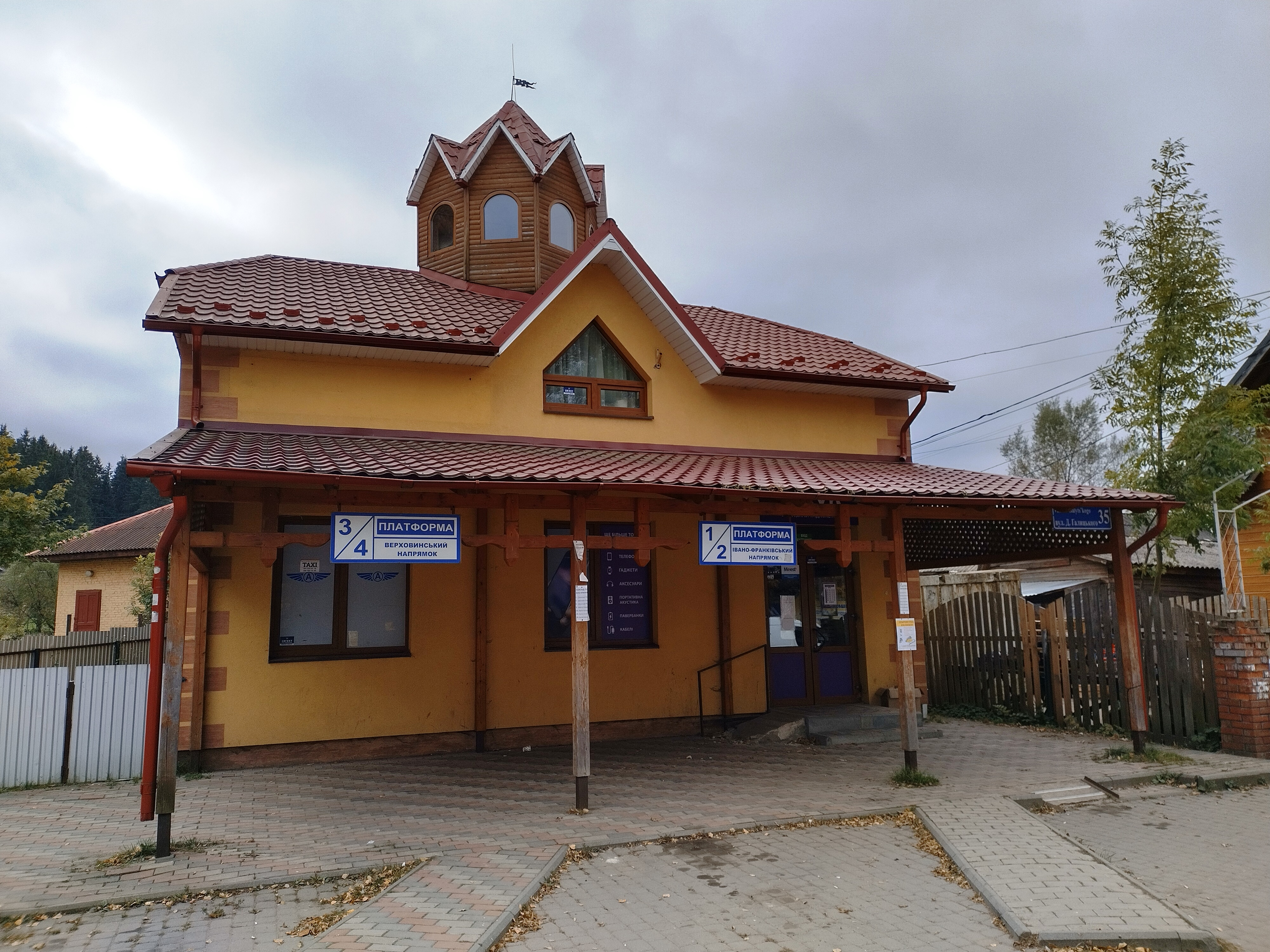
Автостанція «Ворохта»
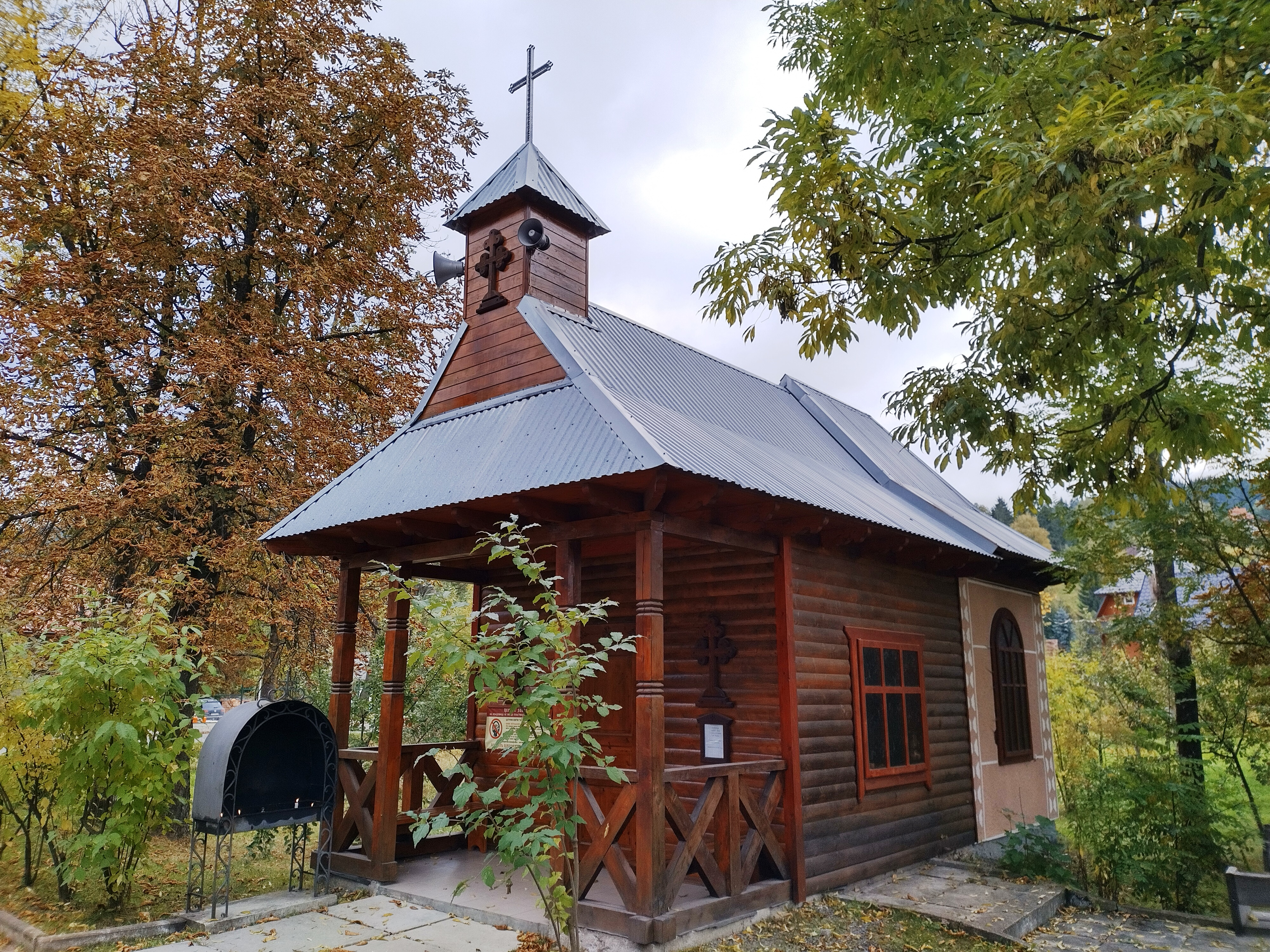
Капличка Святих Рівноапостольних Володимира і Ольги
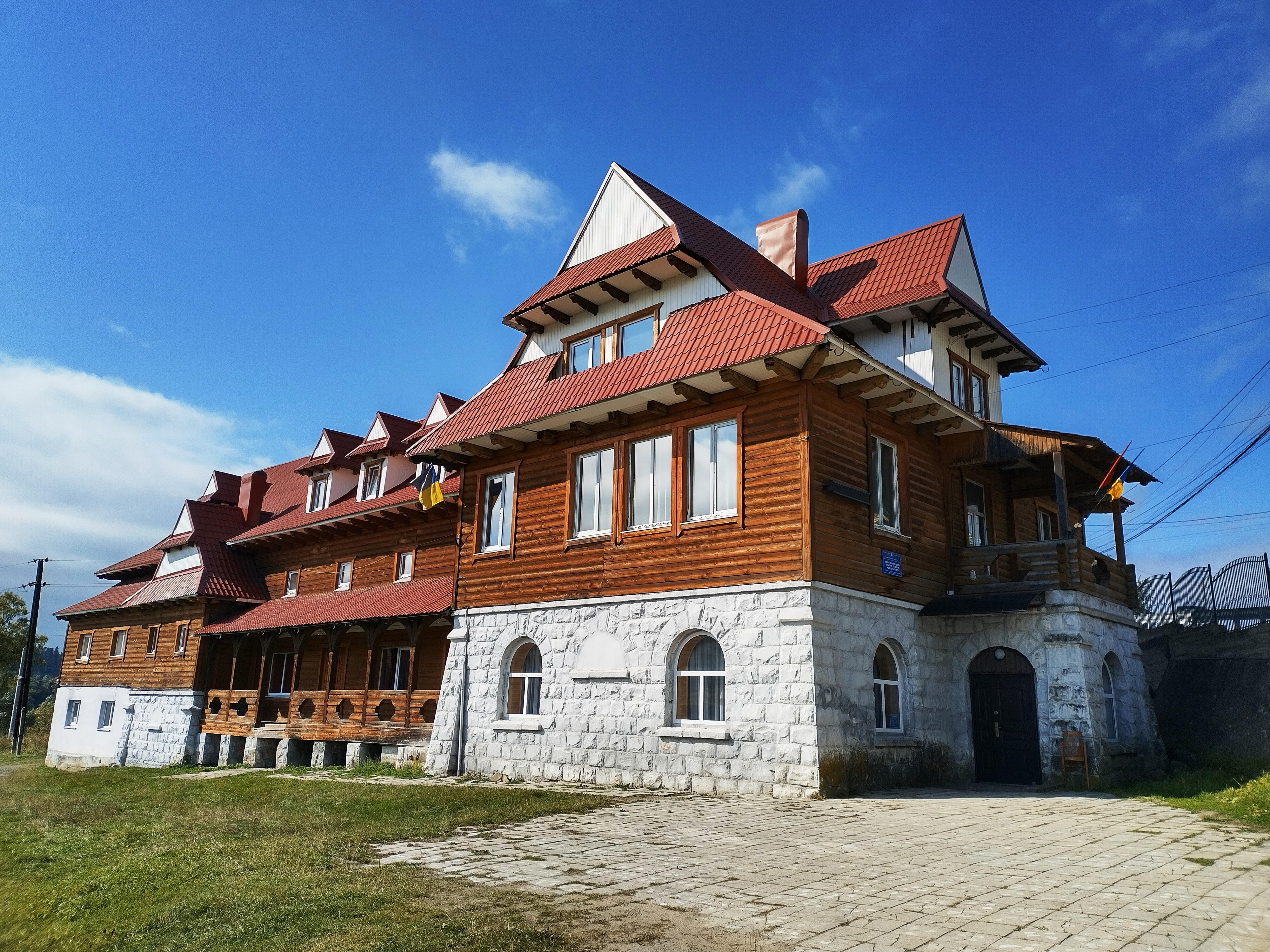
Ворохтянський центр культури, дозвілля, молоді та спорту
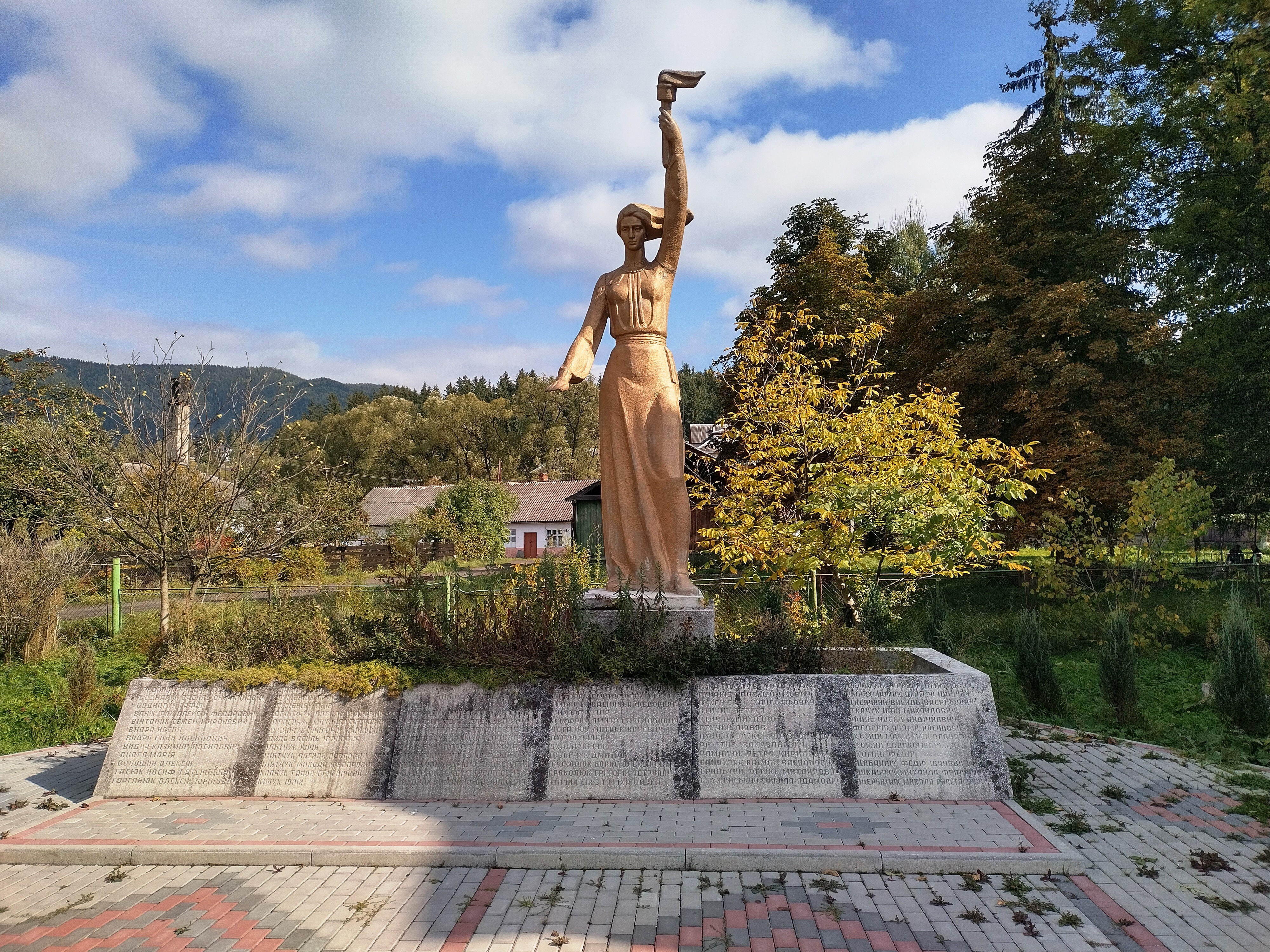
Монумент загиблим землякам під час Другої світової війни (демонтовано)
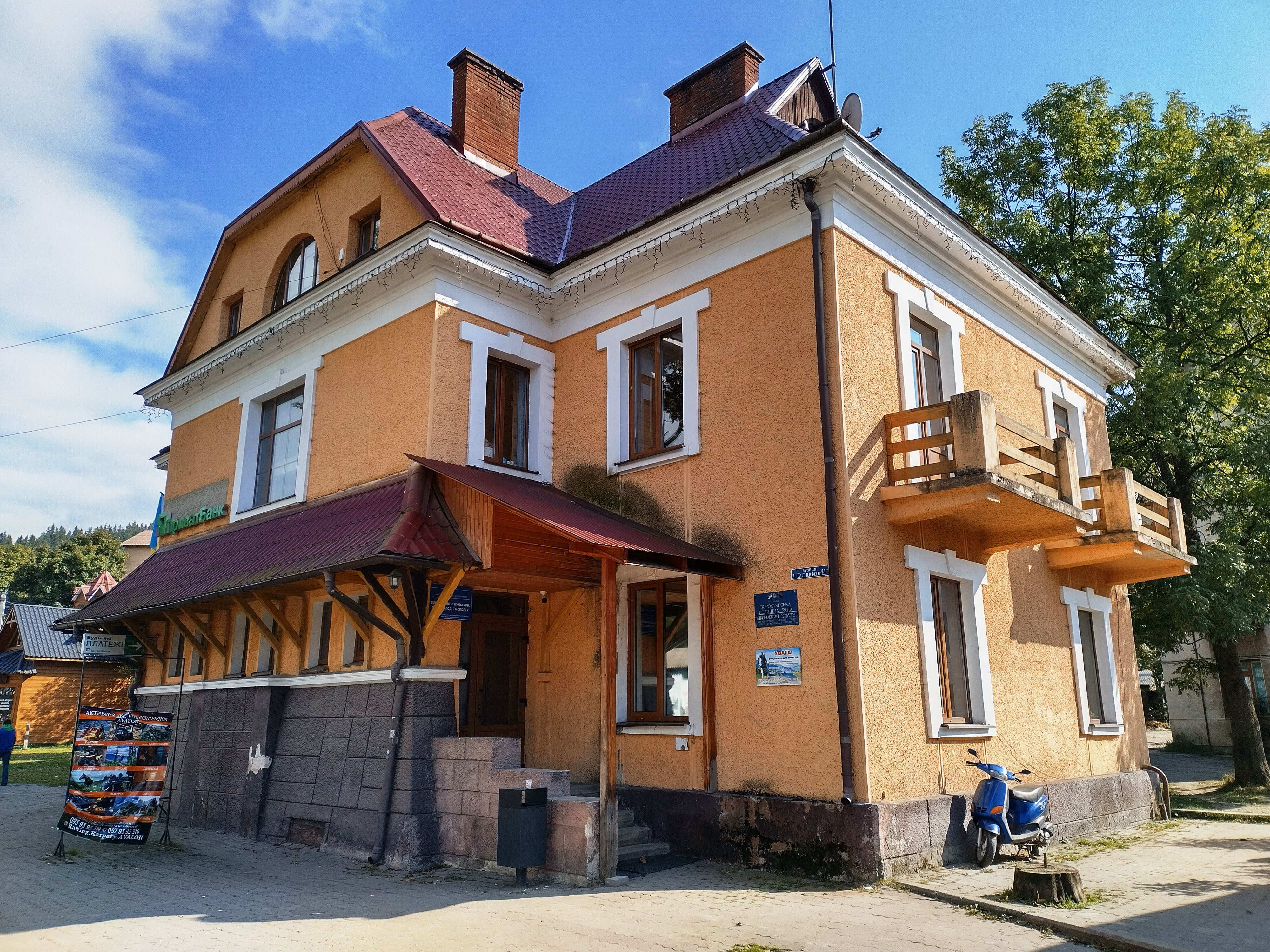
Ворохтянська селищна рада та виконавчий комітет
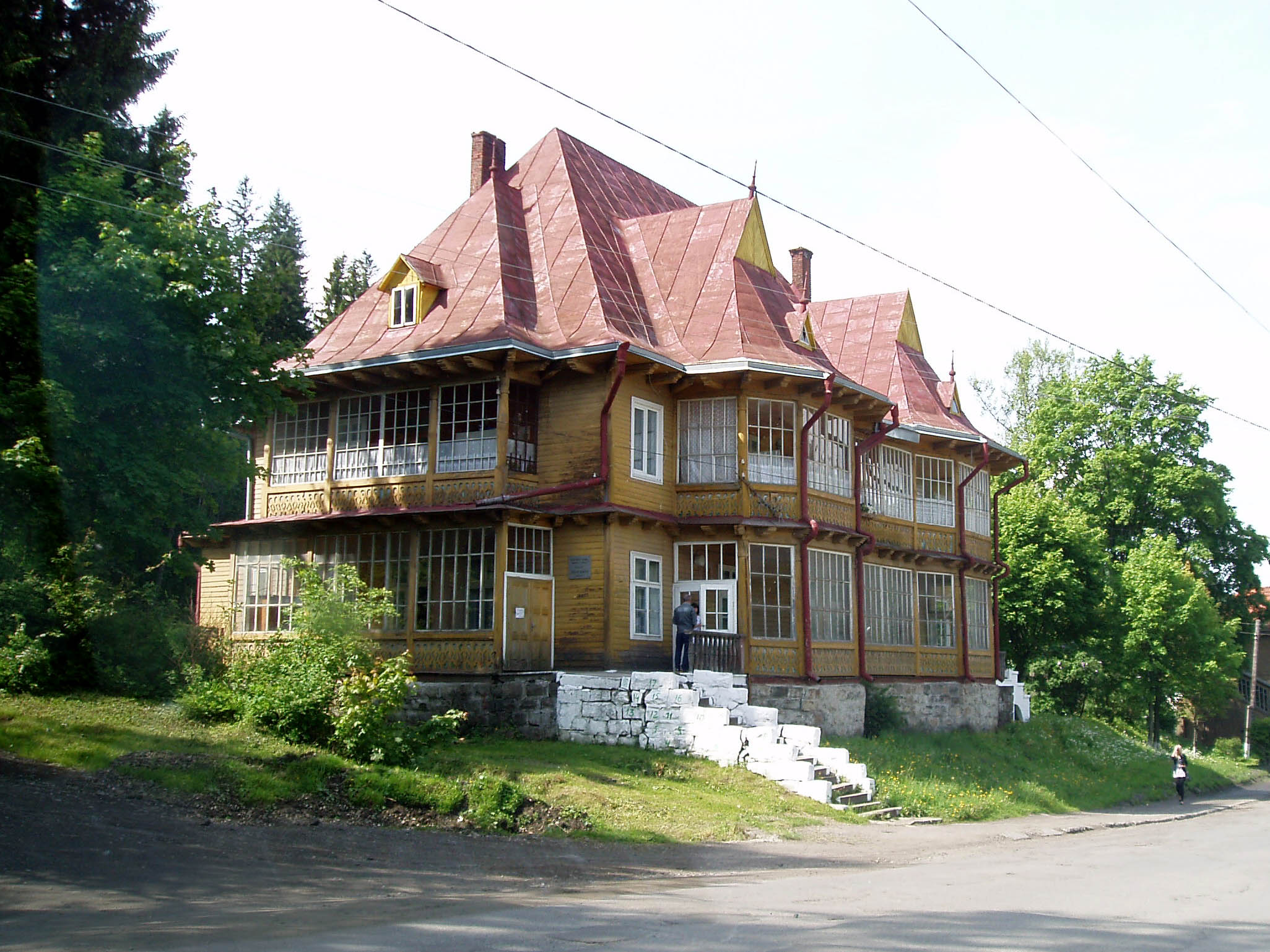
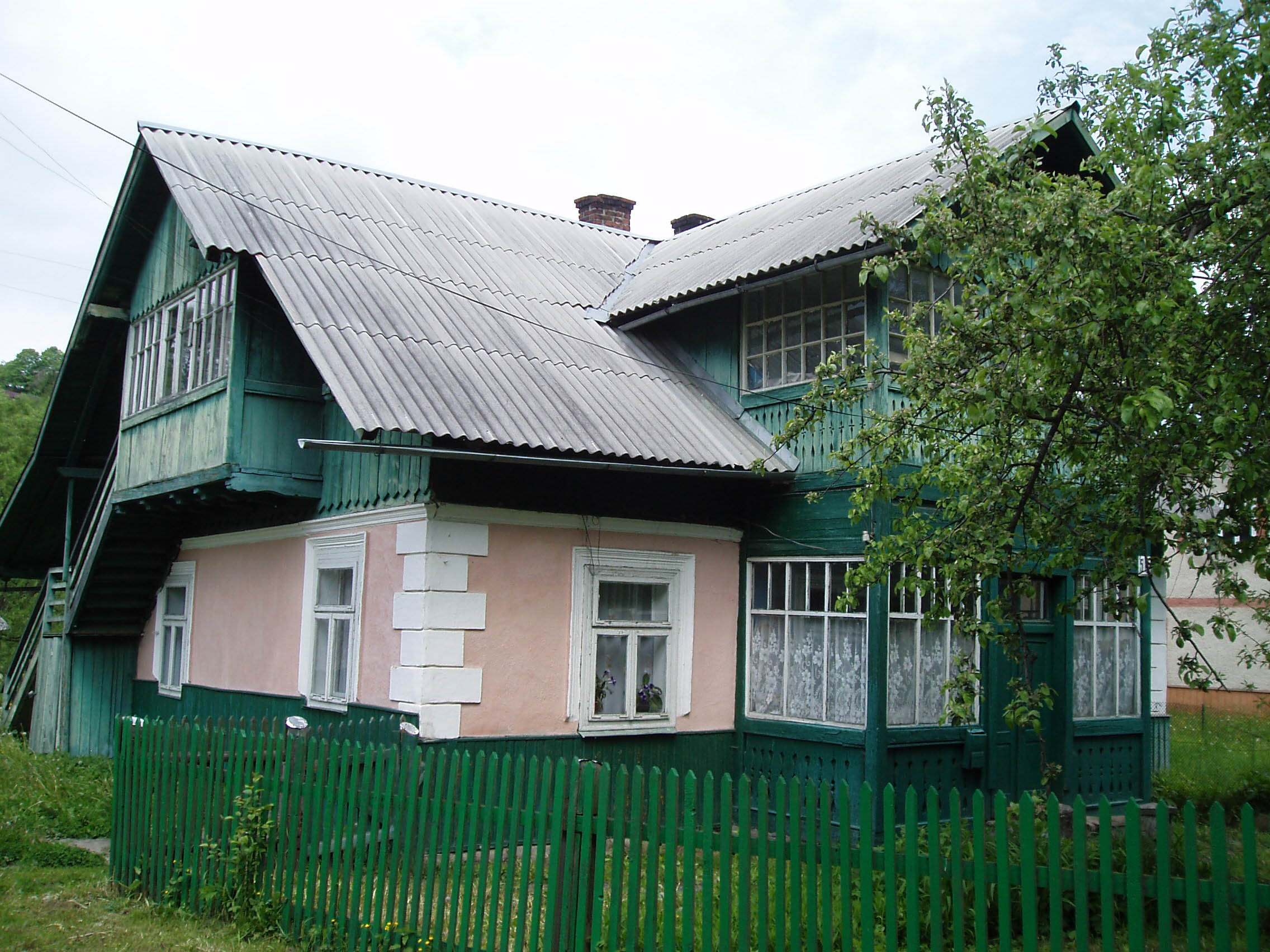
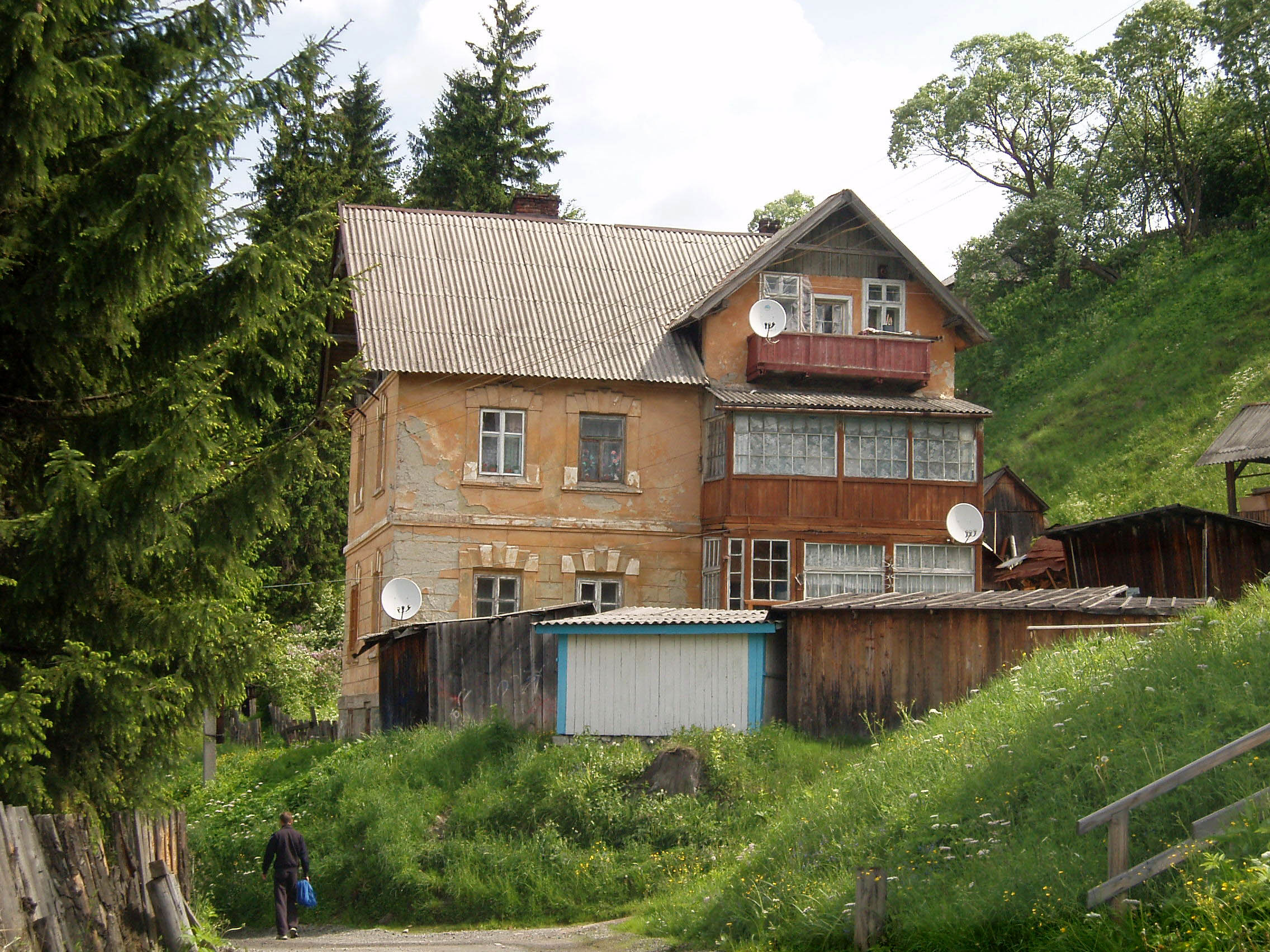
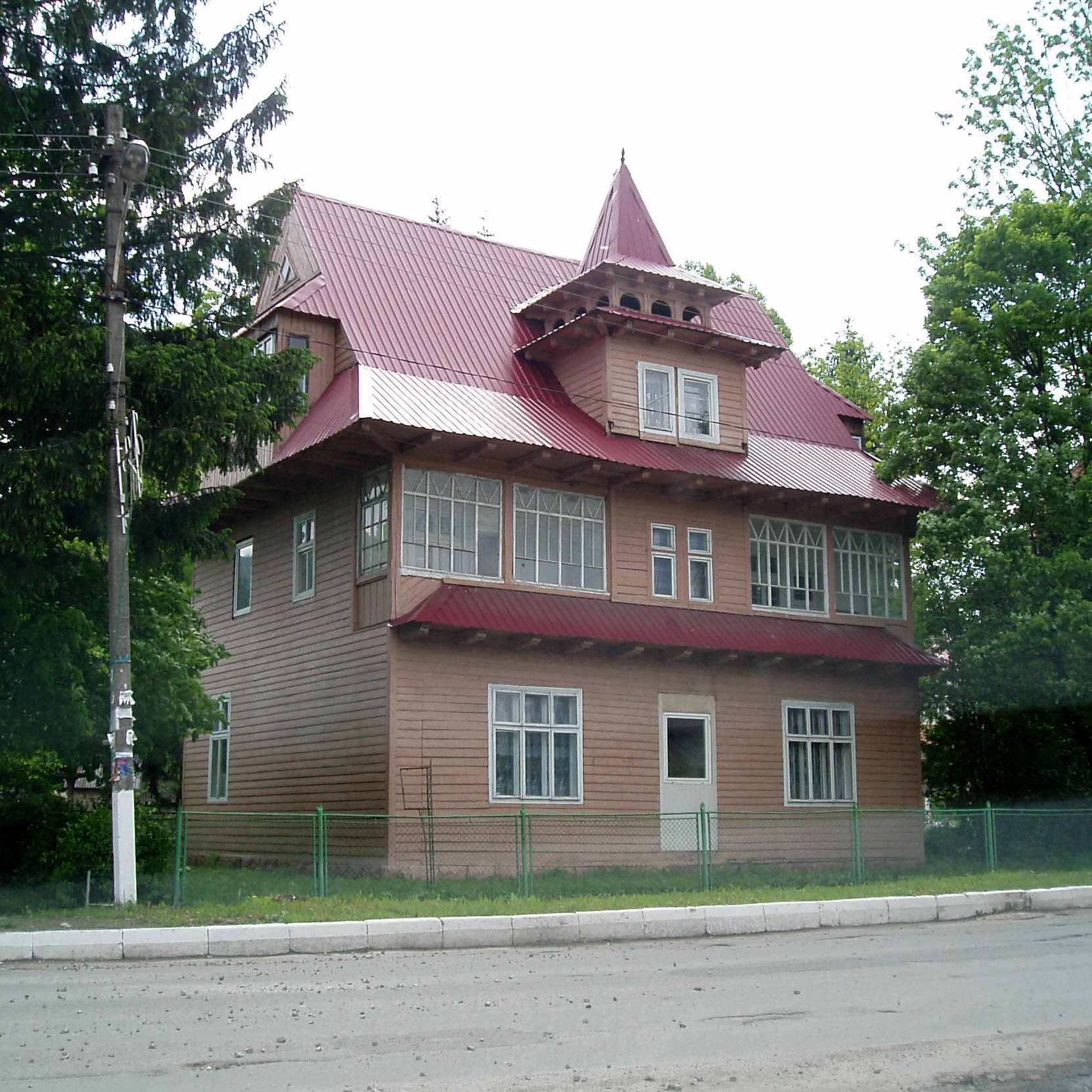

## Краєвиди селища

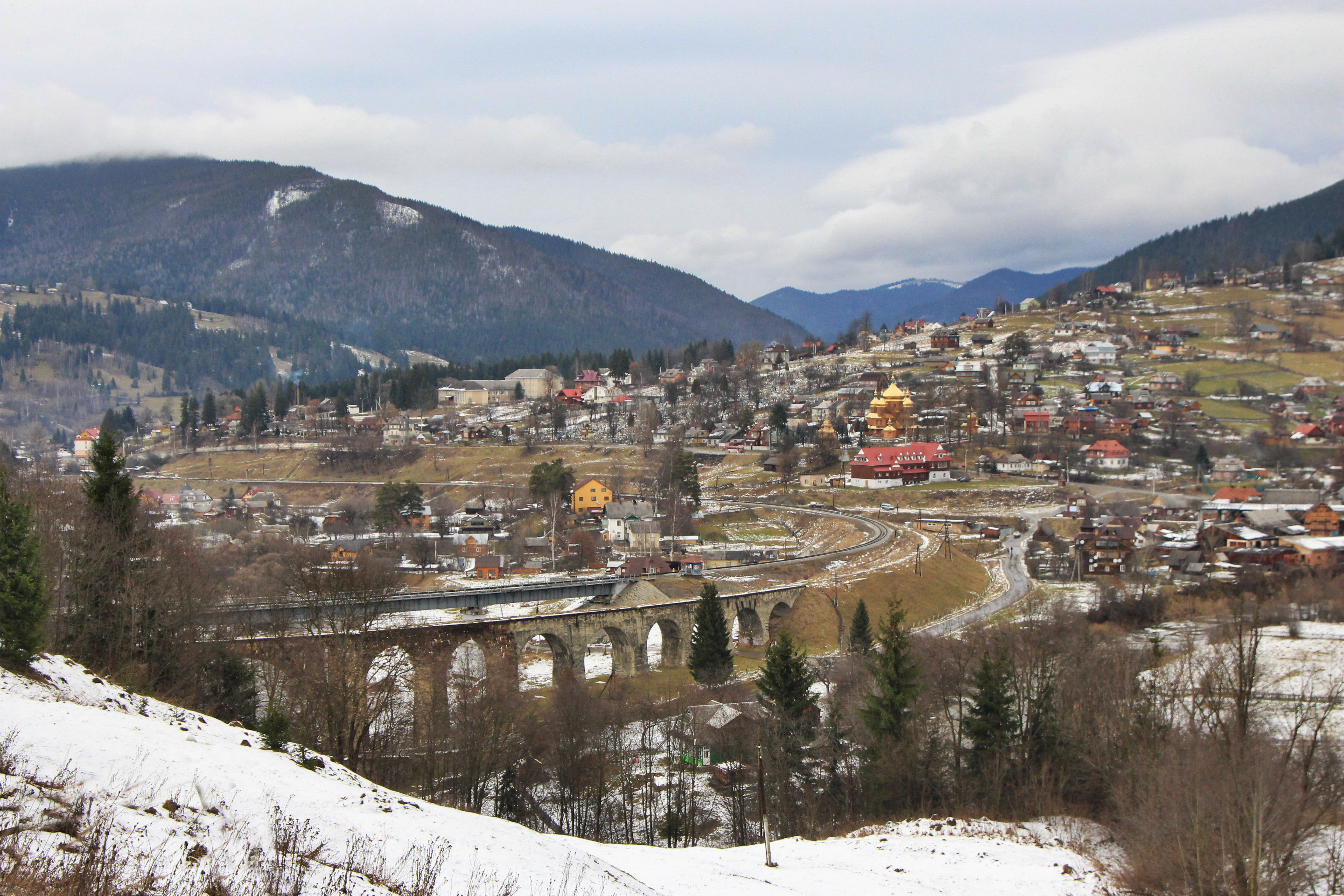
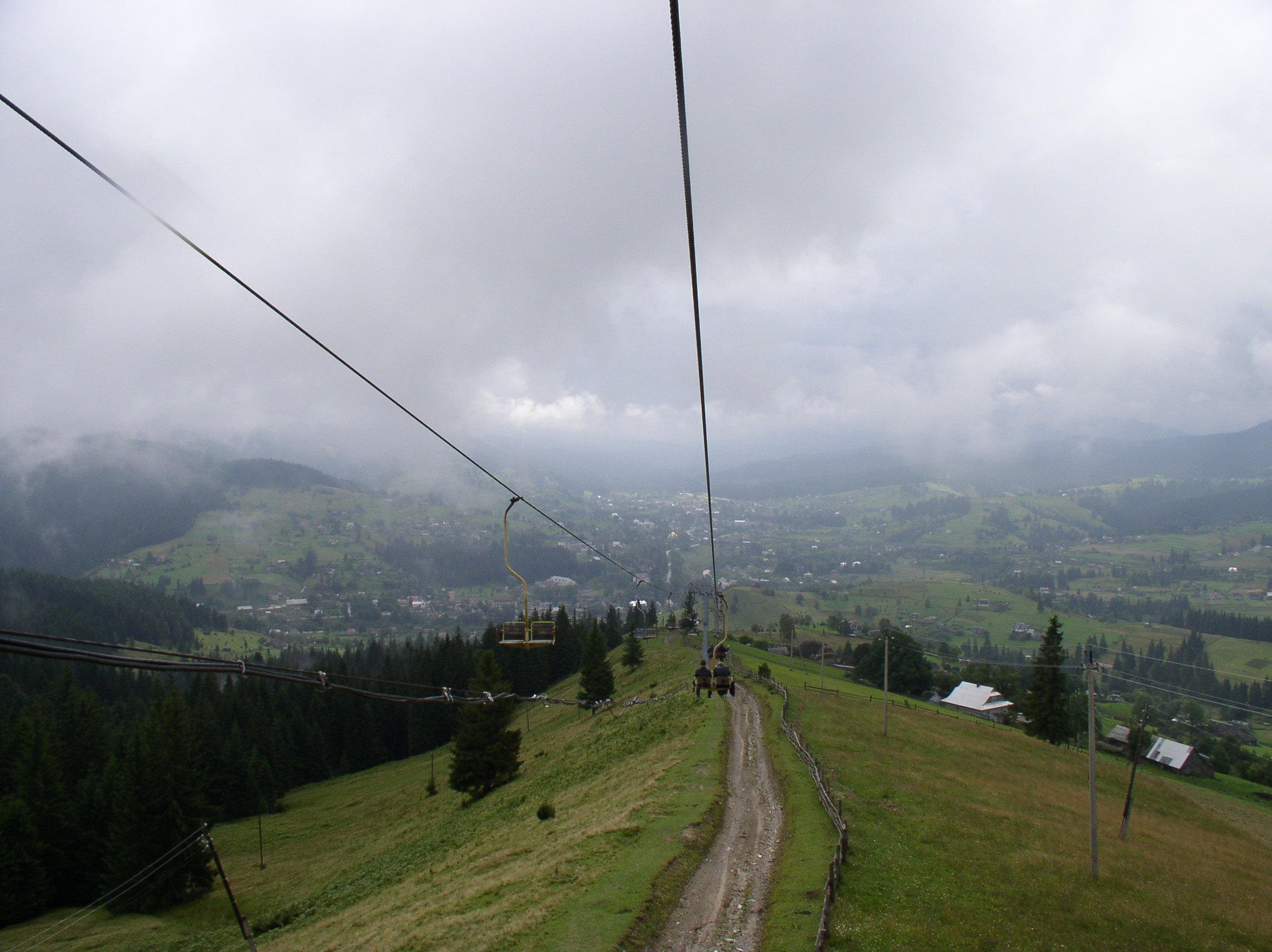
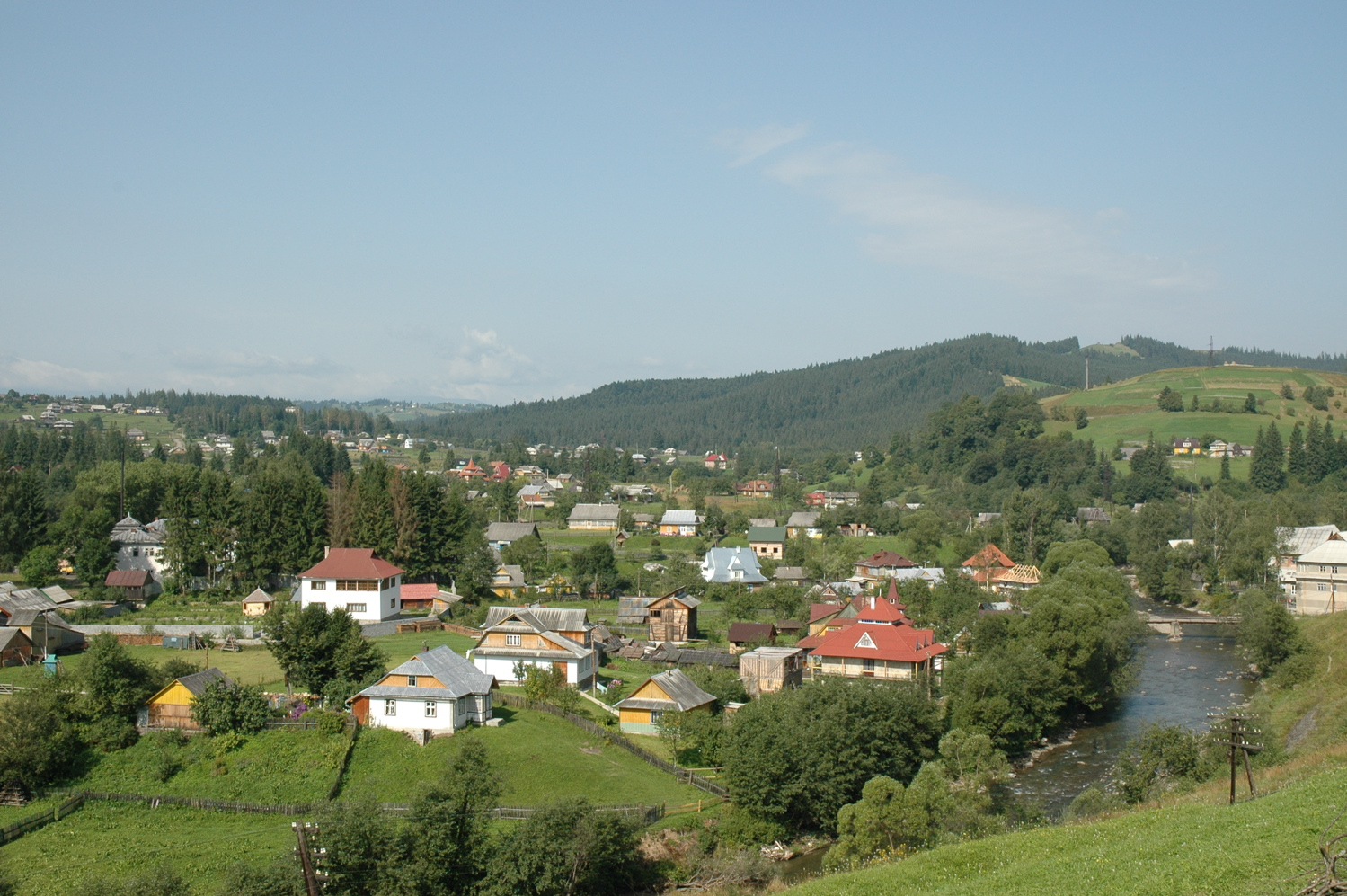
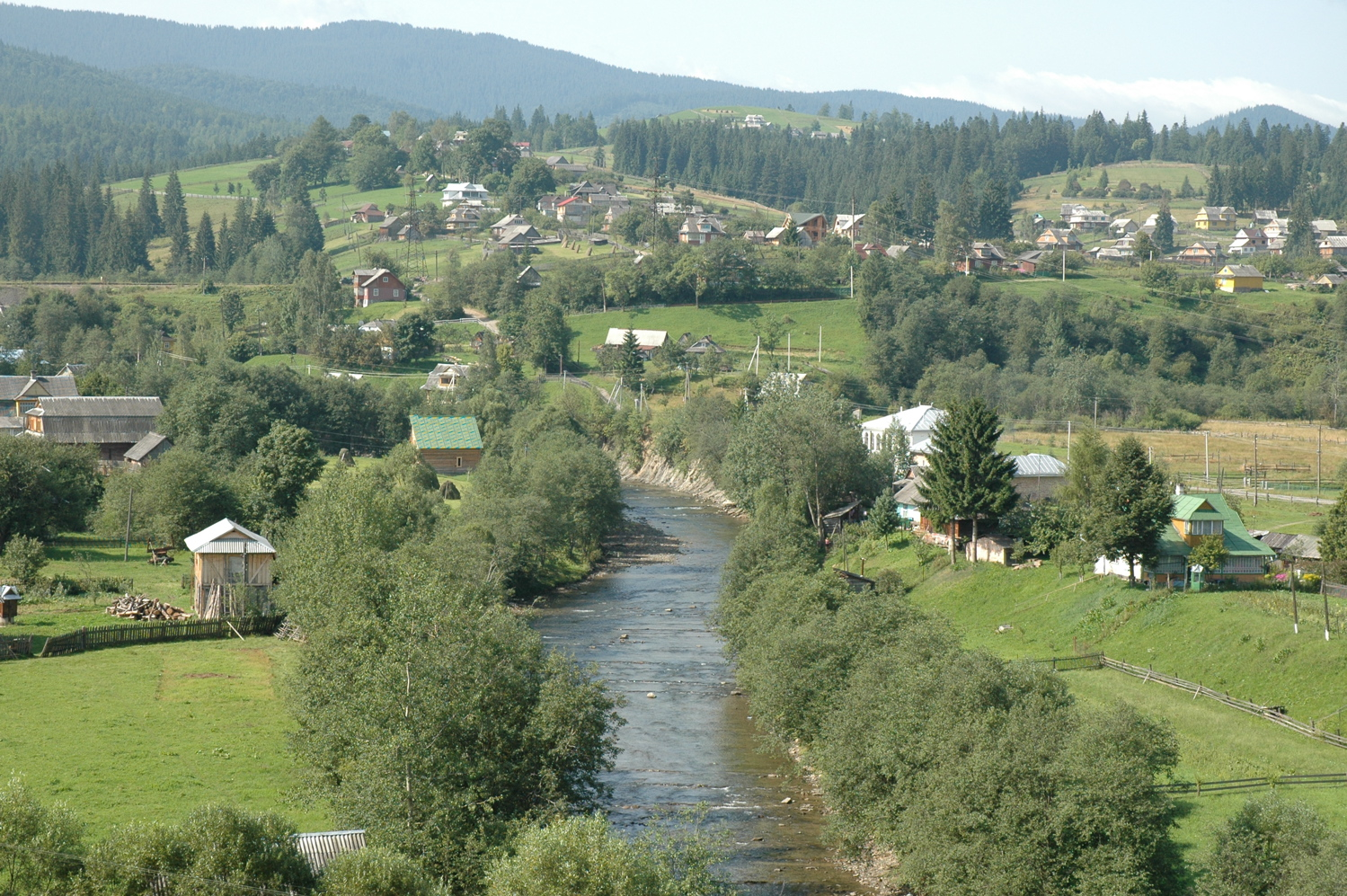
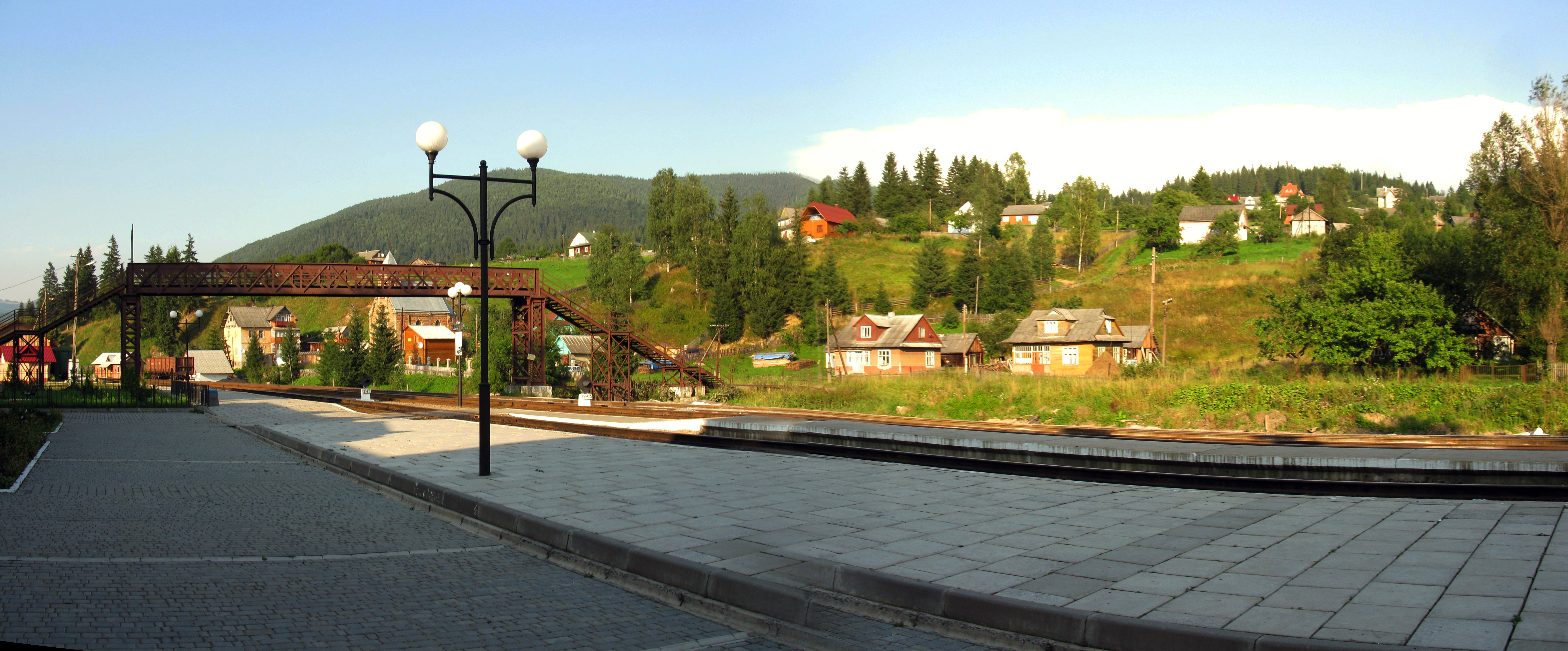
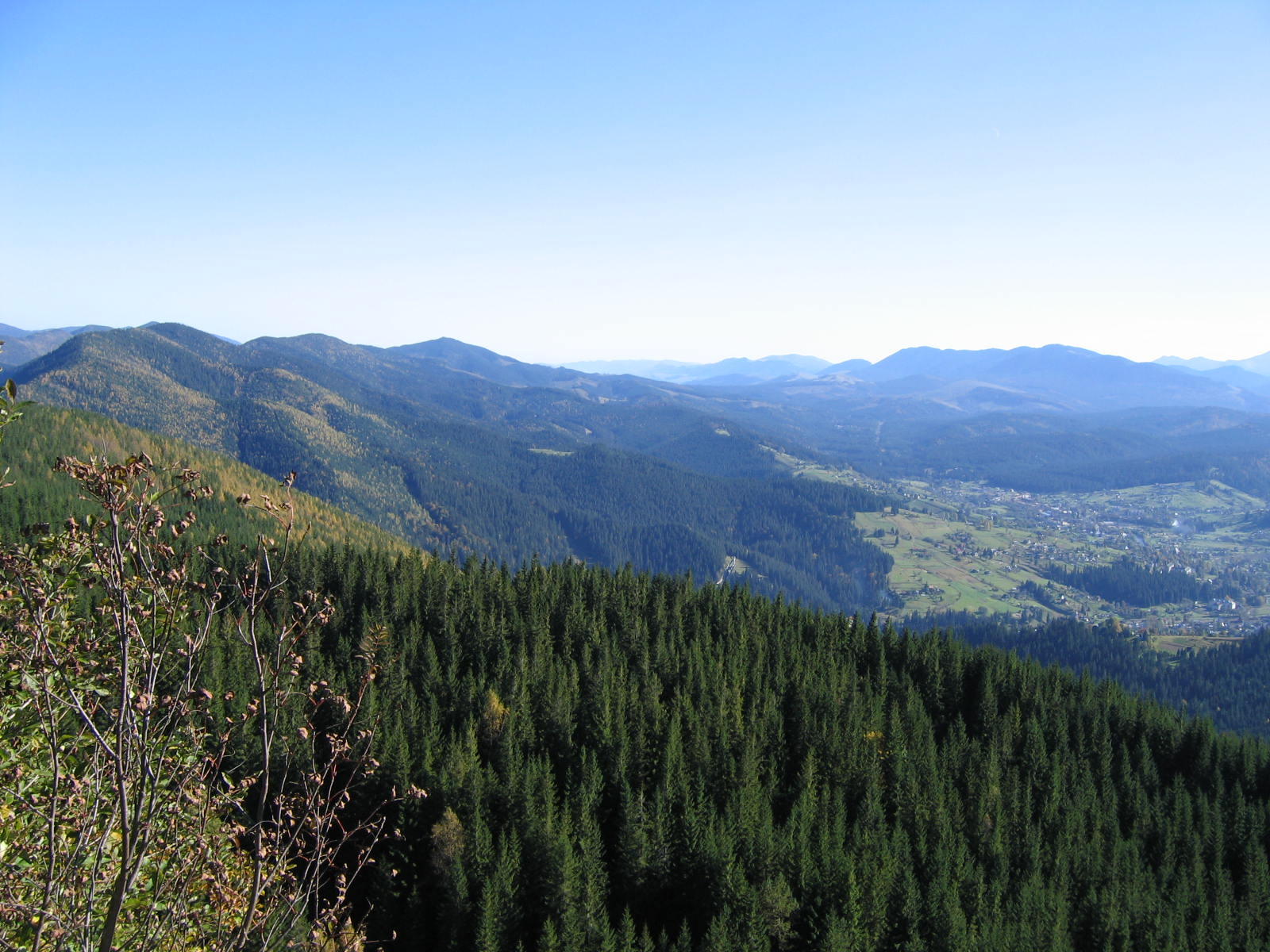
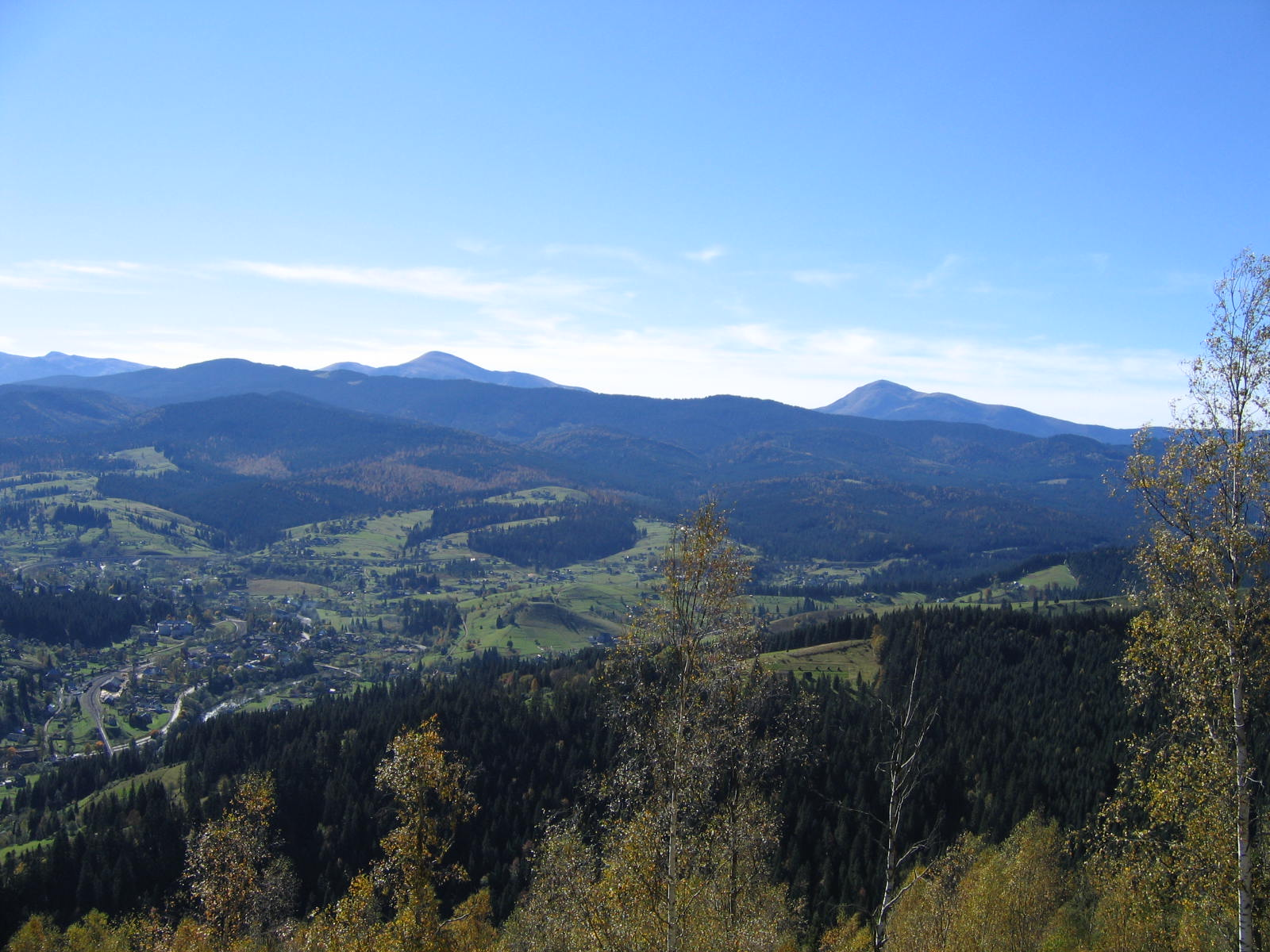
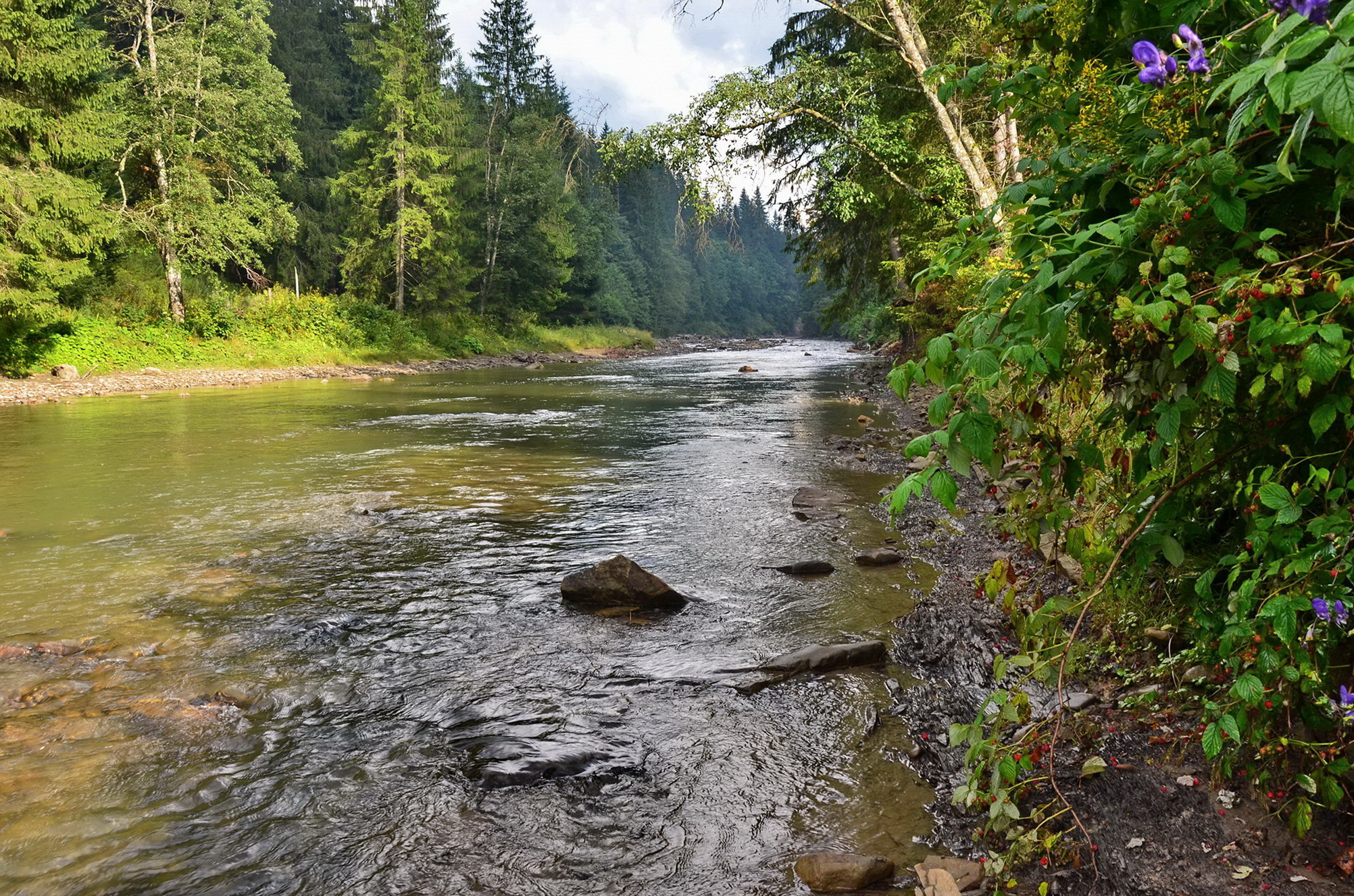
Річка Прут на околиці Ворохти
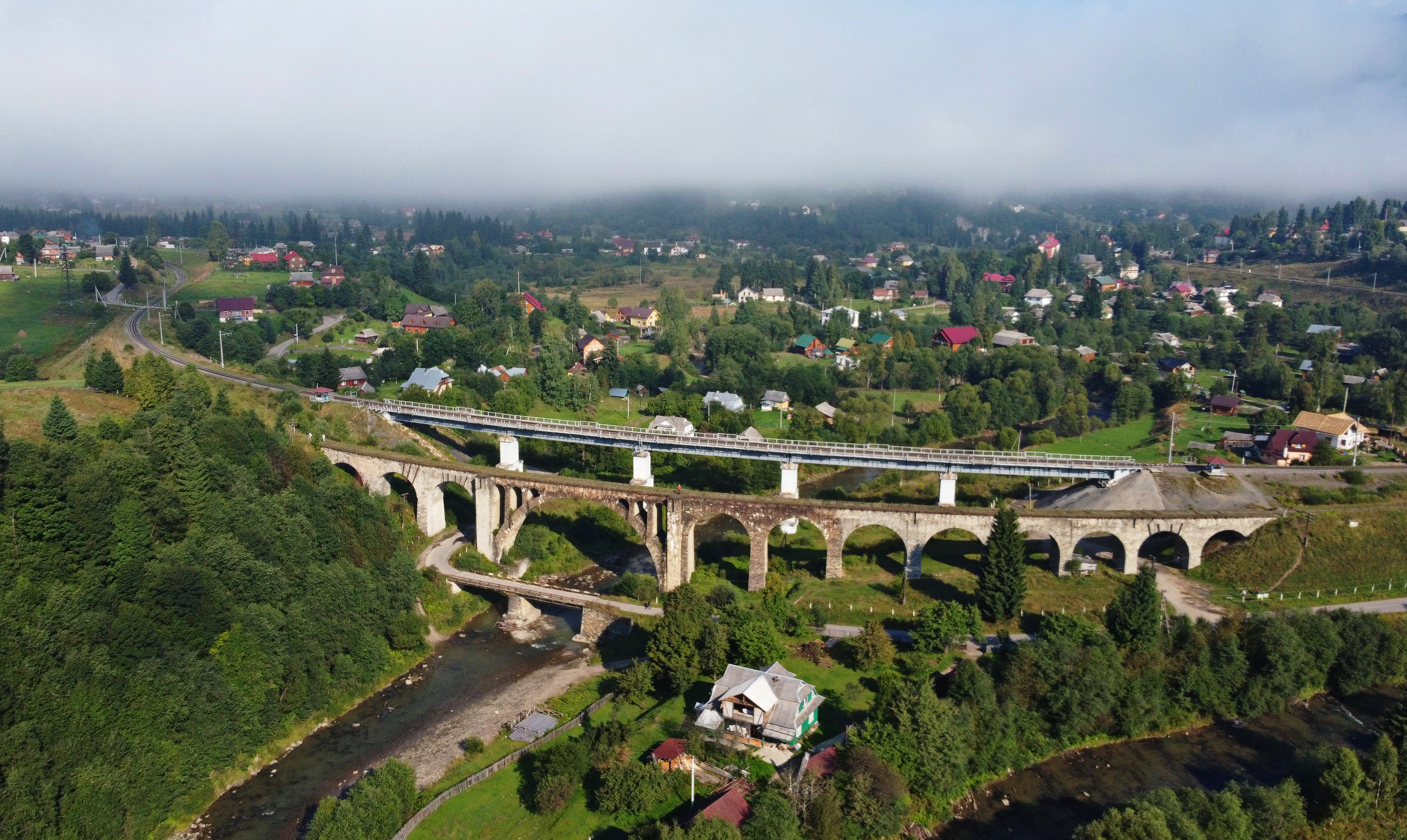
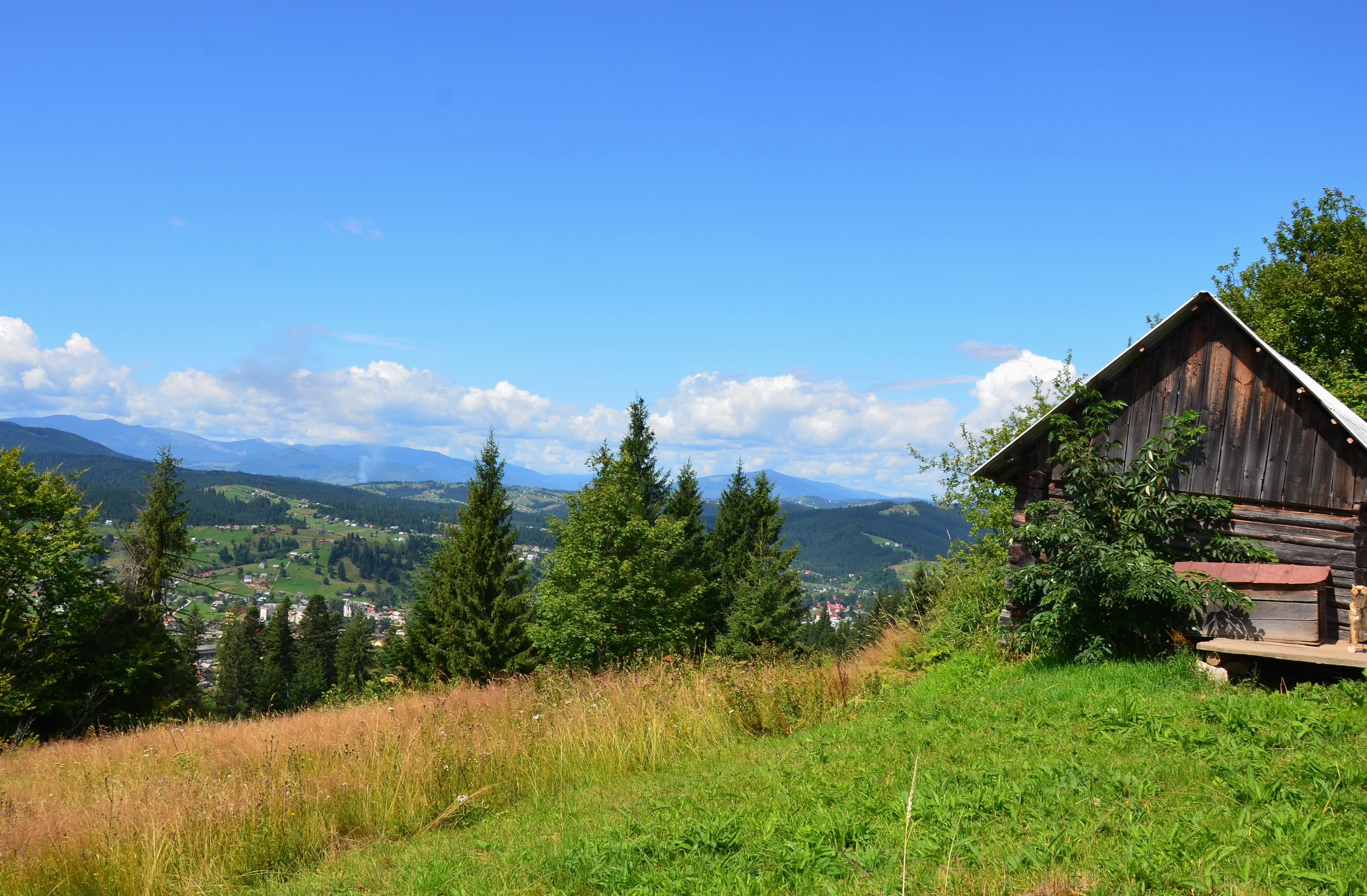
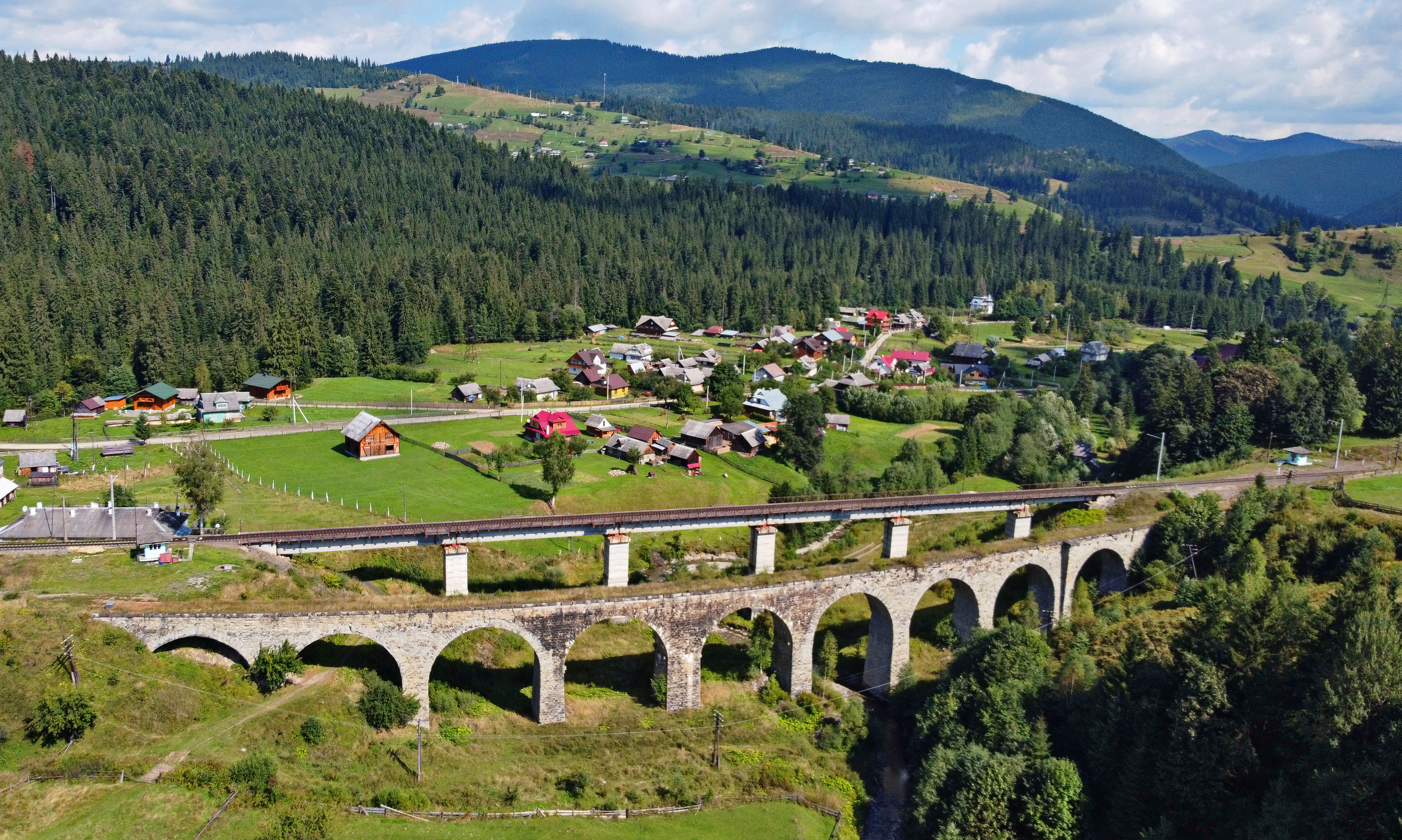
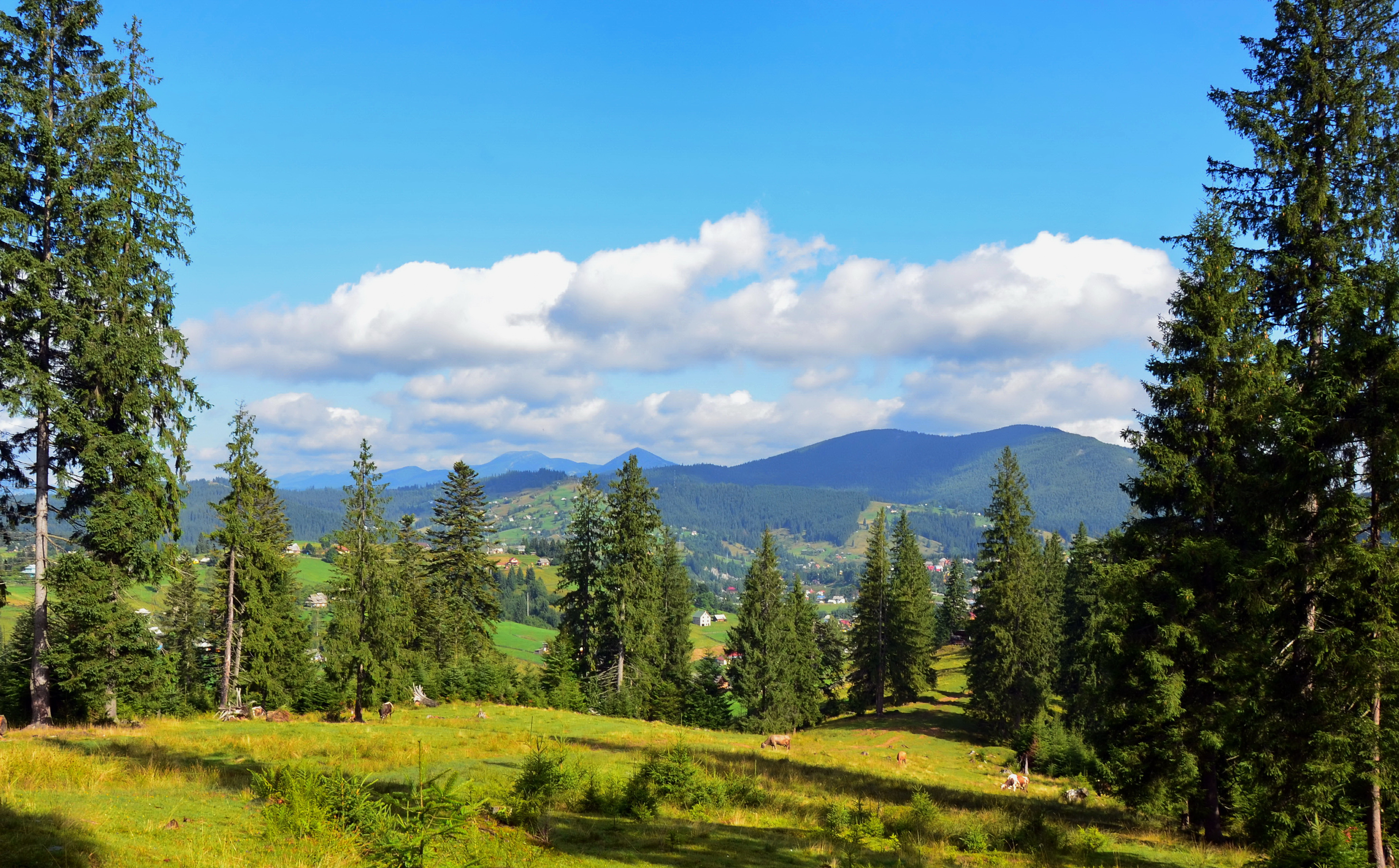
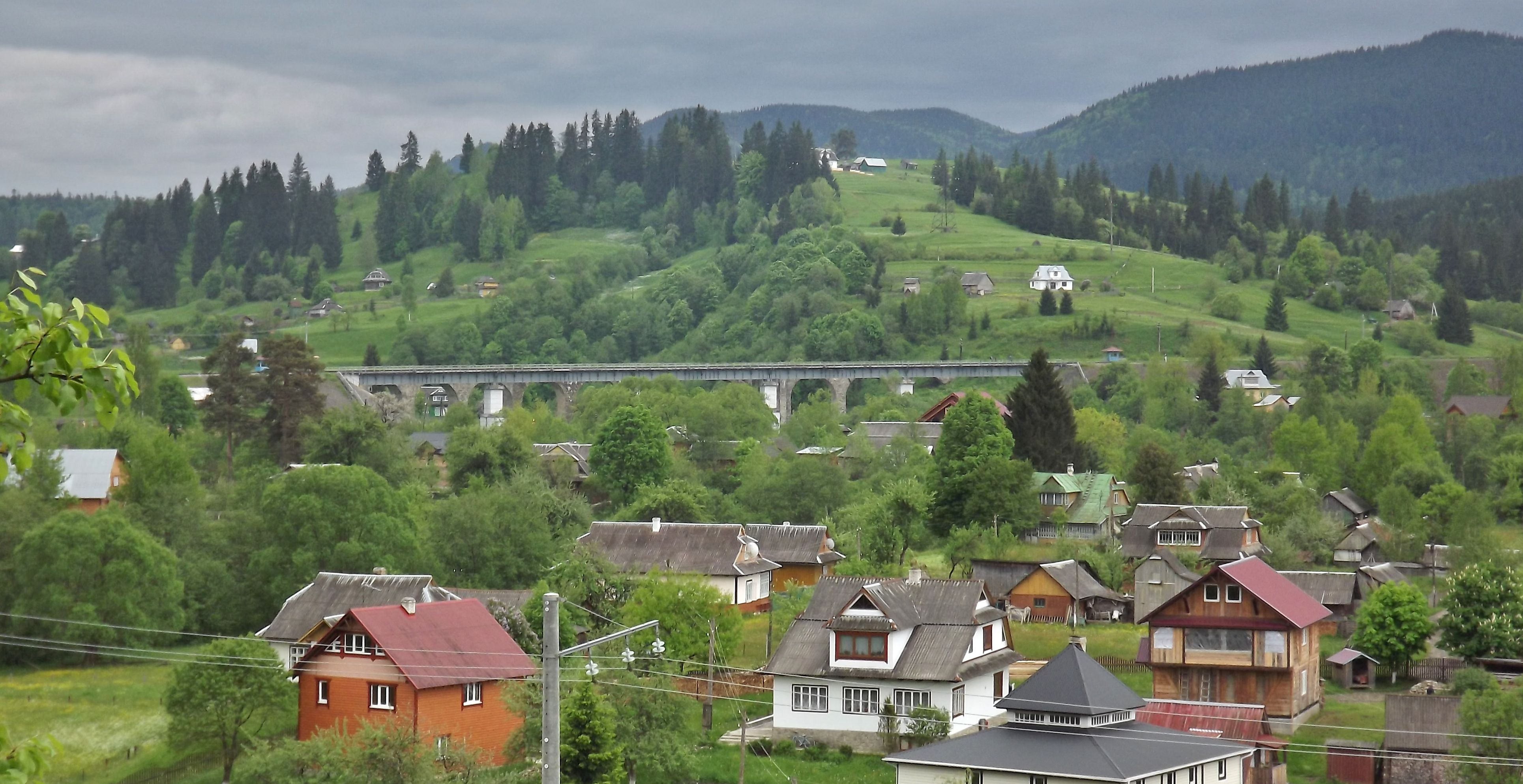
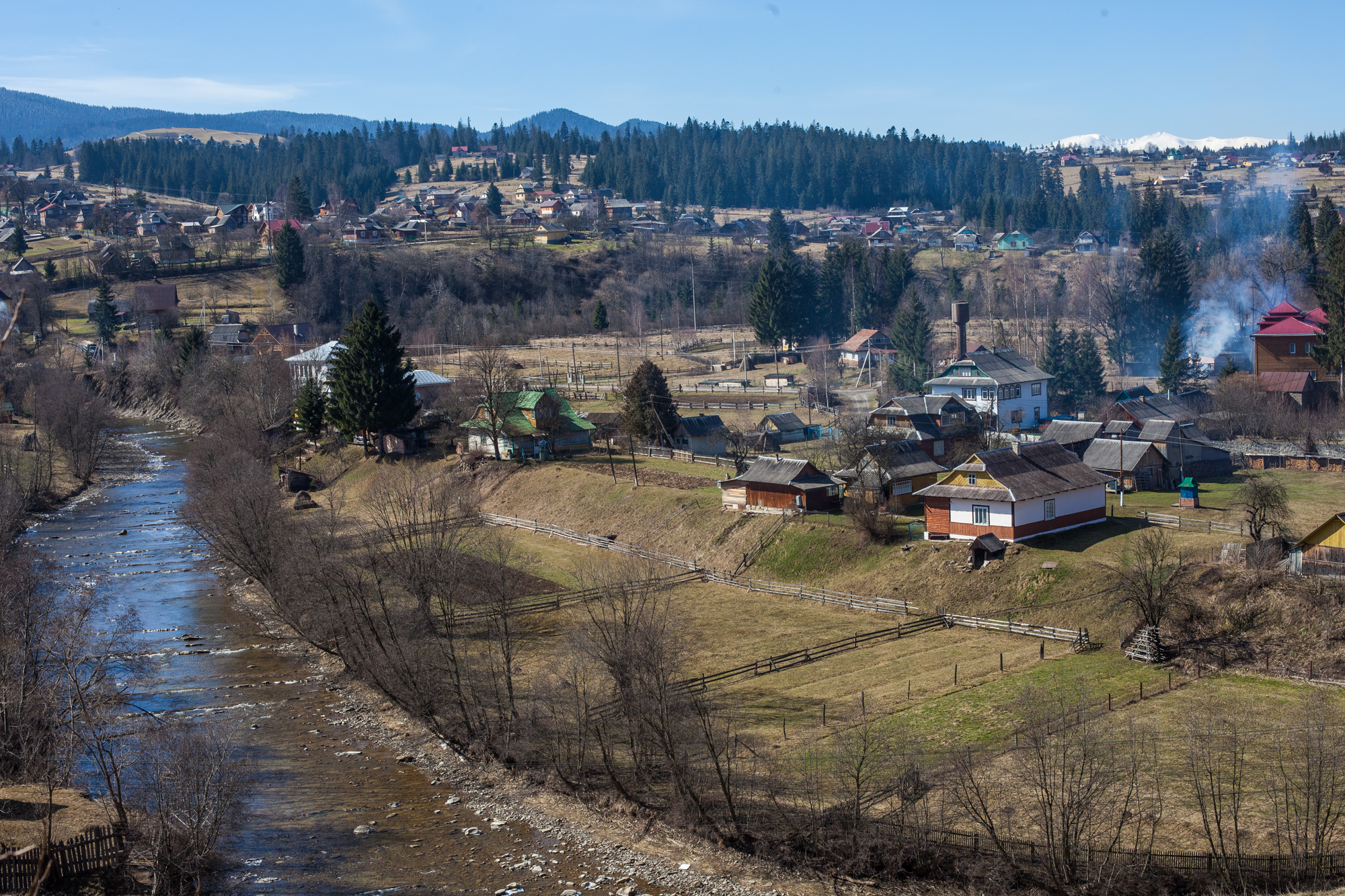
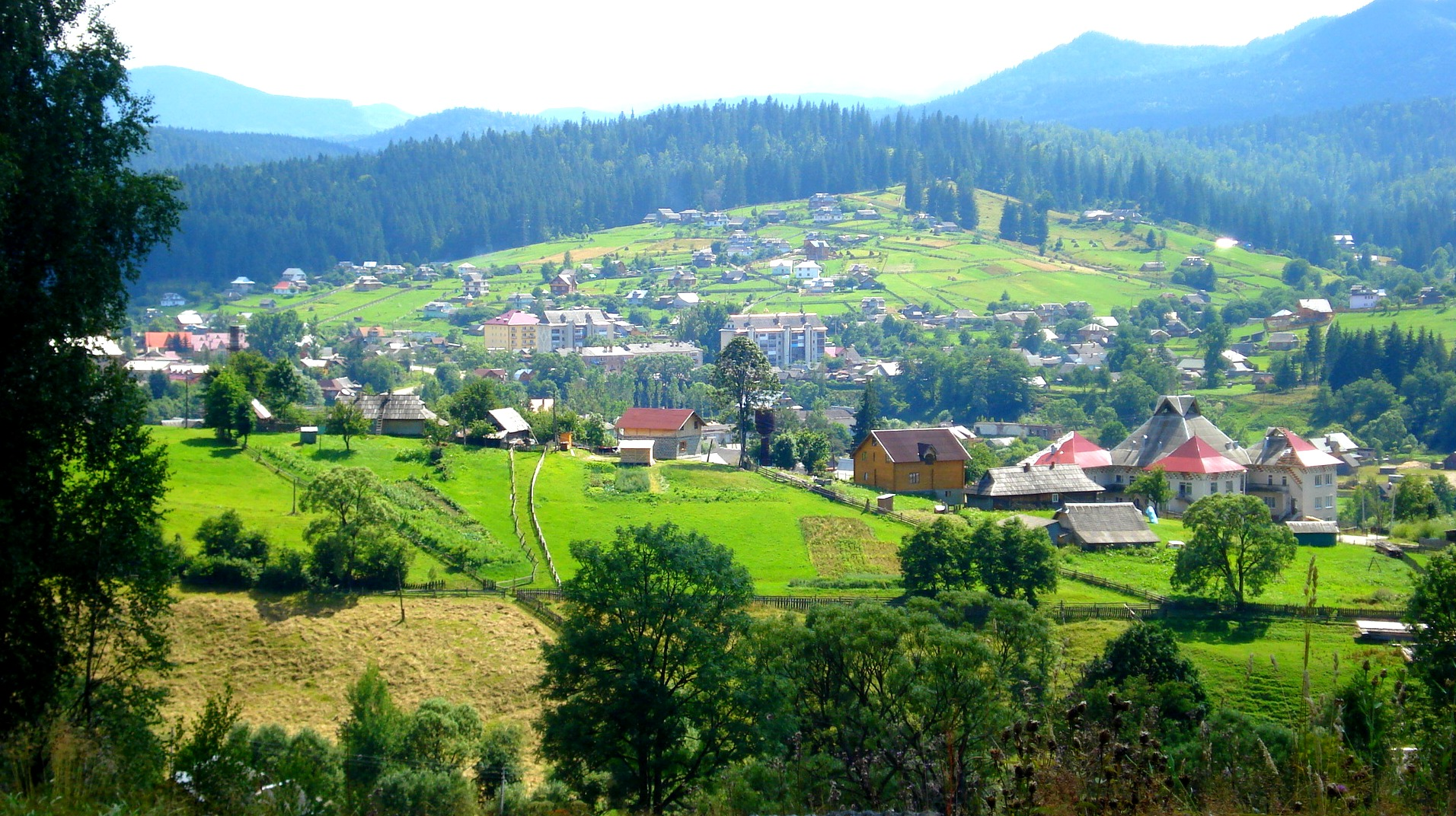